# Arte iranica
L'arte iranica o arte persiana (persiano: هنر ایرانی) ha uno dei più ricchi patrimoni artistici nella storia del mondo ed è stata importante per l'architettura, la pittura, la tessitura, la produzione della ceramica, la calligrafia, la lavorazione dei metalli e la scultura. In tempi diversi, le influenze dell'arte delle civiltà vicine sono state molto importanti, e ultimamente l'arte iranica ha dato e ricevuto importanti influenze come parte degli stili più ampi dell'arte islamica. L'arte rupestre in Iran è la più antica sopravvissuta.
Dall'Impero achemenide (550 a.C.-330 a.C.) ad oggi, per la maggior parte del tempo, un grande stato di lingua iraniana ha governato su aree simili ai confini moderni dell'Iran, e spesso aree molto più ampie, talvolta chiamate Grande Iran, dove un processo di persianizzazione culturale ha lasciato risultati duraturi anche quando il governo si è separato. Le corti delle dinastie successive hanno generalmente guidato lo stile dell'arte persiana e l'arte sponsorizzata dalla corte ha lasciato molte delle sopravvivenze più impressionanti.
Nell'antichità i monumenti sopravvissuti dell'arte persiana sono notevoli per una tradizione incentrata sulla figura umana (per lo più maschile, e spesso reale) e sugli animali. L'arte persiana ha continuato a porre maggiore enfasi sulle figure rispetto all'arte islamica di altre aree, anche se per motivi religiosi ora generalmente evita grandi esempi, specialmente nella scultura. Lo stile islamico generale di fitta decorazione, a disposizione geometrica, si sviluppò in Persia in uno stile estremamente elegante e armonioso che combinava motivi derivati da piante con motivi cinesi come la fascia di nuvole, e spesso animali rappresentati in scala molto più piccola rispetto agli elementi vegetali che li circondano. Sotto la dinastia safavide, nel XVI secolo, questo stile fu utilizzato su un'ampia varietà di media e diffuso dagli artisti di corte dello scià, principalmente pittori.

## Arte antica

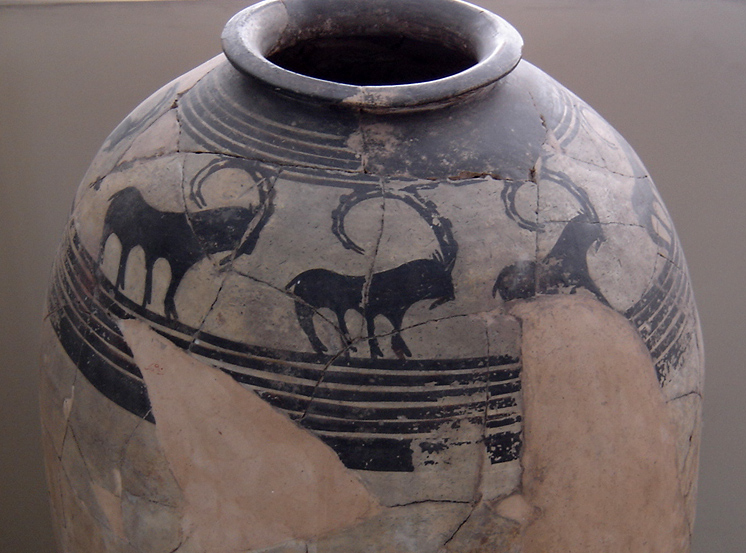
Vasellame, IV millennio a.C.

Le prove di una civiltà della ceramica dipinta intorno a Susa sono state datate intorno al 5000 a.C. Susa era saldamente all'interno della sfera culturale sumera di Uruk durante il periodo omonimo. Un'imitazione dell'intero apparato statale di Uruk, proto-scrittura, sigillo cilindrico con motivi sumeri e architettura monumentale, si trova a Susa, che potrebbe essere stata una colonia di Uruk. In quanto tale, la periodizzazione di Susa corrisponde a quella di Uruk; i periodi "Primo", "Medio" e "Tardo" Susa II (3800-3100 a.C.) corrispondono ai periodi "Medio" e "Tardo" Uruk.
Poco dopo la prima colonizzazione di Susa, 6000 anni fa, i suoi abitanti eressero un tempio su una piattaforma monumentale che si ergeva sul piatto paesaggio circostante. L'eccezionalità del sito è ancora oggi riconoscibile nell'arte dei vasi di ceramica che venivano posti come offerte in un migliaio o più di tombe vicino alla base della piattaforma del tempio. Quasi duemila vasi sono stati recuperati dal cimitero, la maggior parte dei quali ora nel museo del Louvre a Parigi. I vasi ritrovati sono eloquenti testimonianze delle conquiste artistiche e tecniche dei loro artefici e contengono indizi sull'organizzazione della società che li aveva commissionati. I vasi in ceramica dipinta di Susa, nel primo stile più antico, sono una versione tarda e regionale della tradizione ceramica mesopotamica della cultura di Ubaid che si diffuse in tutto il Vicino Oriente durante il V millennio a.C.
Lo stile Susa I era in gran parte un prodotto del passato e delle influenze delle industrie ceramiche contemporanee nelle montagne dell'Iran occidentale. La ricorrenza in stretta associazione di recipienti di tre tipi, un calice o un bicchiere, un piatto da portata e un vasetto, implica il consumo di tre tipi di cibo, apparentemente ritenuti necessari per la vita nell'aldilà quanto lo era nella vita terrena. Le ceramiche di queste forme, che erano dipinte, costituiscono una grande parte dei vasi cimiteriali. Altri sono giare e ciotole da cucina, su cui sono dipinte semplici fasce, e probabilmente costituivano il corredo funerario dei cittadini più umili, ma anche degli adolescenti e, forse, dei bambini. La ceramica era accuratamente realizzata a mano. Sebbene possa essere stata impiegata una ruota lenta, l'asimmetria dei vasi e l'irregolarità del disegno delle linee e delle bande circostanti indicano che la maggior parte del lavoro veniva eseguito a mano libera.

### Rilievi rocciosi di Lullubi

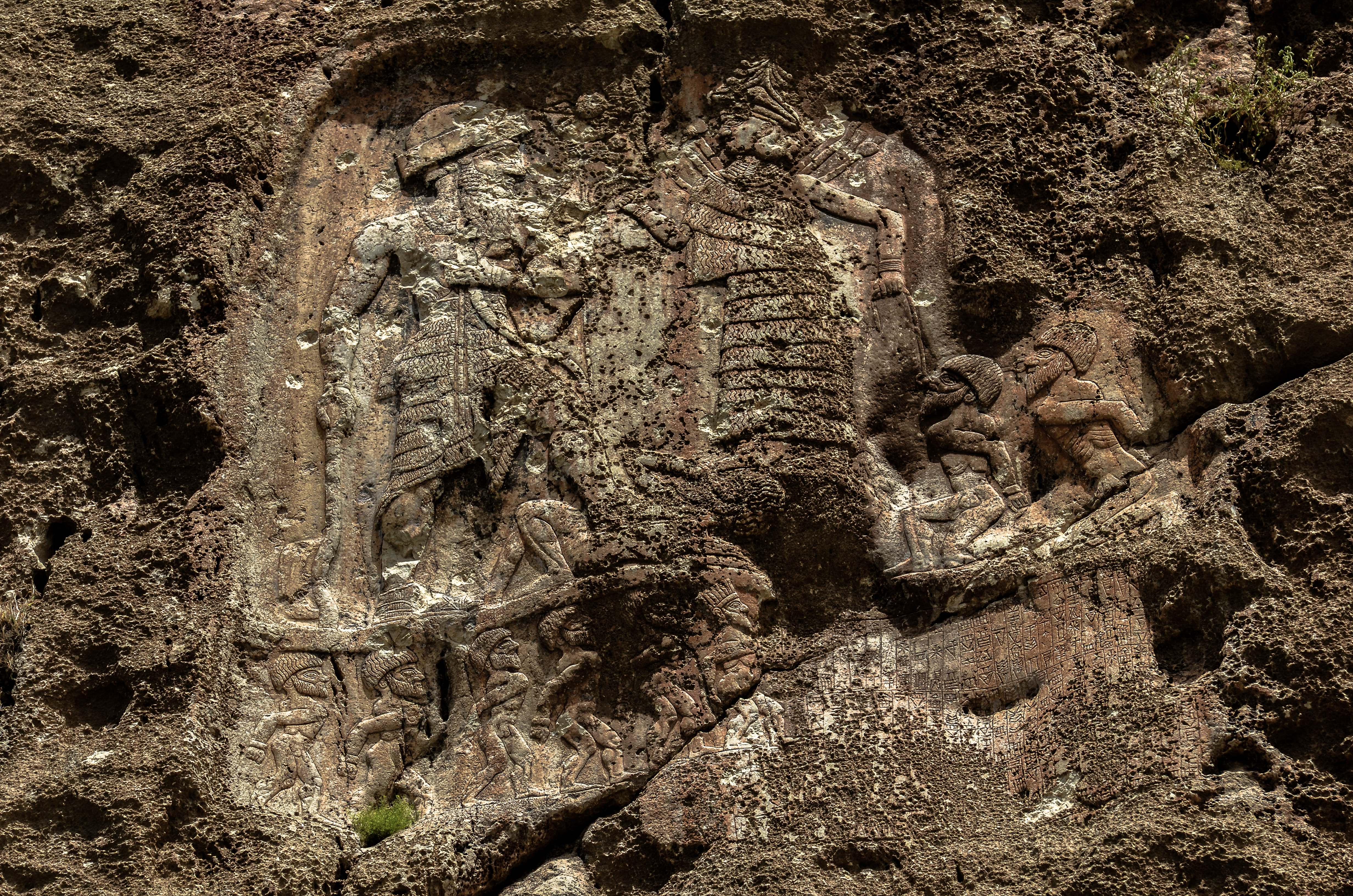
Rilievo roccioso Anubanini, circa 2300 a.C.

I rilievi rocciosi del regno di montagna di Lullubi, specialmente il rilievo roccioso Anubanini, sono rilievi rocciosi risalenti al 2300 a.C. circa o all'inizio del II millennio a.C., i primi rilievi rupestri dell'Iran. Si trovano nella provincia di Kermanshah. Si pensa che questi rilievi abbiano influenzato i successivi rilievi achemenedi di Behistun, circa un millennio e mezzo dopo.

### Elam
L'arte elamita, dal sud e dall'ovest dell'Iran moderno, condivideva molte caratteristiche con la vicina arte mesopotamica, sebbene fosse spesso meno sofisticata. Sono stati trovati sigilli cilindrici, piccole figure di adoratori, divinità e animali, rilievi poco profondi e alcune grandi statue di sovrani. Ci sono un piccolo numero di vasi d'oro molto fini con figure in rilievo.

### Bronzi del Luristan

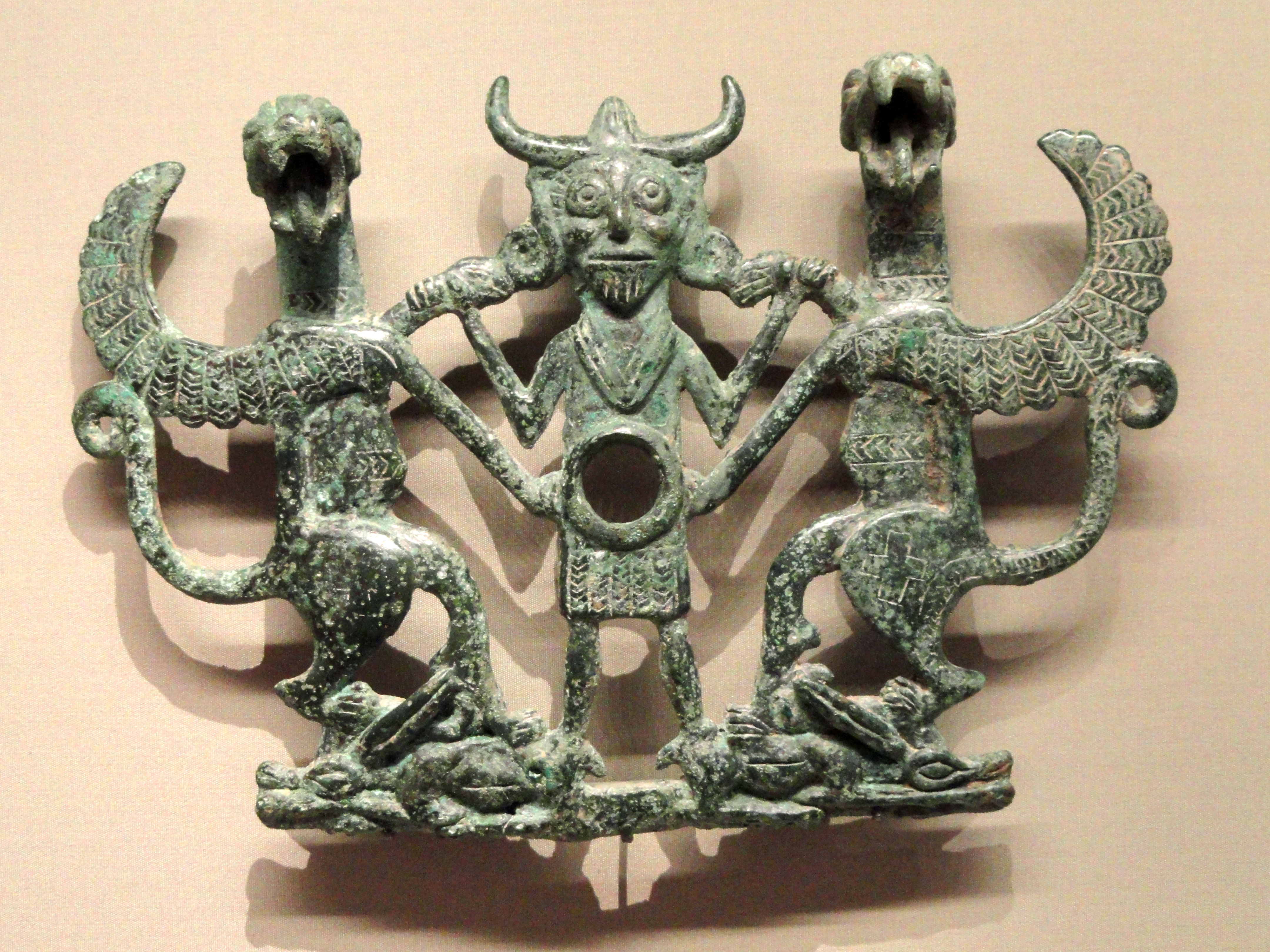
Morso da cavallo con motivo "Signore degli animali", circa 700 a.C.

I bronzi del Luristan sono piccoli oggetti di fusione, decorati con scultura in bronzo, della prima età del ferro, che sono stati trovati in gran numero nelle province di Lorestan e Kermanshah nel centro-ovest dell'Iran. Includono un gran numero di ornamenti, strumenti, armi, accessori per cavalli e un numero minore di vasi tra cui situle, e quelli trovati negli scavi si trovavano generalmente nelle sepolture. L'etnia delle persone che li hanno creati rimane poco chiara, anche se potrebbero essere stati persiani, forse imparentati con i moderni lur che hanno dato il nome all'area. Risalgono probabilmente a tra il 1000 e il 650 a.C. circa.
I bronzi tendono ad essere piatti e usano metallo traforato, come i relativi lavori degli sciti. Rappresentano l'arte di un popolo nomade o transumante, per il quale tutti i beni dovevano essere leggeri e portatili, e gli oggetti necessari come armi, terminali (forse per i pali delle tende), accessori per finimenti per cavalli, spille, tazze e altri piccoli accessori sono altamente decorati sulla loro piccola superficie. Le rappresentazioni di animali sono comuni, in particolare capre o pecore con grandi corna, e le forme e gli stili sono caratteristici e fantasiosi. Il motivo "Padrone degli anumali", che mostra un essere umano posizionato tra due animali posti uno di fronte all'altro, è molto comune ma normalmente molto stilizzato. Ci sono anche alcune "padrone degli animali".
La Ziwiye hoard, risalente a circa il 700 a.C., è una collezione di oggetti, in gran parte in metallo, forse non tutti ritrovati insieme, circa dello stesso periodo, probabilmente a testimonianza dell'arte delle città persiane dell'epoca. Delicati oggetti in metallo dell'Età del ferro II sono stati trovati a Teppe Hasanlu e ancora prima a Marlik.

## Arte pre-islamica

### Achemenidi

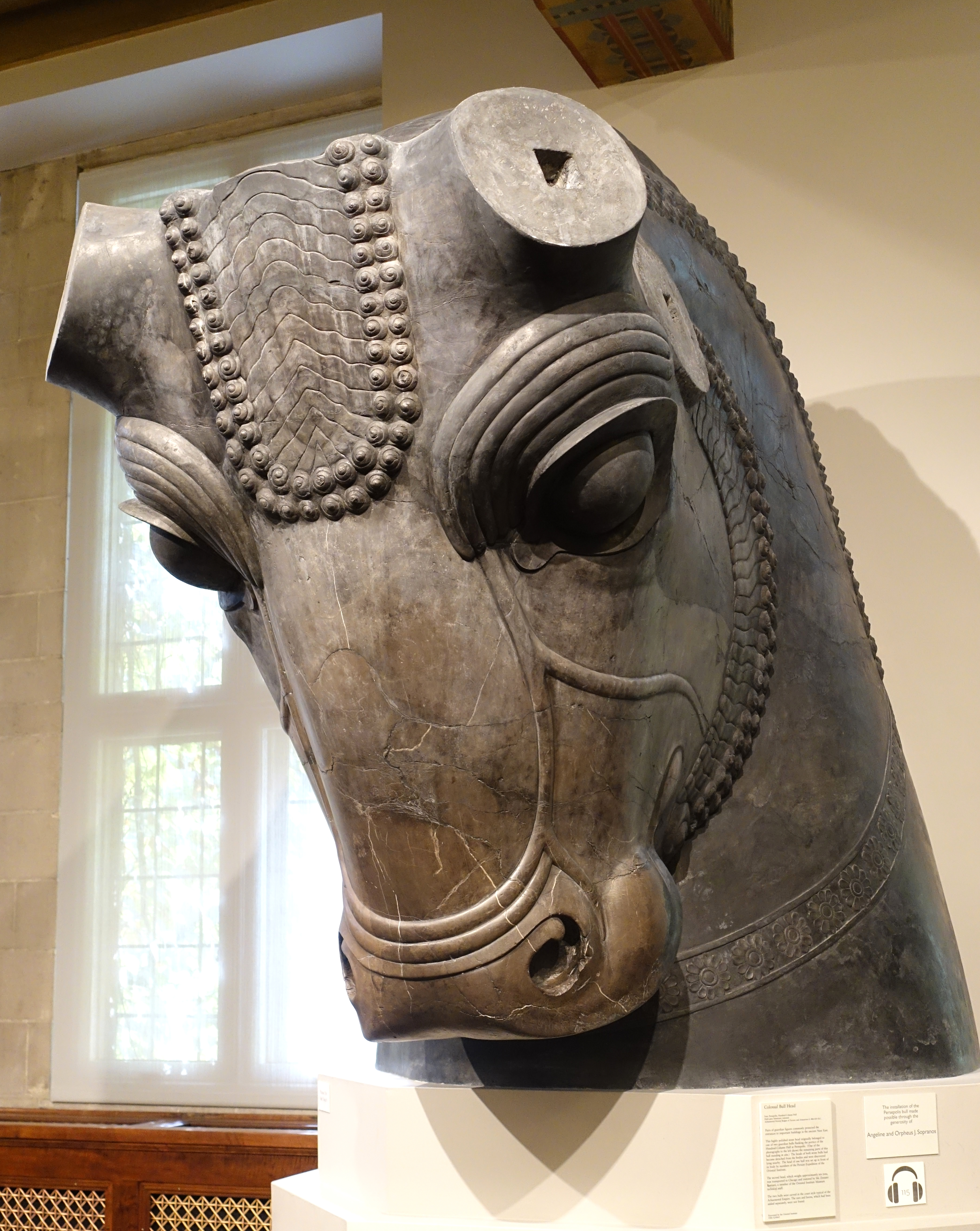
Colossale testa di toro restaurata, utilizzata come capitello, proveniente da Persepoli (architettura achemenide 486-425 a.C.)

L'arte achemenide comprende fregi, rilievi, lavori in metallo, decorazione di palazzi, muratura in mattoni smaltati, artigianato raffinato (muratura, falegnameria, ecc.) e giardinaggio. La maggior parte degli oggetti sopravvissuti, dell'arte di corte, sono sculture monumentali, soprattutto gli altorilievi, i capitelli a doppia testa di animale, della colonna persiana, e altre sculture di Persepoli.
Sebbene i Persiani avessero preso artisti, con i loro stili e tecniche, da tutti gli angoli del loro impero, non produssero semplicemente una combinazione di stili, ma una sintesi di un nuovo stile persiano unico. Ciro II di Persia, infatti, aveva alle spalle una vasta eredità antica iraniana; il ricco lavoro in oro achemenide, che le iscrizioni suggeriscono possa essere stato una specialità dei Medi, era ad esempio nella tradizione dei siti precedenti.
Il rhyton a forma di corno, e di solito terminante a forma di animale, era il tipo più comune di grande recipiente in metallo sopravvissuto, del quale esiste un bell'esemplare a New York. Ci sono una serie di piccoli gioielli o intarsi in metallo prezioso molto fini, per lo più con animali, e il Tesoro dell'Oxus ha una vasta selezione di questi oggetti. Piccoli pezzi, tipicamente in oro, venivano cuciti sui vestiti dell'élite, e un certo numero di torque d'oro sono sopravvissuti fino ai giorni nostri.

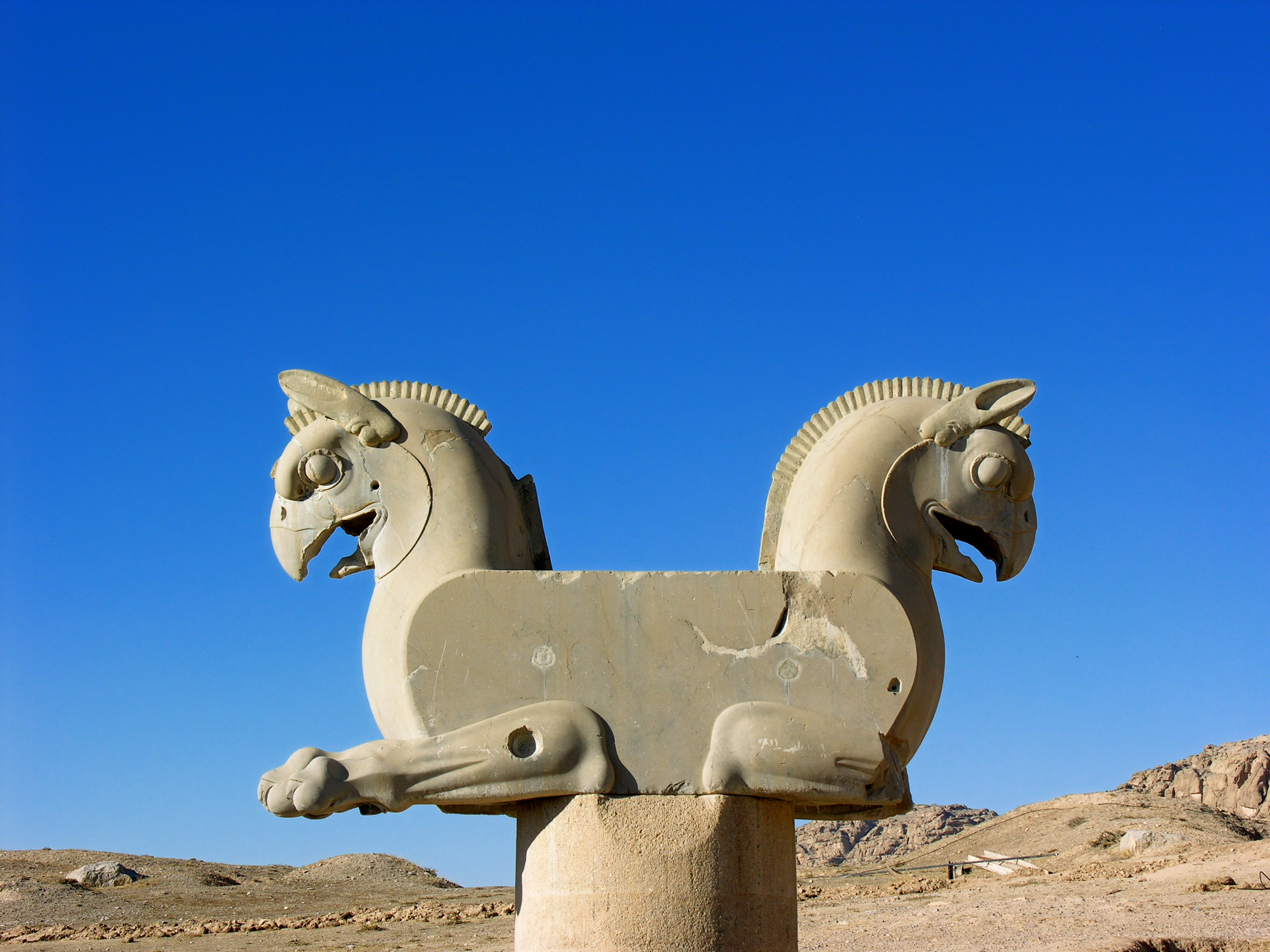
Capitello achemenide Persepoli
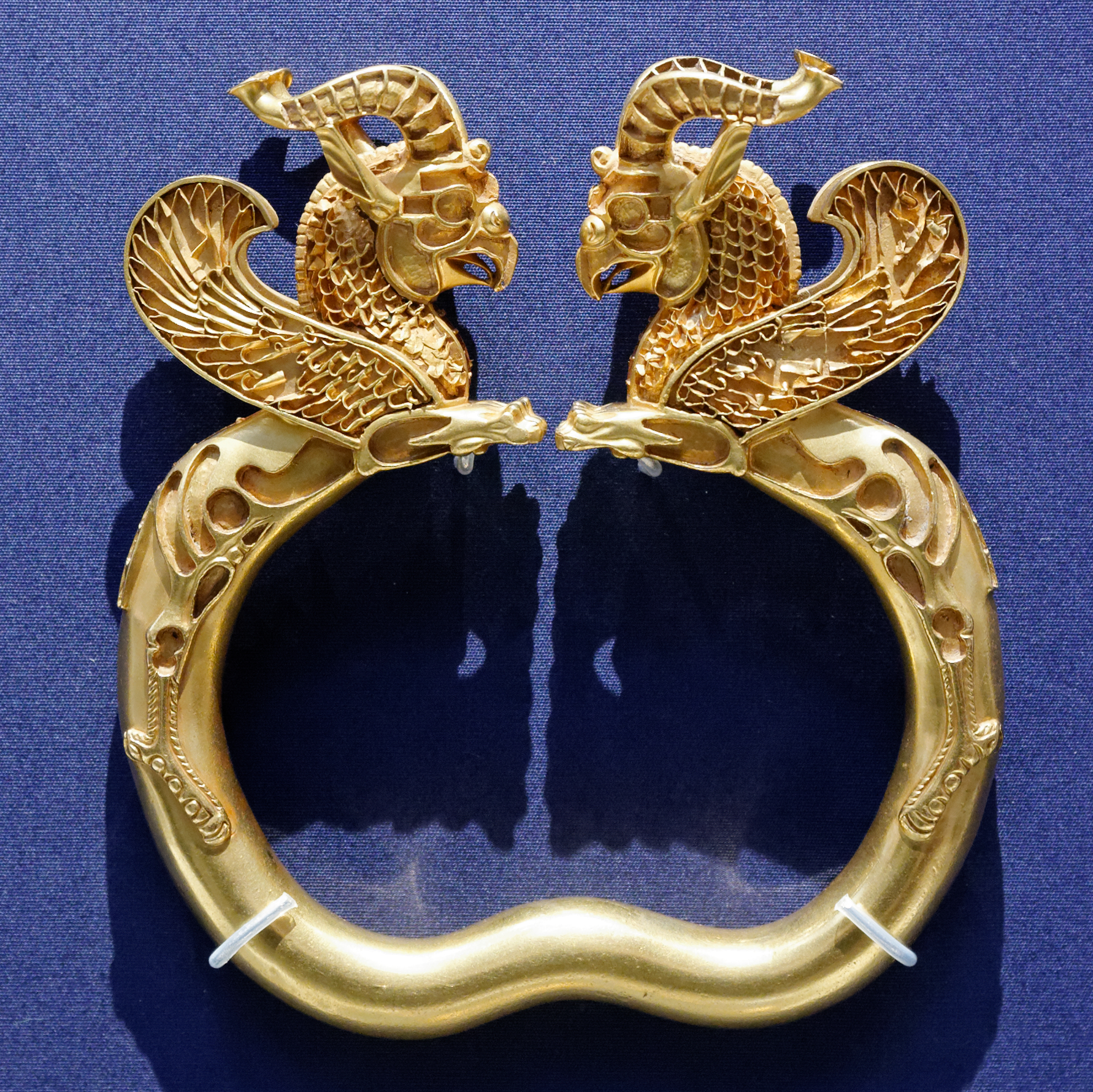
Un esemplare di una coppia di bracciali del Tesoro dell'Oxus, che ha perso i suoi intarsi di pietre preziose o smalto
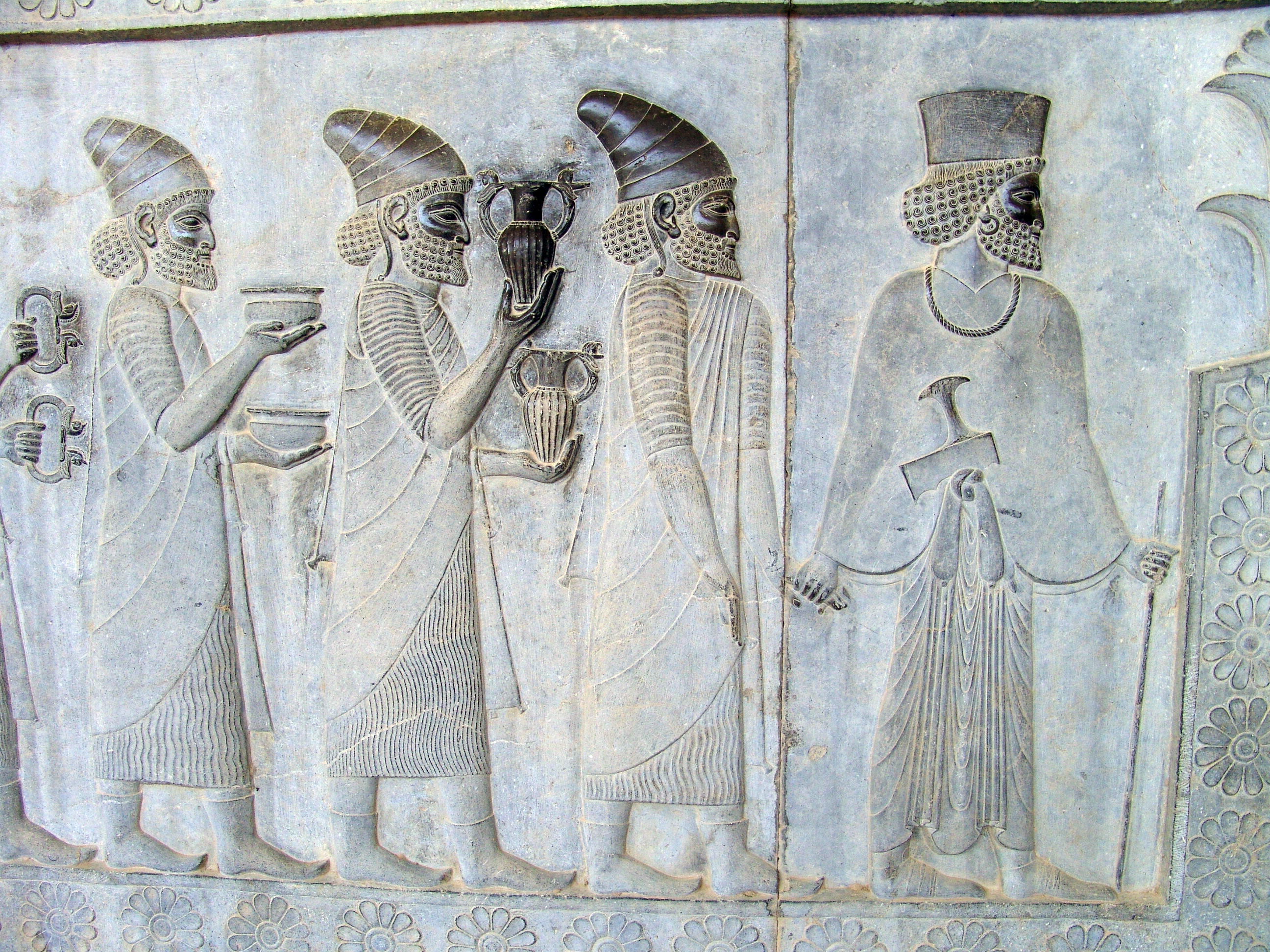
Braccialetti simili nei rilievi dell'"Apadana" a Persepoli, anche ciotole e anfore con manici di grifone dati come tributo
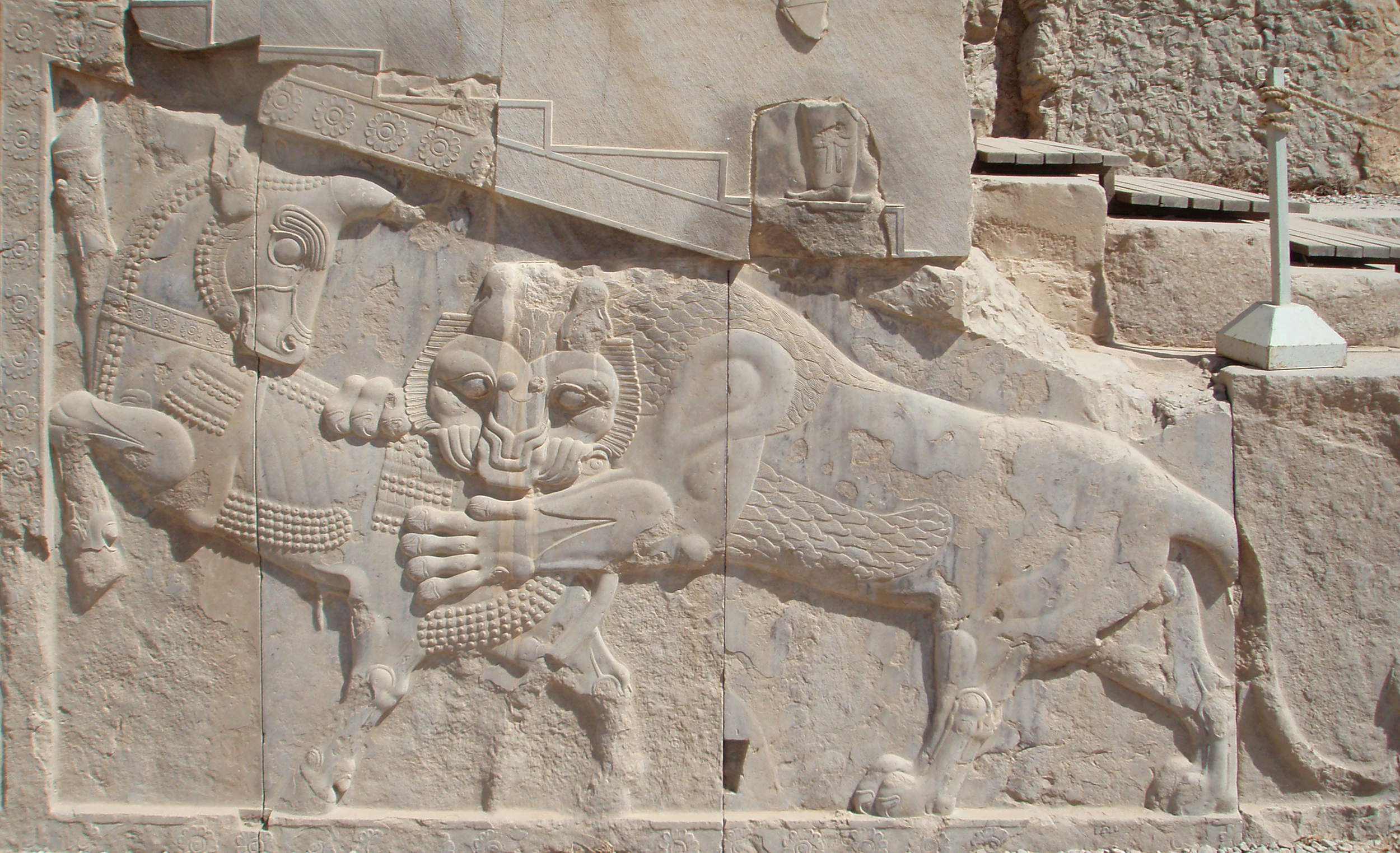
Bassorilievo a Persepoli (simbolo dello Zoroastriano per il Nowruz, un toro eternamente combattente (che personifica la Luna), e un leone (che personifica il Sole) che rappresenta la Primavera.

### Parti

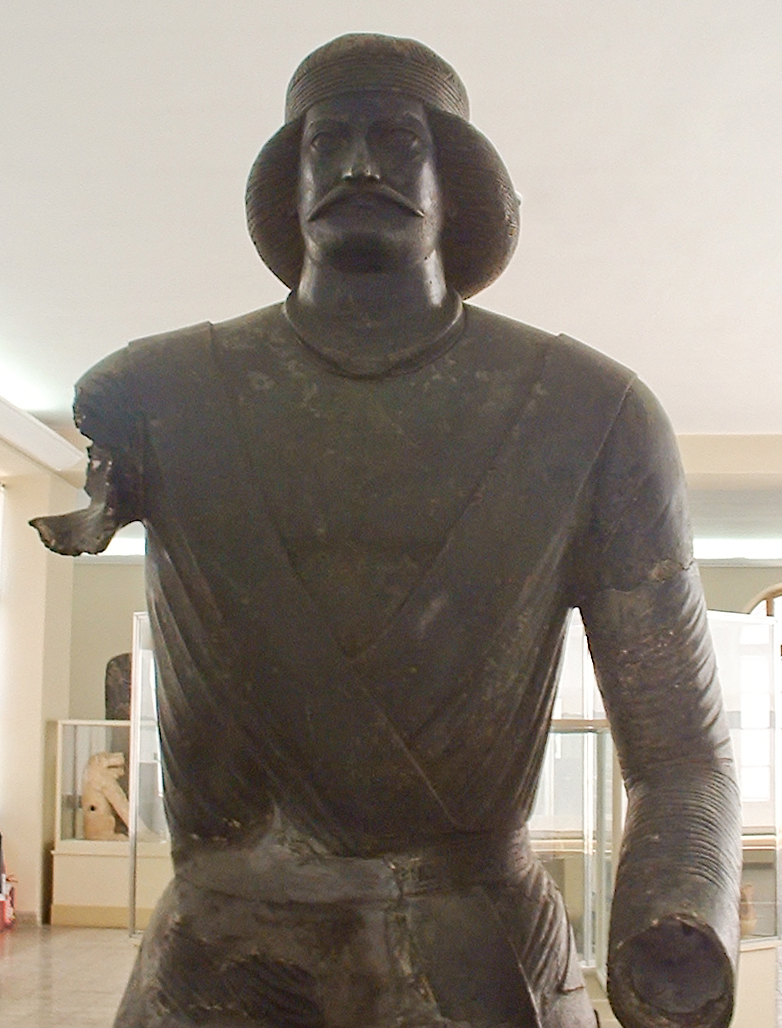
Statua in bronzo di un nobile parto dal santuario di Elymais

L'arte dei Parti era una miscela di stili, tra quello iraniano e l'arte ellenistica. L'Impero partico è esistito, dal 247 a.C. al 224, in quella che oggi è la Grande Persia e in diversi territori al di fuori di essa. I luoghi partici sono spesso trascurati negli scavi e le stratificazioni partiche sono difficili da distinguere da quelle che le circondano. La situazione della ricerca e lo stato delle conoscenze sull'arte partica è quindi ancora molto frammentaria; la datazione è difficile e i resti più importanti provengono dai margini dell'impero, come a Hatra nel moderno Iraq, che ha prodotto la più grande quantità di scultura partica mai scavata. Anche dopo la fine della dinastia dei Parti, l'arte nel suo stile continuò per qualche tempo nelle aree circostanti. Anche nelle rappresentazioni narrative, le figure guardano frontalmente lo spettatore piuttosto che l'una verso l'altra, una caratteristica che anticipa l'arte della tarda antichità dell'Europa medievale e di Bisanzio. Grande attenzione è riservata ai dettagli dell'abbigliamento, che a figura intera è rappresentato decorato con elaborati disegni, probabilmente ricamati, anche di grandi dimensioni.
Gli scavi a Dura Europos, nel XX secolo, hanno fornito molte nuove scoperte. L'archeologo classico e direttore degli scavi, Michael Rostovtzeff, si accorse che l'arte dei primi secoli dell'era volgare, a Palmira, Dura Europos, ma anche in Iran fino all'India buddista, seguiva gli stessi principi. Egli chiamò queste opere d'arte arte partica.
La caratteristica più importante dell'arte "partica" è la frontalità che non è una caratteristica speciale dell'arte iraniana o partica ed è apparsa per la prima volta nell'arte di Palmira. Ci sono dubbi sul fatto che quest'arte possa essere definita "partica" o che debba essere associata a una particolare area regionale; non ci sono prove che sia stata creata al di fuori della regione del medio Eufrate e poi portata a Palmira, per esempio. Quest'arte, piuttosto, è considerata come uno sviluppo locale comune alla regione centrale dell'Eufrate.
In architettura erano molto diffusi i motivi in gesso, ormai quasi tutti andati perduti. Una volta sviluppata la tecnica, coprivano grandi superfici e forse condividevano elementi del loro disegno con tappeti e altri tessuti, anch'essi ormai quasi del tutto perduti. Il rhyton partico continuò lo stile achemenide, ma nel migliore dei casi gli animali al terminale (o protome) sono più naturalistici, probabilmente sotto l'influenza greca.

### Sasanidi

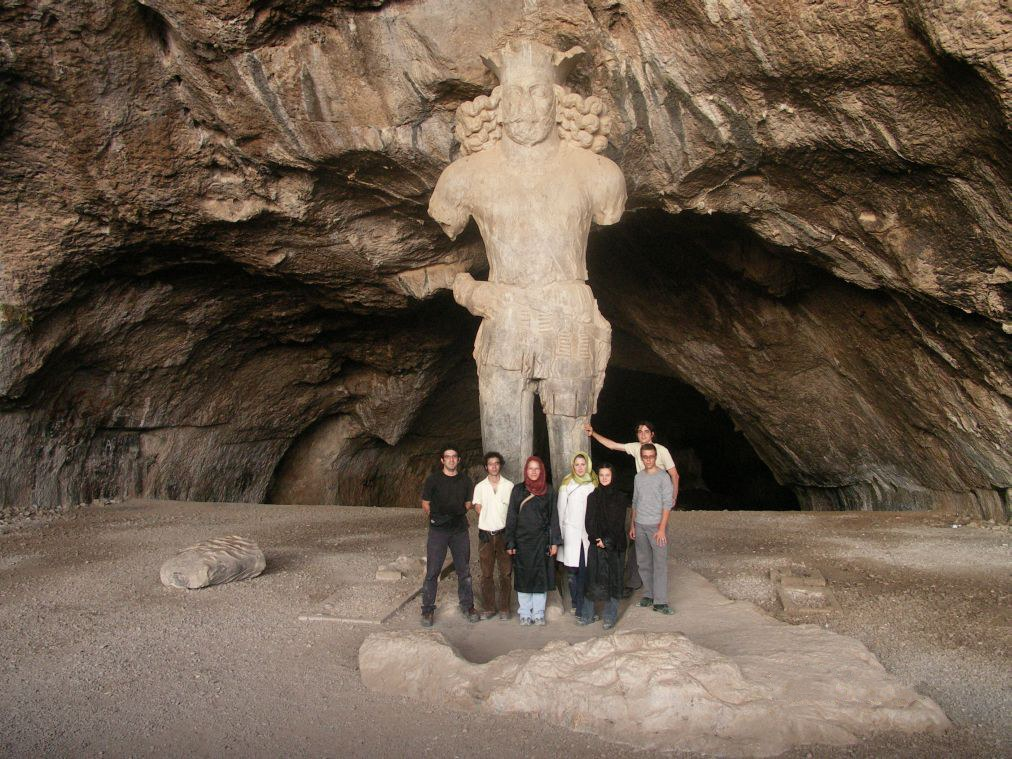
La colossale staua di Sapore I, regnante 240–272

L'arte sasanide, fu prodotta sotto l'Impero sasanide, dal III al VII secolo, prima che la conquista islamica della Persia fosse completata intorno al 651. Nel 224, l'ultimo re dei Parti fu sconfitto da Ardashir I. La risultante dinastia sasanide sarebbe durata quattrocento anni, governando l'Iran moderno, l'Iraq e gran parte del territorio a est e a nord dell'Iran moderno. A volte il Levante, gran parte dell'Anatolia e parti dell'Egitto e dell'Arabia erano sotto il suo controllo. Iniziò una nuova era in Iran e in Mesopotamia, che in molti modi fu costruita sulle tradizioni Achemenidi, inclusa l'arte del periodo. Tuttavia, c'erano anche altre influenze sull'arte del periodo che provenivano dalla Cina e dalle regioni del Mar Mediterraneo.
L'arte sopravvissuta dei Sasanidi si vede meglio nell'architettura, nei rilievi e nella lavorazione dei metalli, e ci sono alcuni dipinti sopravvissuti di quella che era evidentemente una produzione diffusa. I rilievi in pietra erano probabilmente molto più numerosi di quelli interni in gesso, di cui sono sopravvissuti solo frammenti. Le sculture autoportanti perdettero popolarità in questo periodo rispetto al periodo dei Parti, ma la Statua colossale di Sapore I è una grande eccezione, scolpita da una stalagmite cresciuta in una grotta; ci sono menzioni letterarie di altre colossali statue di re, ora perdute. Gli importanti rilievi rupestri sasanidi sono ricoperti, secondo la tradizione partica, di decorazioni in stucco negli edificia, includendo anche grandi scene figurative.

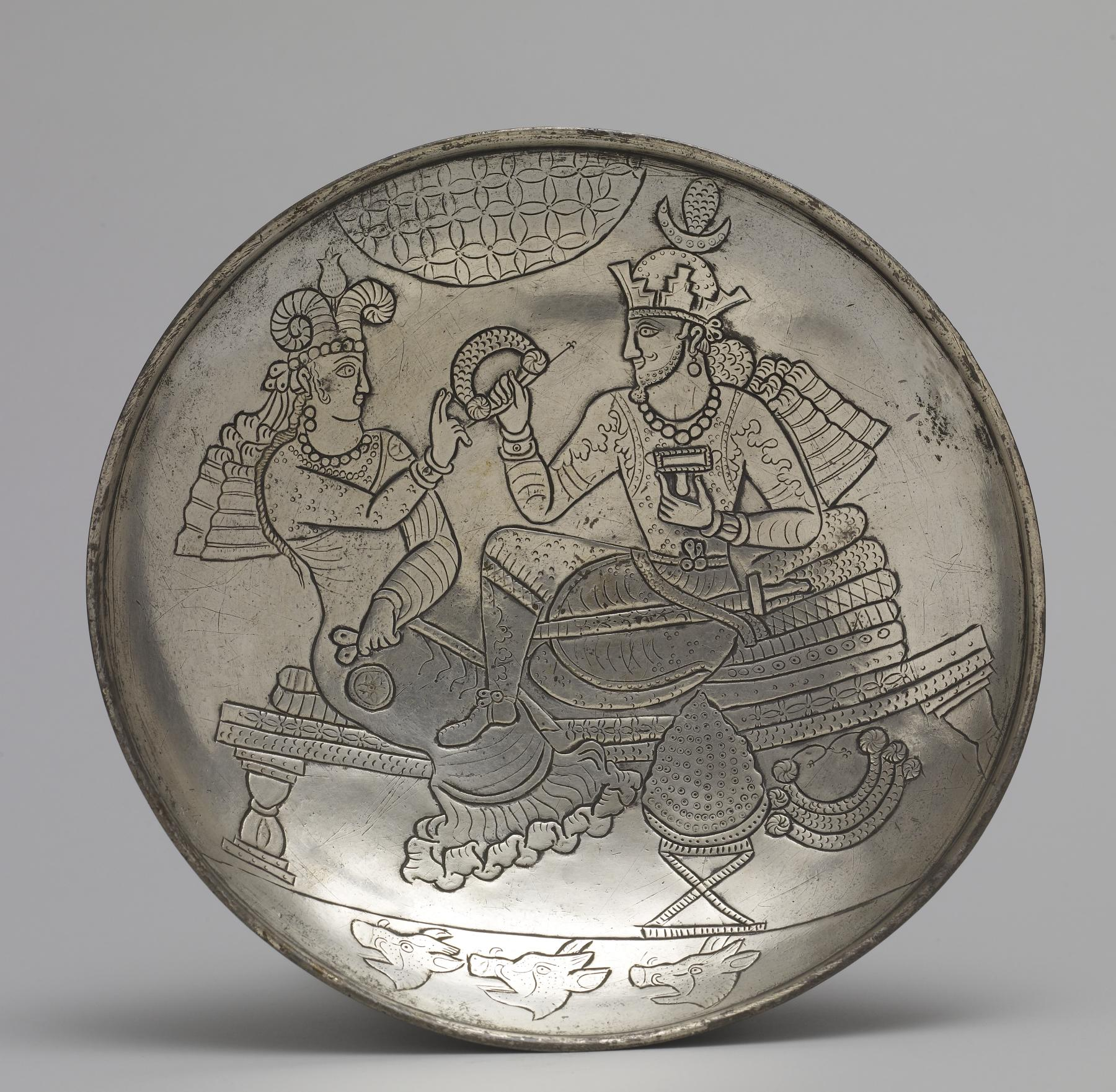
Piatto d'argento, VI secolo

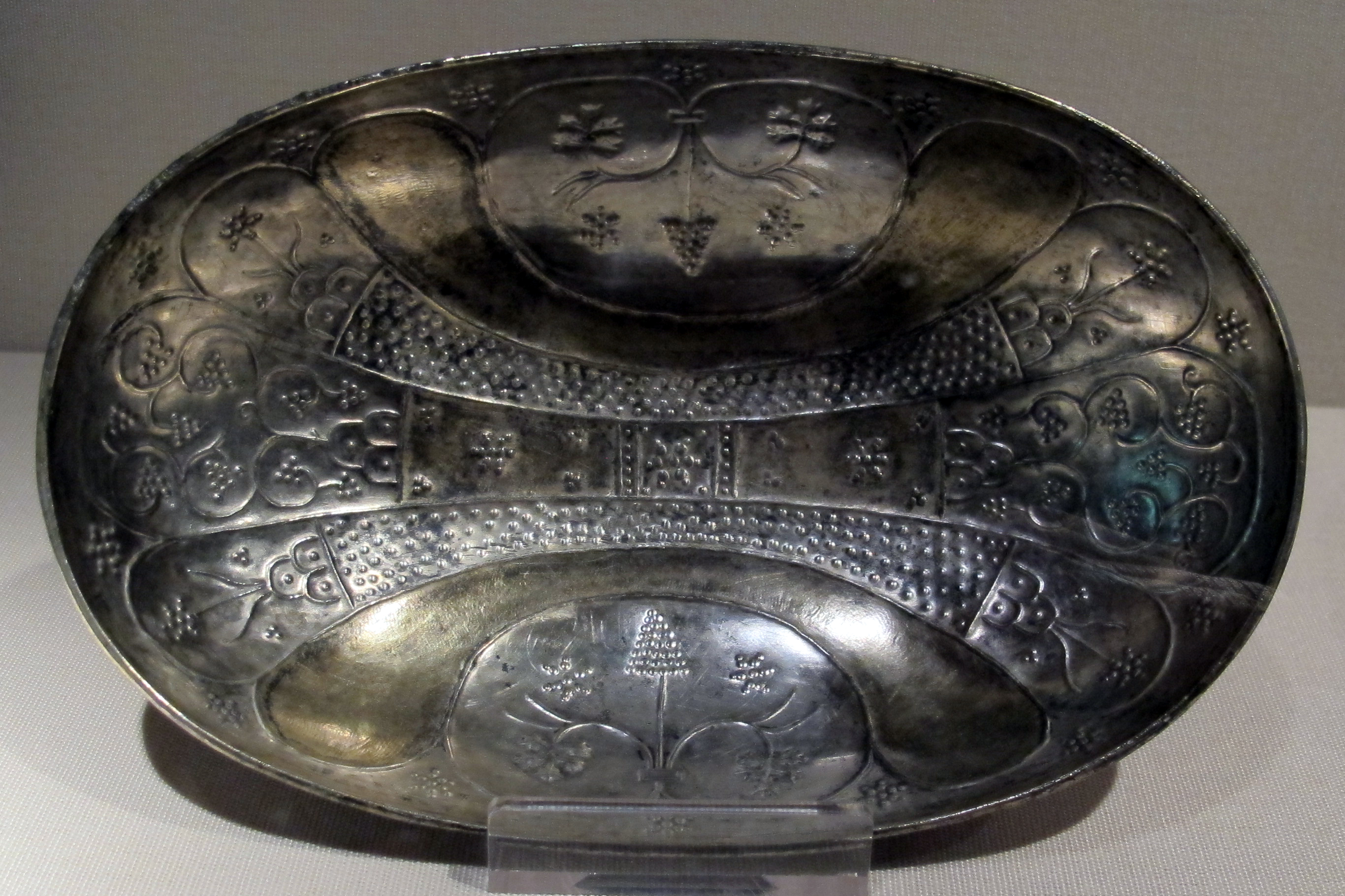
Decorazione sasanide sul lato inferiore di un vaso d'argento, VII secolo

L'arte sasanide sopravvissuta raffigura scene cortesi e cavalleresche, con notevole stile, che riflette la vita lussuosa e l'esibizione della corte sasanide come registrata dagli ambasciatori bizantini. Le immagini dei sovrani dominano molte delle opere sopravvissute, sebbene nessuna sia grande quanto la Statua colossale di Sapore I. Le scene di caccia e di battaglia godevano di una popolarità speciale, così come le ballerine e intrattenitrici vestite in modo leggero. Le rappresentazioni sono spesso disposte come uno stemma, che a sua volta potrebbe aver avuto una forte influenza sulla produzione artistica in Europa e in Asia orientale. Sebbene l'arte partica preferisse la vista frontale, le rappresentazioni narrative dell'arte sasanide presentano spesso figure mostrate di profilo o una vista di tre quarti e le viste frontali si verificano meno frequentemente.
Uno dei pochi siti in cui gli affreschi sono sopravvissuti in quantità è Panjakent nel moderno Tagikistan, e nell'antico Sogdiana, che era parzialmente, se non del tutto, sotto il controllo del potere centrale sasanide. La vecchia città fu abbandonata nei decenni successivi alla conquista della città da parte dei musulmani, nel 722, ed è stata ampiamente scavata in tempi moderni. Ampie aree di dipinti murali sono sopravvissute dal palazzo e dalle case private, e sono per lo più esposte nel Museo dell'Ermitage o a Tashkent. Coprivano intere stanze ed erano accompagnate da grandi quantità di rilievi in legno. I soggetti sono simili all'altra arte sasanide, con re in trono, feste, battaglie e belle donne, e ci sono illustrazioni di poemi epici sia persiani che indiani, oltre a una complessa miscela di divinità. Risalgono principalmente al VII e VIII secolo. A Bishapur sono sopravvissuti pavimenti in mosaico in stile greco-romano, che erano probabilmente diffusi in altri ambienti d'élite, forse realizzati da artigiani del mondo greco.
Sono sopravvissuti un certo numero di vasi d'argento sasanidi, in particolare piatti o ciotole piuttosto grandi usati per servire il cibo. Questi hanno decorazioni, incise o in rilievo, di alta qualità da un repertorio di corte di re o eroi a cavallo e scene di caccia, combattimento e banchetti, spesso parzialmente dorati. Le brocche, presumibilmente per il vino, possono presentare ragazze danzanti in rilievo. Questi oggetti venivano esportati in Cina e anche verso occidente.
Il vetro sasanide continuò e sviluppò la tecnologia del vetro romano. Anche se in forme più semplici, sembra che fosse disponibile per un'ampia fascia della popolazione, ed era una merce di esportazione di lusso verso Bisanzio e la Cina, comparendo anche in sepolture d'élite in Giappone. Tecnicamente si trattava di una produzione di vetro silico-sodico-calcico caratterizzata da vasi in vetro soffiato di grosso spessore, relativamente sobri nella decorazione, che evitavano le tinte unite a favore della trasparenza e con vasi lavorati in un unico pezzo senza decorazioni troppo elaborate. La decorazione consisteva solitamente di motivi solidi e visivi dal calco (rilievi), con sfaccettature a coste e profondamente intagliate, venissero praticate altre tecniche come motivi applicati. La ceramica sasanide non sembra essere stata utilizzata dalle élite ed era, per lo più, utilitaristica.
Evidentemente i tappeti potevano raggiungere un alto livello artistico, come dimostra l'elogio profuso per il Tappeto Baharestan andato perduto dopo la conquista musulmana. Ma gli unici frammenti superstiti, che potrebbero provenire dalla Persia sasanide, sono produzioni più umili, probabilmente realizzate da tribù nomadi. I tessuti sasanidi erano famosi e ne sono sopravvissuti frammenti, per lo più con disegni basati su animali.

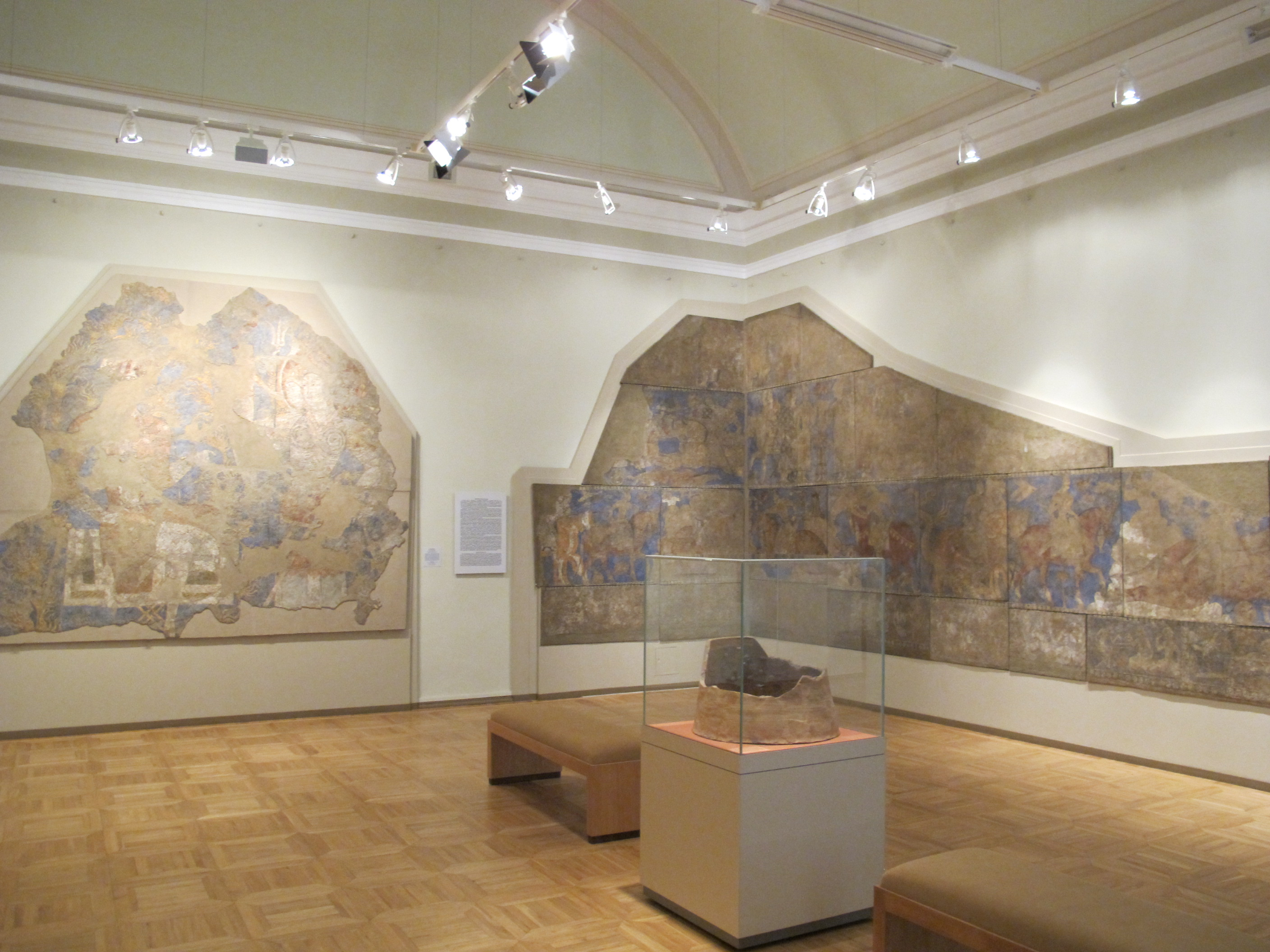
Pitture murali da Panjakent, c. 740
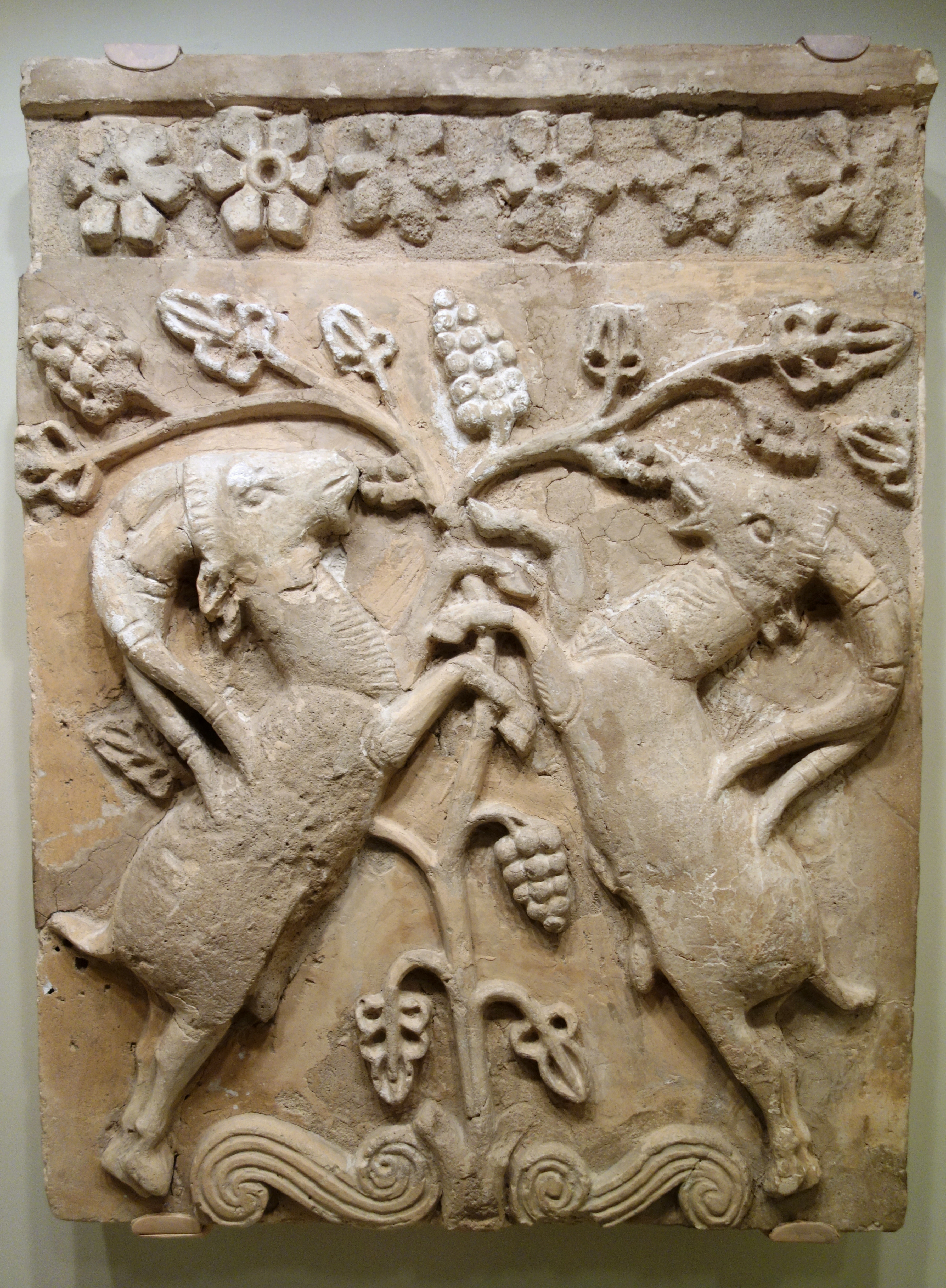
Rilievi in stucco con ibex, V o VI secolo, uno con pitture policrome
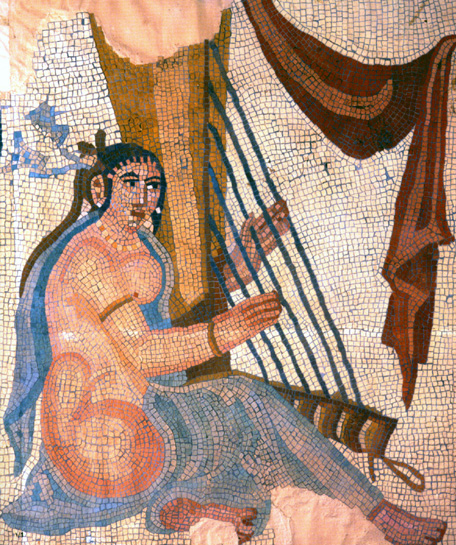
Mosaico da Bishapur
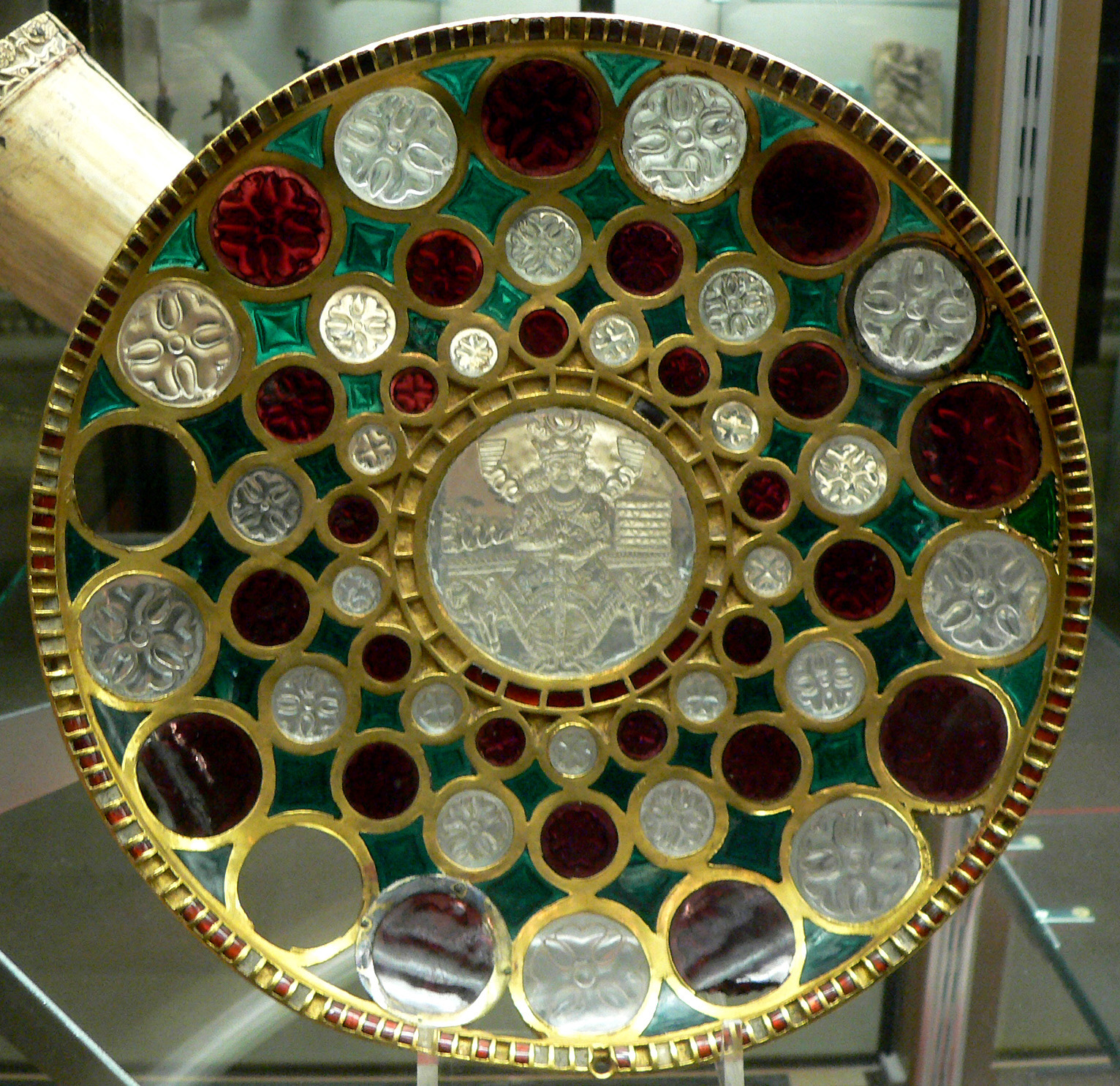
Il cosiddetto "Coupe de Chosroès", metallo e pietre dure semipreziose
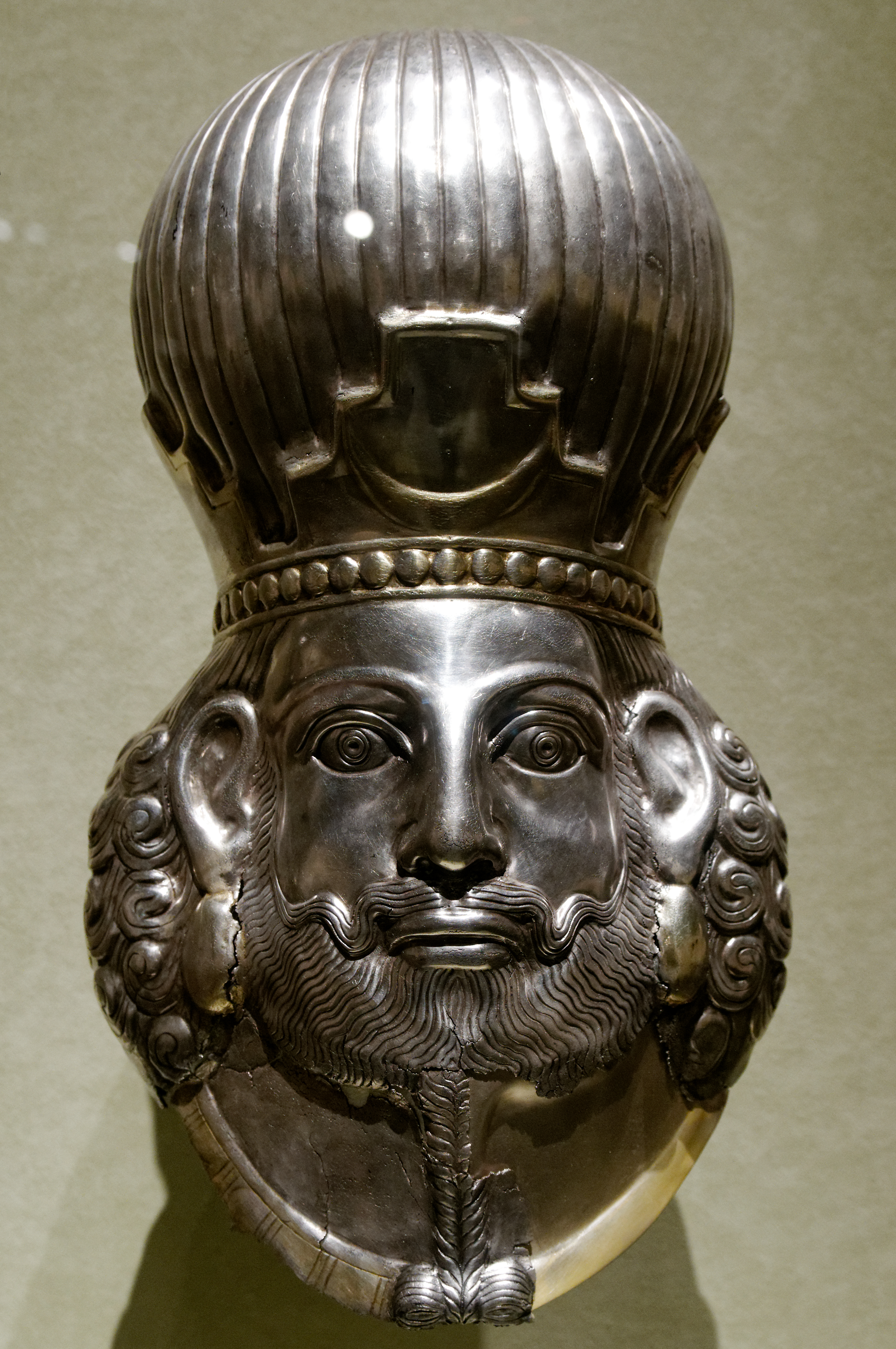
Testa di un re placcata in argento, IV secolo
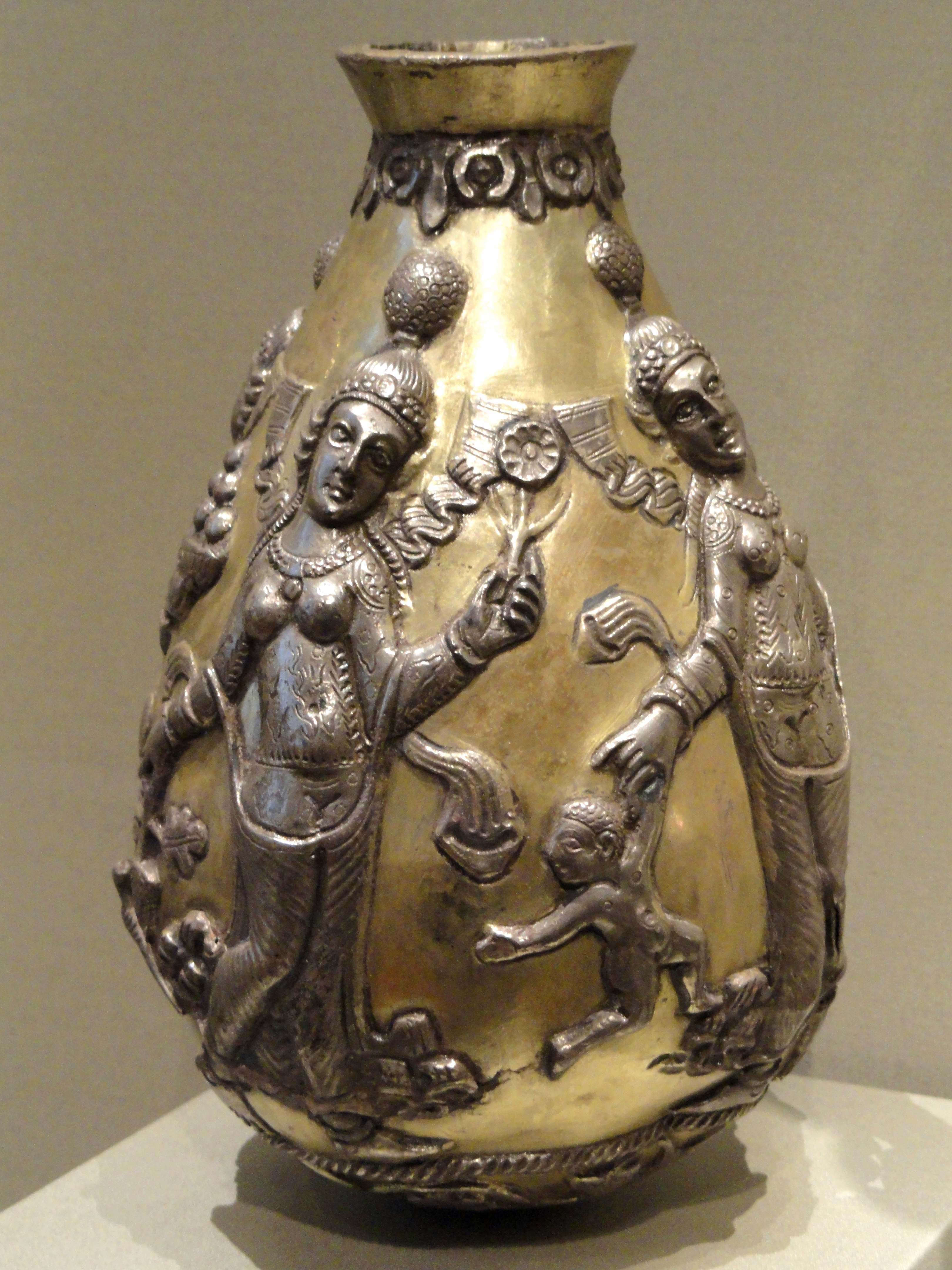
Vaso con danzatrici, c. 300-500
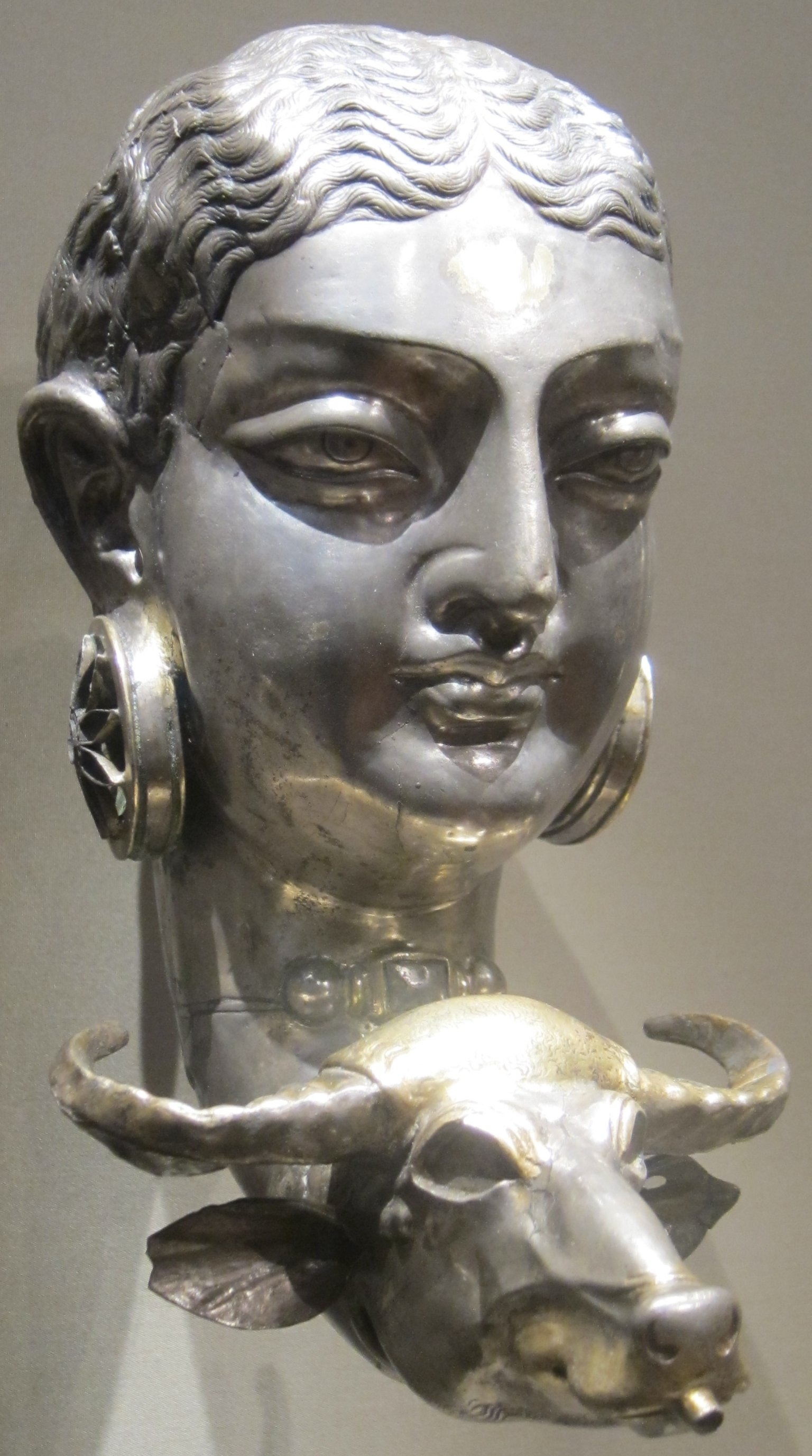
Rhyton con testa femminile e bufalo d'acqua, c. 600-700, argento
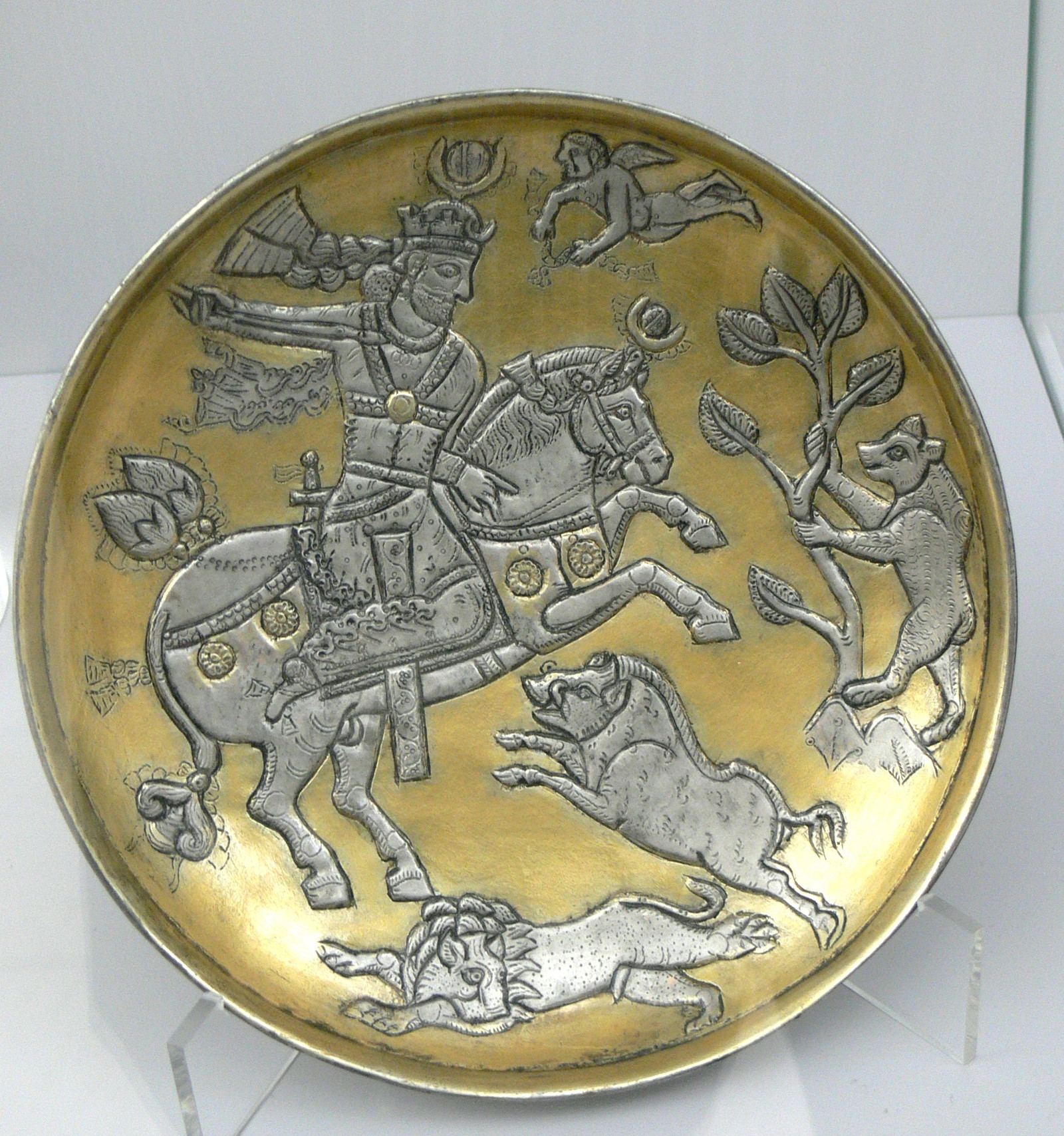
Piatto parzialmente placcato in argento con soggetti di caccia reale, VII secolo

## Primo periodo islamico

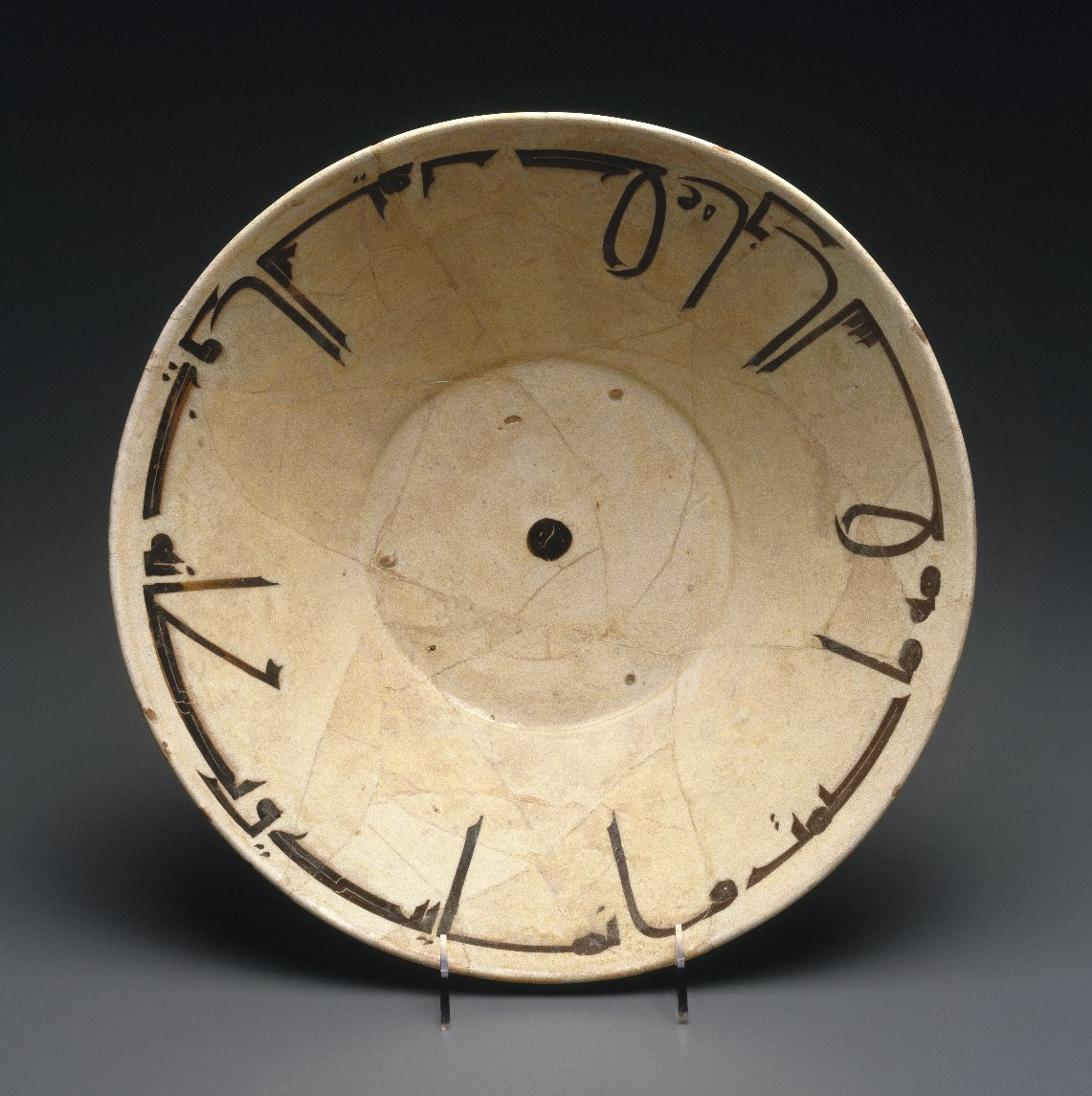
Piattp con scrittura cufica, X secolo

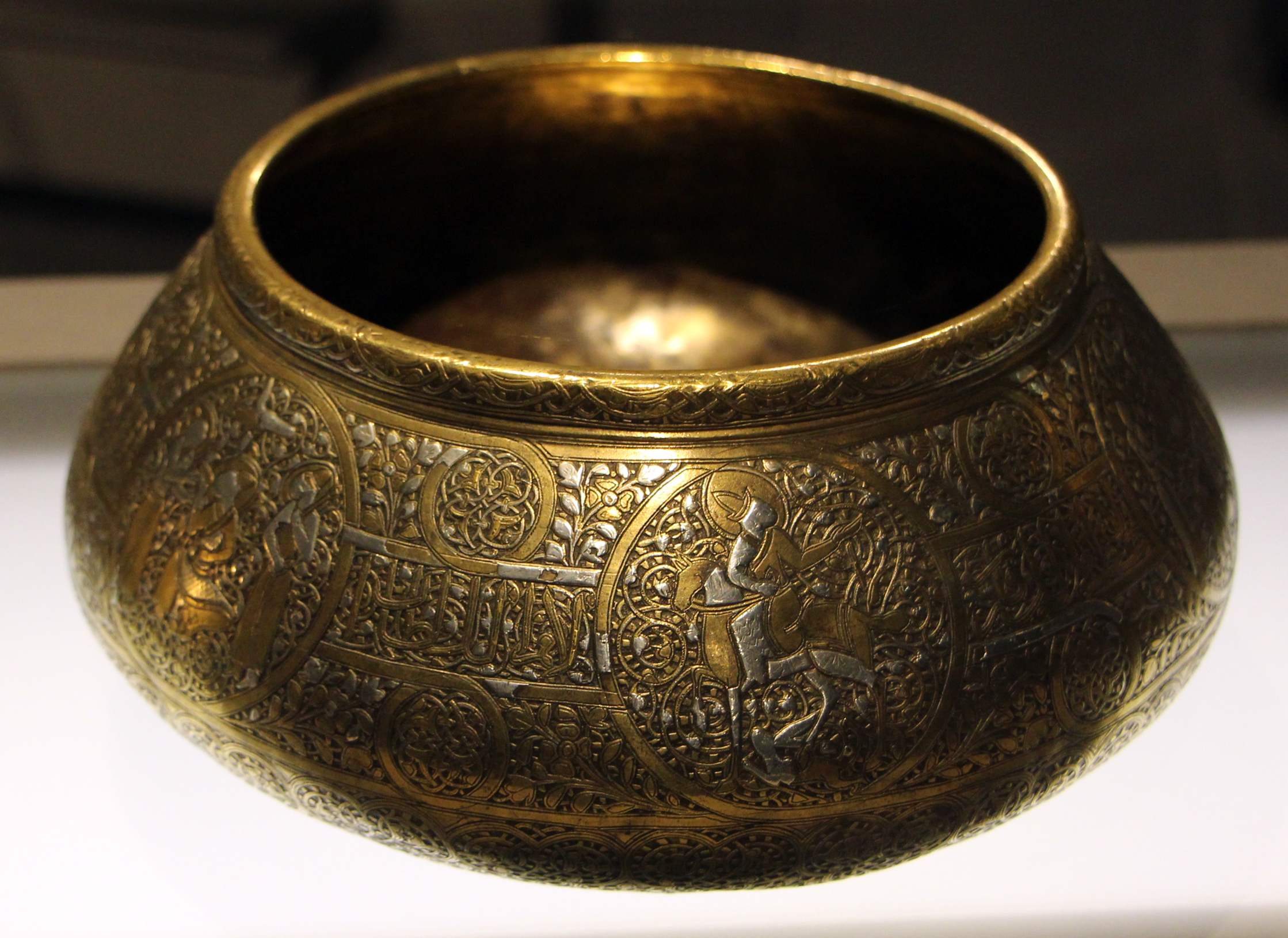
Recipiente in rame con oro e argento, c. 1350–1400, Fars

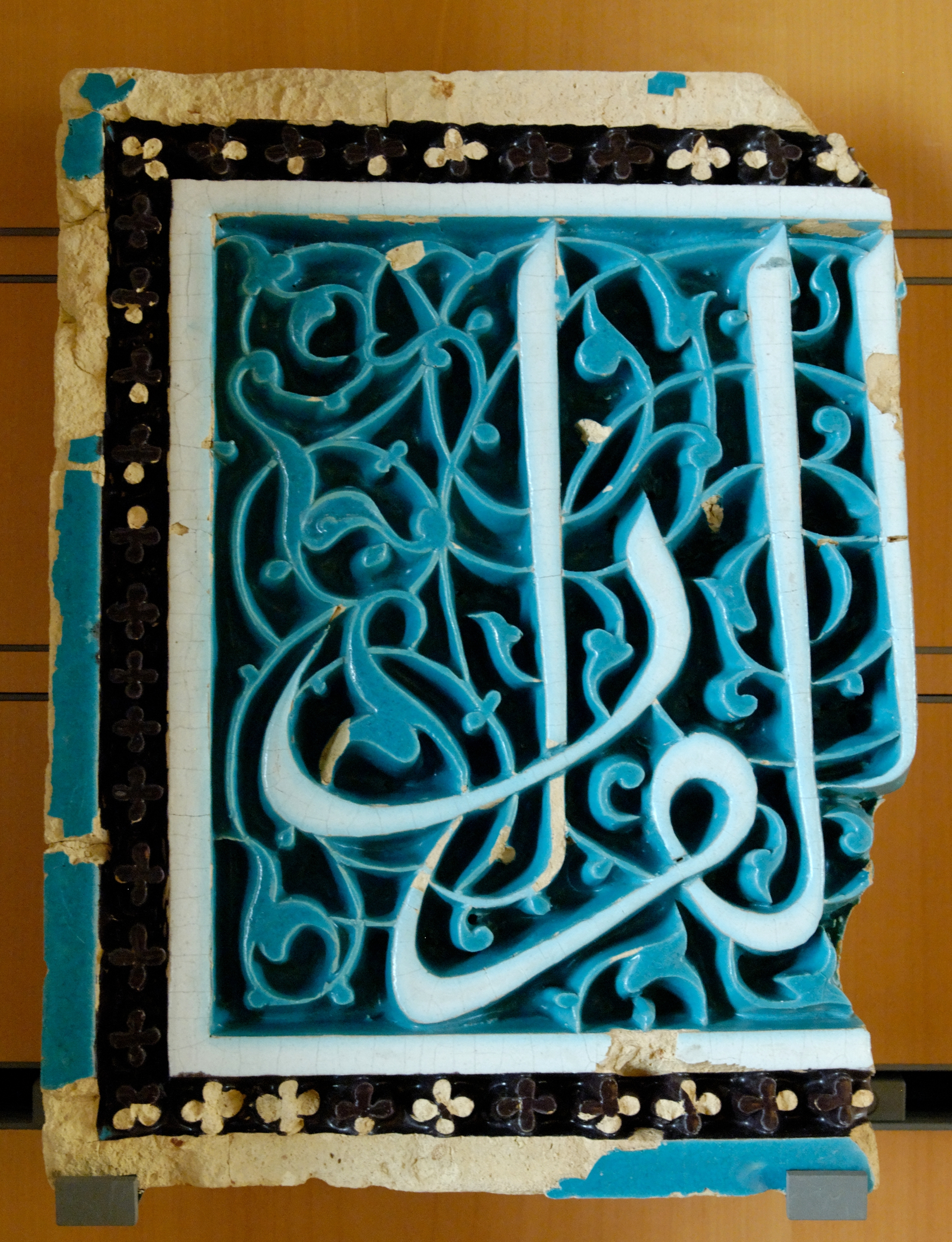
Parte di un pannello in ceramica del XV secolo. da Samarcanda, con sfondo arabescato di un'iscrizione

### Prima della conquista mongola
La Persia riuscì a mantenere la sua identità culturale dopo la conquista islamica, che fu completata nel 654, e i conquistatori arabi rinunciarono presto ai tentativi di imporre la lingua araba alla popolazione, sebbene fosse divenuta la lingua utilizzata dagli studiosi. I popoli turchi divennero sempre più importanti nella Grande Persia, in particolare nelle zone orientali, portando a una tradizione culturale turco-persiana. La struttura politica era complessa, con potere effettivo spesso esercitato dai governanti locali.
Nishapur durante l'epoca d'oro islamica, in particolare nel IX e X secolo, fu uno dei grandi centri della ceramica e delle arti correlate. La maggior parte dei manufatti in ceramica scoperti a Nishapur sono conservati nel Metropolitan Museum of Art di New York e nei musei di Teheran e Mashhad. La ceramica prodotta a Nishapur mostrava legami con l'arte sasanide e dell'Asia centrale.
La decorazione architettonica islamica geometrica in stucco, piastrelle, mattoni, legno intagliato e pietra divenne elaborata e raffinata, e insieme ai tessuti indossati dai ricchi era probabilmente il principale tipo di arte, con altri tipi essenzialmente limitati alla sfera privata dei ricchi. I tappeti appaiono in diversi resoconti della vita dell'epoca, ma non ne rimane alcuno; erano forse principalmente un'arte popolare e rurale in questo periodo. Furono prodotti metalli molto decorati in leghe di rame (bronzo), apparentemente per un sofisticato mercato urbano. Apparentemente esistevano equivalenti in oro e argento, ma sono stati per lo più riciclati per i loro materiali preziosi; i pochi sopravvissuti furono per lo più scambiati a nord con pellicce e poi sepolti come oggetti funerari in Siberia. L'iconografia sasanide di eroi a cavallo, scene di caccia e governanti seduti rimasero popolari nella ceramica e nella lavorazione dei metalli, spesso circondati da elaborate decorazioni geometriche e calligrafiche. Anche i ricchi tessuti di seta, che erano un'importante esportazione dalla Persia, continuarono a utilizzare le figure animali, e talvolta umane, dei loro predecessori sasanidi.
Il periodo Samanide vide la creazione di ceramiche epigrafiche. Questi pezzi erano tipicamente vasi in terracotta con scritte nere in caratteri cufici dipinte su una base bianca. Questi vasi erano tipicamente incisi con benedizioni o proverbi e usati per servire il cibo. Samarcanda e Nishapur erano entrambi centri di produzione di questo tipo di ceramica.
I Selgiuchidi, nomadi di origine turca dell'attuale Mongolia, apparvero sulla scena della storia islamica verso la fine del X secolo. Presero Baghdad nel 1048, prima di estinguersi nel 1194 in Iran, anche se la produzione di opere "selgiuchide" continuò fino alla fine del XII e all'inizio del XIII secolo sotto gli auspici di sovrani e mecenati più piccoli e indipendenti. Durante la loro epoca, il centro della cultura, della politica e della produzione artistica si spostò da Damasco e a Baghdad, Merv, Nishapur, Rayy e Isfahan, tutti in Iran. I palazzi selgiuchidi erano decorati con figure in stucco.
Il mecenatismo popolare si espanse a causa di un'economia in crescita e di una nuova ricchezza urbana. Le iscrizioni, in architettura, tendevano a concentrarsi maggiormente sui committenti dell'opera. Ad esempio, sultani, visir o funzionari di grado inferiore erano spesso menzionati nelle iscrizioni sulle moschee. Nel frattempo, la crescita della produzione e della vendita di opere d'arte sul mercato di massa, le rese più comuni e accessibili a commercianti e professionisti. A causa dell'aumento della produzione, sono sopravvissuti molti oggetti all'era selgiuchide e possono essere facilmente datati. Più ambigua è invece la datazione delle opere precedenti. È, quindi, facile scambiare l'arte selgiuchide come un nuovo sviluppo piuttosto che come eredità di fonti classiche iraniane e turche.
Le innovazioni nella ceramica di questo periodo includono la produzione di ceramica mina'i, dipinti a smalti con figure su sfondo bianco. Questa è la prima ceramica in assoluto a utilizzare la pittura "smalto su smalto", che iniziò in Cina solo leggermente più tardi e in Europa nel XVIII secolo. Questo e altri tipi di ceramica fine usavano ceramica vitrea, una pasta a base di silice, piuttosto che argilla. I lavoratori dei metalli sperimentarono i loro intricati disegni martellati con intarsi di metalli preziosi. In tutta l'era selgiuchide, dall'Iran all'Iraq, avvenne un'unificazione della pittura libraria. Questi dipinti hanno figure animalesche che trasmettono un forte significato simbolico di fedeltà, tradimento e coraggio.
I Persiani adottarono gradualmente la scrittura araba dopo la conquista, e la calligrafia persiana divenne un importante mezzo artistico, spesso usato come parte della decorazione di altre opere nella maggior parte dei media.

### Sotto Genghis Khan
Durante il XIII secolo i Mongoli, sotto la guida di Gengis Khan, invasero il mondo islamico. Dopo la sua morte, il suo impero fu diviso tra i suoi figli, con la formazione di diverse dinastie: la Yuan in Cina, gli Ilkhanidi in Iran e l'Orda d'Oro nel nord dell'Iran e nella Russia meridionale, le ultime due convertite all'Islam nel giro di pochi decenni.
Una ricca civiltà si sviluppò sotto questi "piccoli khan", che originariamente erano sottomessi all'imperatore Yuan, ma divennero rapidamente indipendenti. L'attività architettonica si intensificò con la sedentarietà dei mongoli, che conservarono tracce delle loro origini nomadi, come l'orientamento nord-sud degli edifici. Contemporaneamente si verificò un processo di “iranizzazione” e vennero riprese le costruzioni secondo tipologie prestabilite, come le moschee “di tipo iraniano”. Anche l'arte del libro persiano nacque sotto questa dinastia, e fu incoraggiata dal mecenatismo aristocratico con grandi manoscritti come il Jami' al-tawarikh compilato da Rashid al-Din Hamadani, e il Demotte o Grande Shahnameh mongolo, probabilmente commissionato da suo figlio. Apparvero nuove tecniche nella lavorazione della ceramica, come la lajvardina (una variazione sul lustro), e l'influenza cinese divenne percepibile in tutte le arti.

### Timuridi
Durante l'Impero timuride, iniziò l'età d'oro della pittura persiana e l'influenza cinese continuò, poiché gli artisti timuridi perfezionarono l'arte persiana del libro, che combina carta, calligrafia, miniatura, illustrazione e rilegatura in modo brillante e colorato. Fin dall'inizio è stata utilizzata la carta, anziché la pergamena come in Europa. Fu l'etnia mongola del Khanato Chagatai e timuride dei Khan la fonte della rappresentazione stilistica della figura umana nell'arte persiana durante il Medioevo. Questi stessi mongoli si sposarono con persiani e turchi dell'Asia centrale, adottando persino la loro religione e le loro lingue. Eppure il loro semplice controllo del mondo in quel momento, in particolare ne XIII-XV secolo, si rifletteva nell'aspetto idealizzato dei persiani come mongoli. Sebbene la composizione etnica si andò gradualmente a fondere con iraniani e popoli della Mesopotamia, lo stile mongolo continuò anche dopo, e attraversò l'Asia minore e persino il Nord Africa.

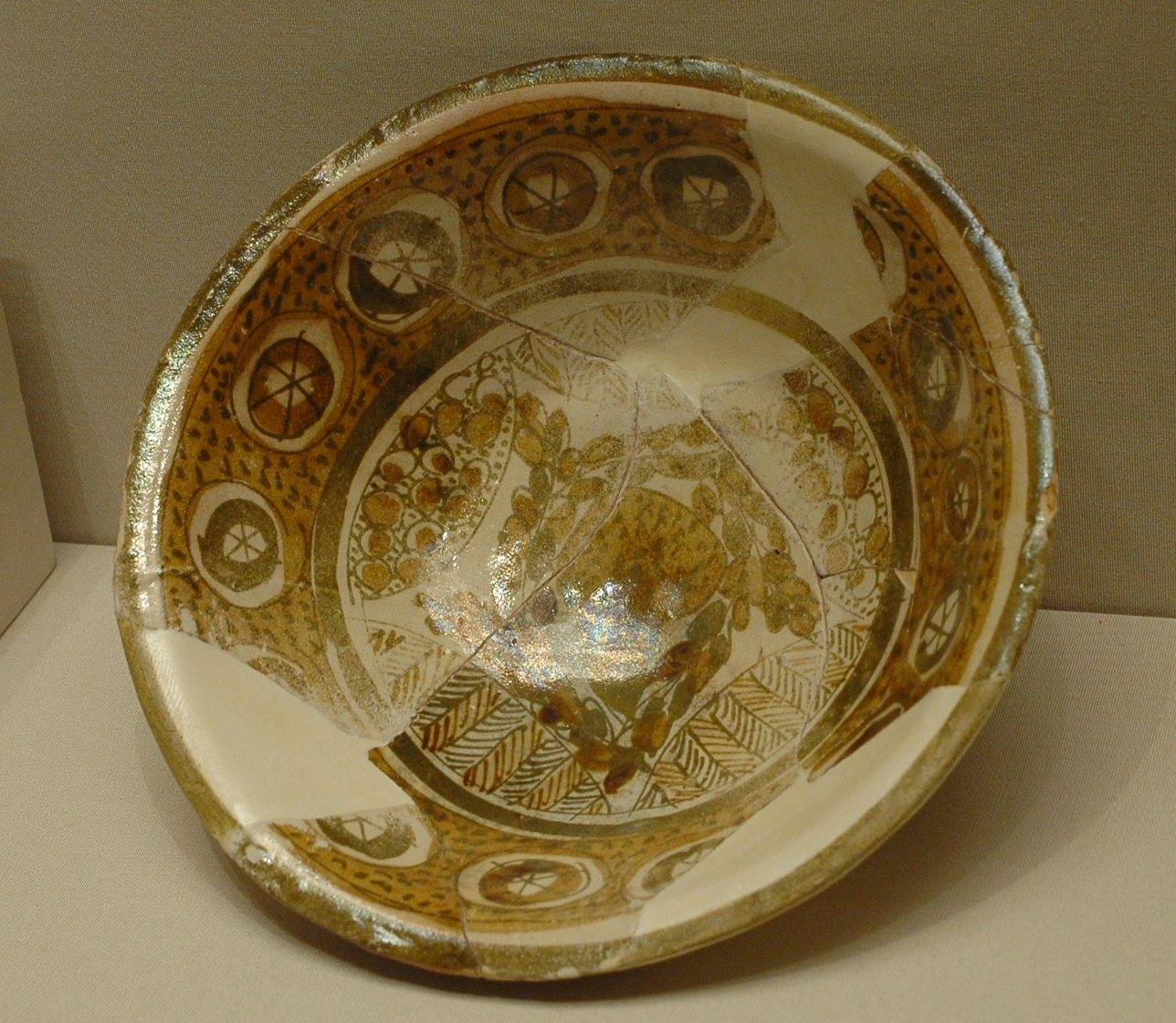
Ciotola in ceramica di Susa, IX secolo
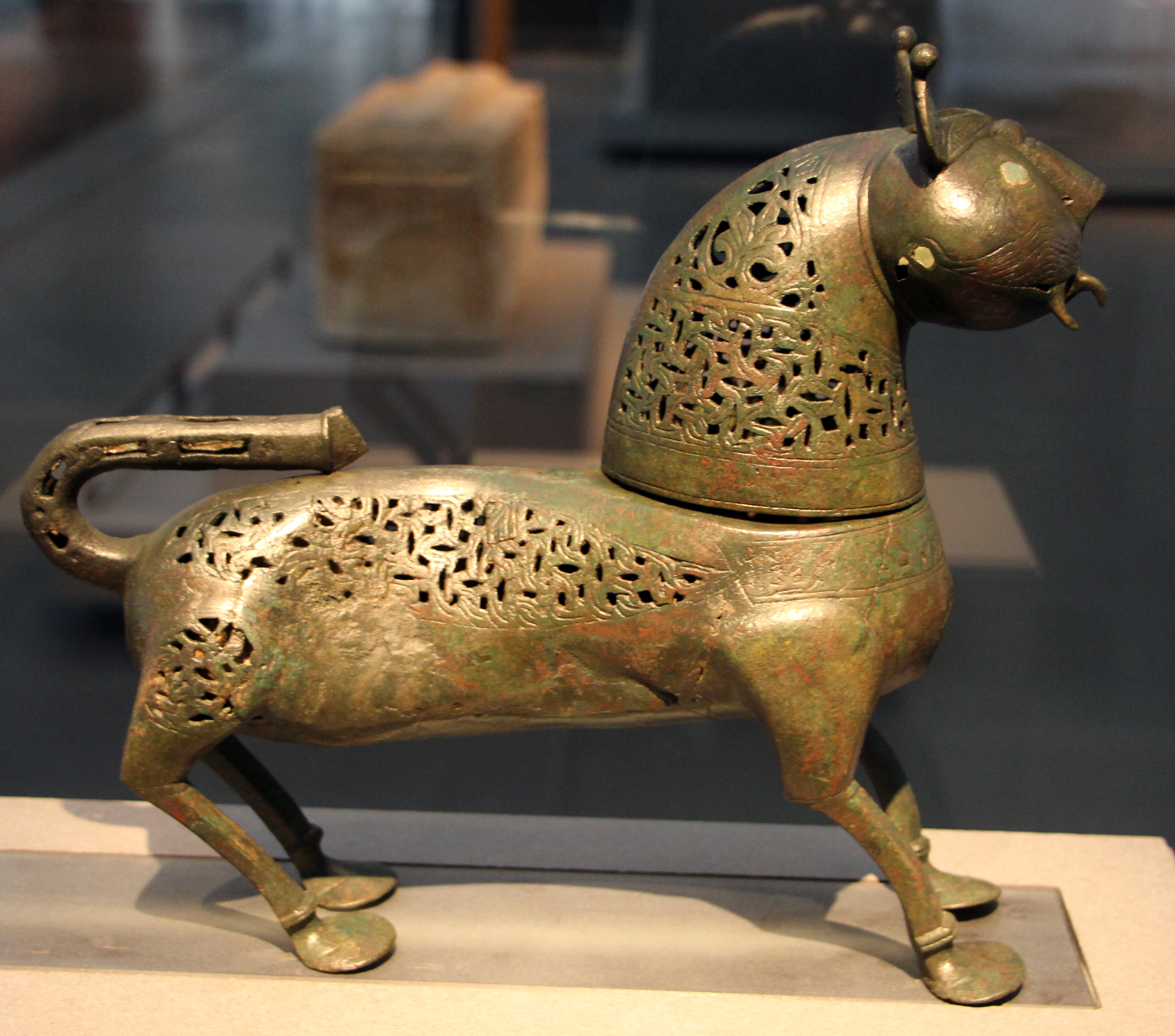
Flacone per profumo, XI secolo, Khorasan o Asia centrale
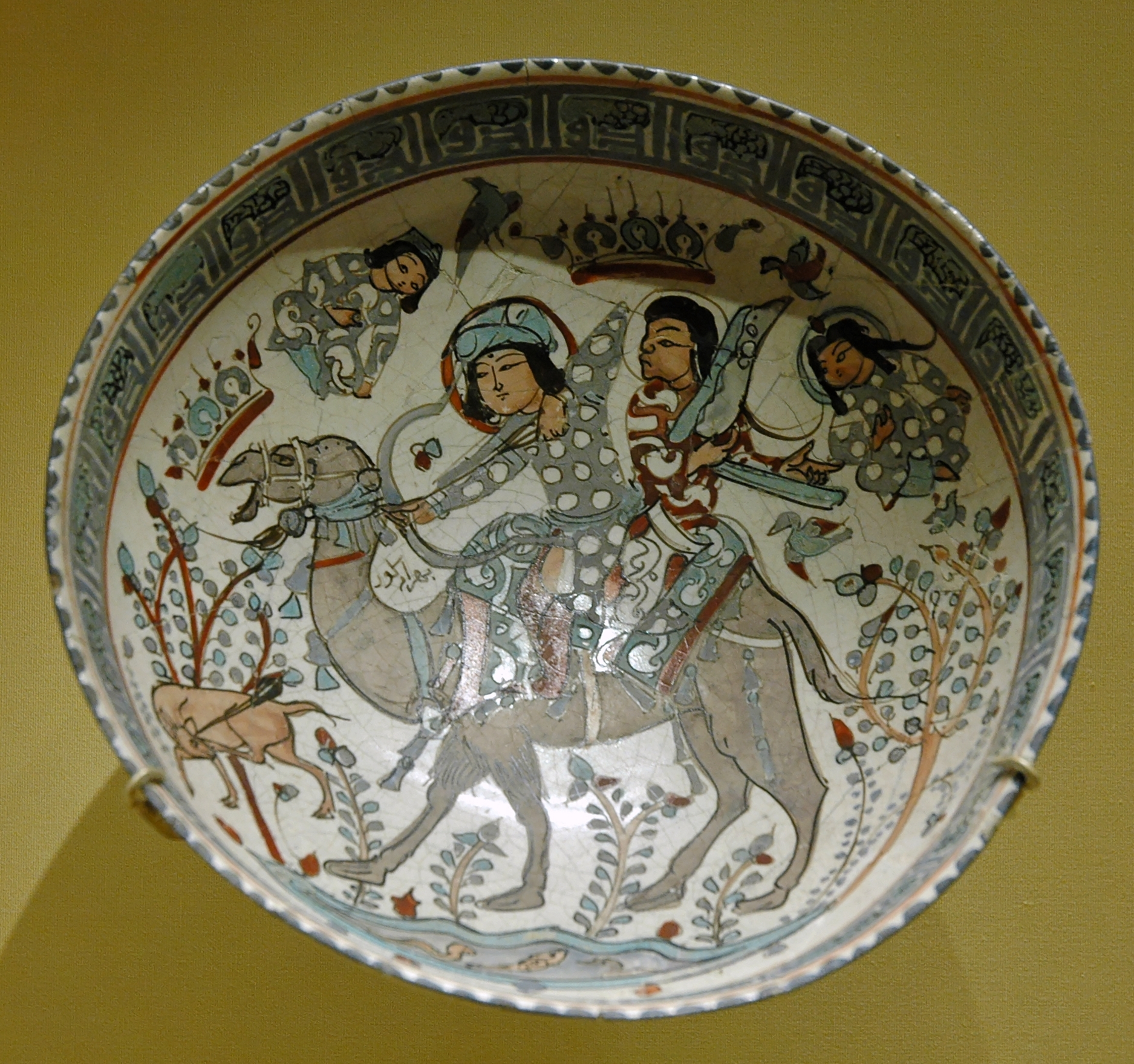
Ciotola con una scena di caccia dal racconto, V secolo, del re Bahram Gur e Azadeh, ceramica mina'i.
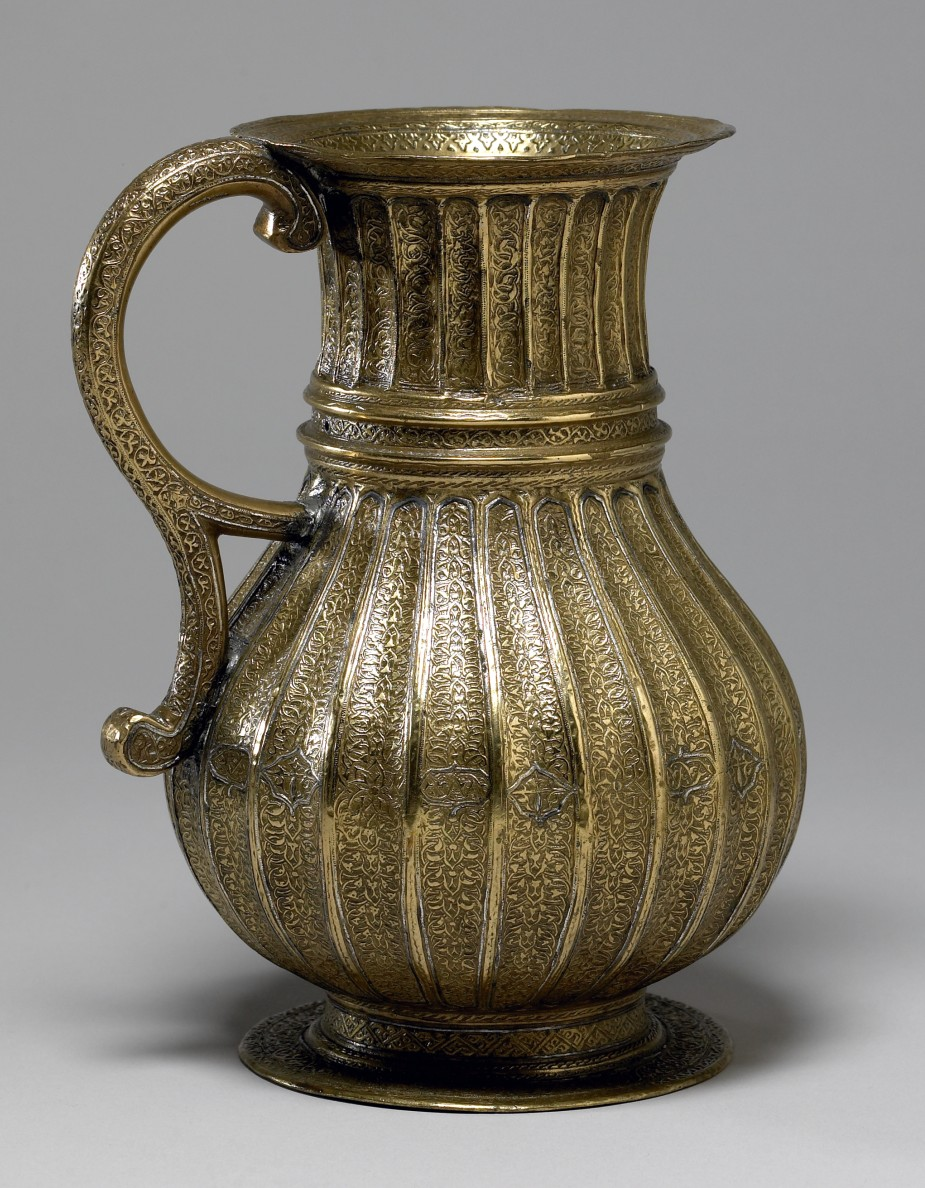
Brocca, XV secolo, bronzo dorato con intarsi in argento, probabilmente progettata per il mercato europeo.

## Safavidi

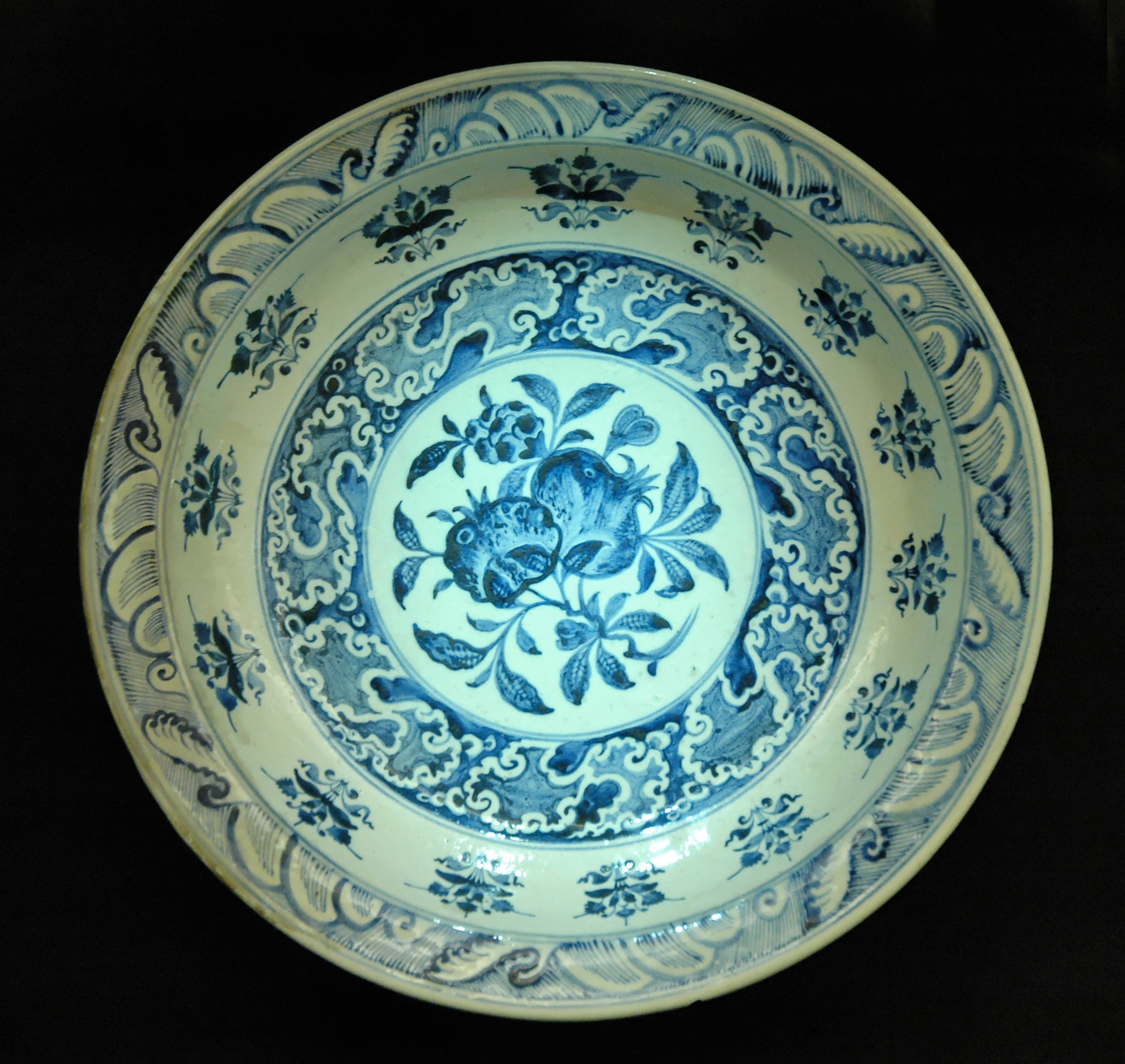
Piatto decorato con due melograni, influenza cinese. 1500, Museo del Louvre

L'arte safavide è quella praticata durante la dinastia safavide persiana, dal 1501 al 1722. Fu un punto culminante per l'arte del libro e dell'architettura, includendo anche ceramica, metallo, vetro e giardini. Le arti del periodo safavide mostrano uno sviluppo molto più unitario che in qualsiasi altro periodo dell'arte persiana, con lo stesso stile, diffuso dalla corte, nei tappetis, nell'architettura, nella ceramica e nelle miniature.
Quando i Safavidi presero il trono, l'arte persiana si era divisa in due stili: a est una continuazione degli stili timuridi e a ovest uno stile turkmeno. Due sovrani della nuova dinastia riuscirono a incoraggiare nuovi stili che si diffusero in tutti i loro territori: Scià Tahmasp I, che regnò dal 1524 al 1576 ma perse interesse per l'arte dopo il 1555 circa, e Scià Abbas I.
I disegni d'imitazione cinesi apparvero nell'arte persiana del XV secolo. Gli studiosi hanno notato che le opere esistenti del periodo post-mongolo contengono un'abbondanza di motivi comuni all'arte cinese come draghi, simurg, fasce di nuvole, tronchi d'albero nodosi e fiori di loto e peonia. Le cineserie erano popolari in questo periodo. I temi che erano diventati standard nell'arte persiana del XVI e XVII secolo includevano scene di caccia, paesaggi con animali e cavalieri che combattevano contro leoni. Scene letterarie raffiguranti favole di animali e draghi erano presenti anche nelle opere d'arte di questo periodo. Gli studiosi non hanno trovato prove del disegno persiano prima delle invasioni mongole, ma si ritiene che la caccia, il combattimento tra uomini e animali e le favole di animali siano stati temi persiani o dell'Asia centrale.

### Arte del libro
Sotto i Safavidi, l'arte del libro, in particolare la miniatura, costituiva la forza trainante essenziale delle arti. Il ketab khaneh, la biblioteca-laboratorio reale, forniva la maggior parte delle fonti di motivi per tappeti, ceramiche o oggetti di metallo. Vari tipi di libri furono copiati, miniati, rilegati e talvolta illustrati: libri religiosi, Corano, ma anche commenti al testo sacro e opere teologiche, e libri di letteratura persiana, lo Shāh-Nāmeh, Khamsa di Nizami, Jami' al-tawarikh di Rashid al-Din Hamadani, e resoconti più brevi del Mi'raj, o "Viaggio notturno" del Profeta Maometto.

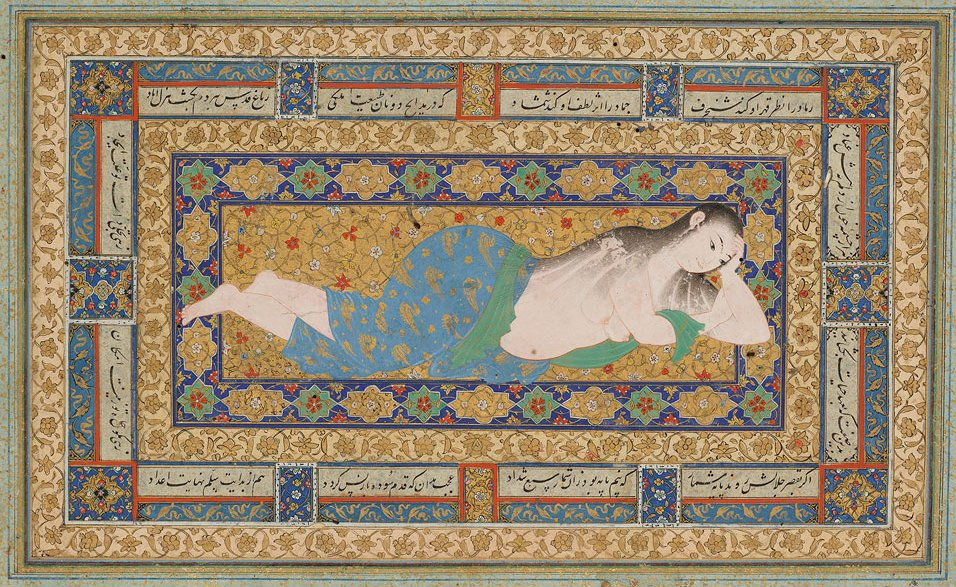
Una giovane donna sdraiata dopo il bagno, Herat 1590, miniatura per muraqqa

La carta spagnola musulmana, arrivata in Iran all'inizio XIII secolo, è sempre stata utilizzata. C'era un uso frequente di carte colorate. Verso il 1540 apparve anche una carta marmorizzata, che scomparve rapidamente. Le rilegature erano per lo più in cuoio marocchino colorato di ottima qualità. Potevano essere dorate e stampate con motivi geometrici, floreali o figurativi, o sbalzate in blu. Nella seconda metà del XVI secolo venivano forate le copertine in pelle per far vedere le pagine di carta colorata o di seta. Nello stesso periodo, a Shiraz, comparvero rilegature laccate, che rimangono comunque molto rare e molto apprezzate in Iran. La decorazione dei margini delle pagine veniva realizzata in vari modi: a volte venivano inseriti con carta diversa, (tradizione apparsa nel XV secolo), cosparsi d'oro, secondo un'usanza cinese, o dipinti con colori o oro. Lo stile delle illustrazioni variava molto da un manoscritto all'altro, a seconda del periodo e del centro di produzione.
Tahmasp I, nei primi anni del suo regno, fu un generoso finanziatore della bottega reale, a cui si devono molti dei più importanti manoscritti persiani, ma dal 1540 fu sempre più turbato da scrupoli religiosi, finché, nel 1556, emise un "Editto di sincero pentimento" che tentava di mettere al bando la pittura nelle miniature, la musica e altre arti. Questo sconvolse notevolmente le arti, con molti pittori come Abd al-Samad e Mir Sayyid Ali che si trasferirono in India per sviluppare invece la miniatura moghul; questi due furono i pionieri, cacciati dall'imperatore moghul Humayun quando era in esilio nel 1546. Altri trovarono lavoro presso le corti provinciali dei parenti di Tahmasp.
Da questa dispersione della bottega reale ci fu uno spostamento di enfasi dai grandi libri illustrati per la corte alla produzione di fogli singoli destinati ad essere inseriti in un muraqqa, o album. Questi consentivano ai collezionisti con capacità economiche più modeste di acquisire opere di importanti pittori. Alla fine del secolo le scene narrative complicate, con molte figure, erano meno popolari, sostituite da fogli con figure singole, spesso solo parzialmente dipinte e con uno sfondo di giardino disegnato anziché dipinto. Il maestro di questo stile fu Reza Abbasi la cui carriera coincise in gran parte con il regno di Abbas I, il suo principale datore di lavoro. Sebbene dipingesse figure di vecchi, i suoi soggetti più comuni erano bei giovani e (meno spesso) donne o coppie di innamorati.

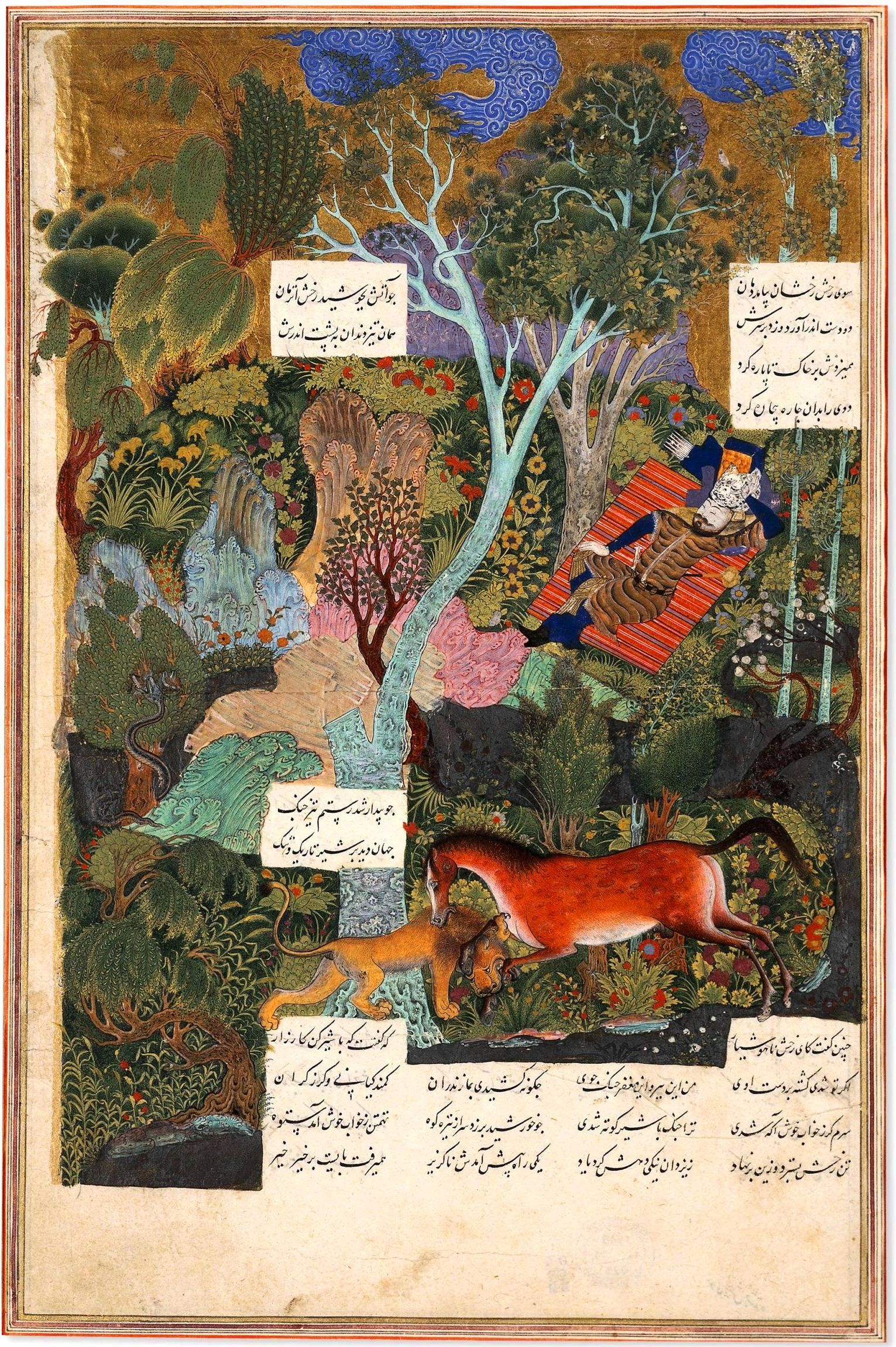
Rostam dormiente, mentre il suo cavallo Rakhsh respinge una tigre. Probabilmente un'opera giovanile di Sultan Mohammed, 1515–1520
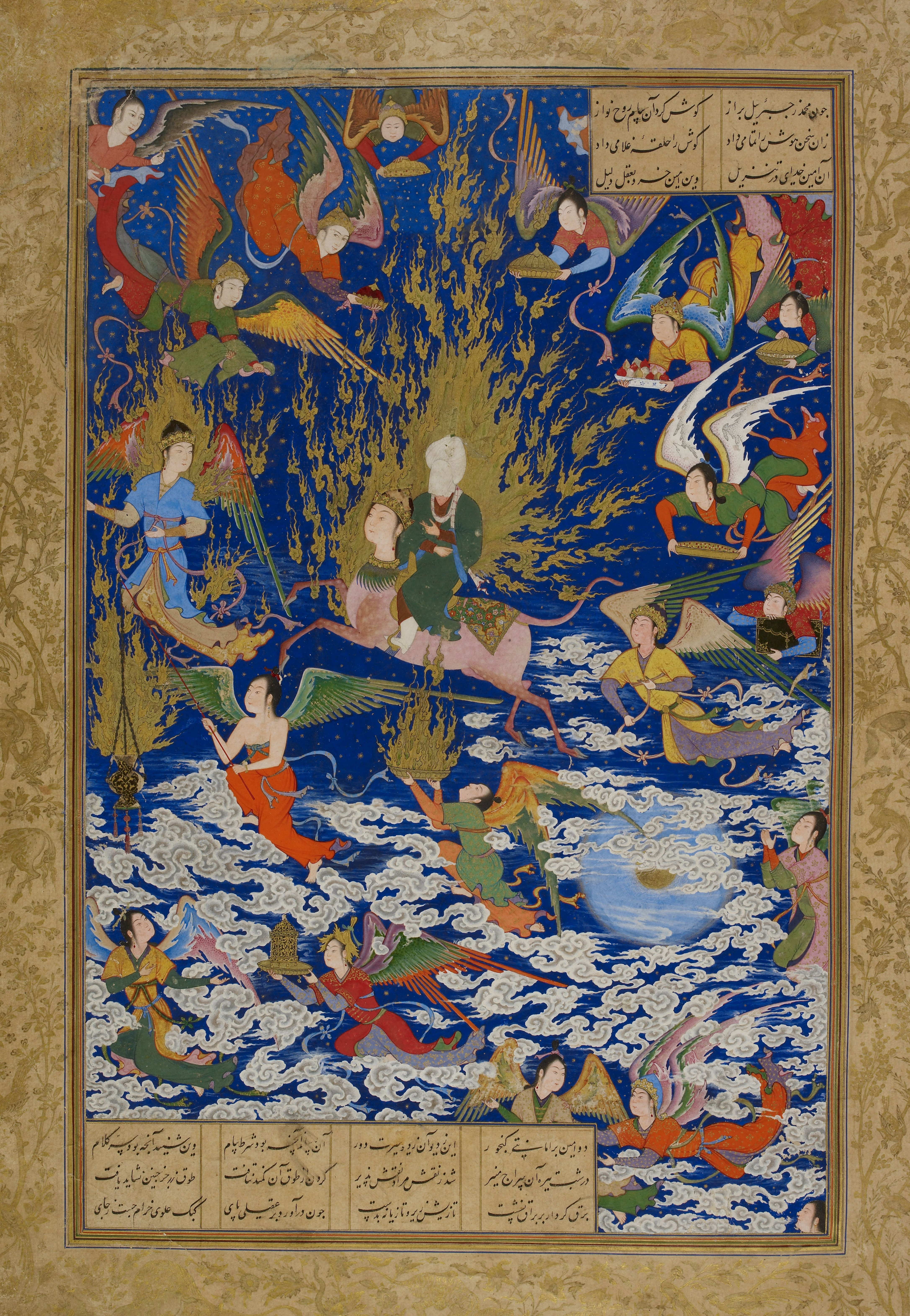
"Viaggio del Profeta" di Sultan Mohammed, con influenze cinesi nelle nuvole e angeli, 1539-43.
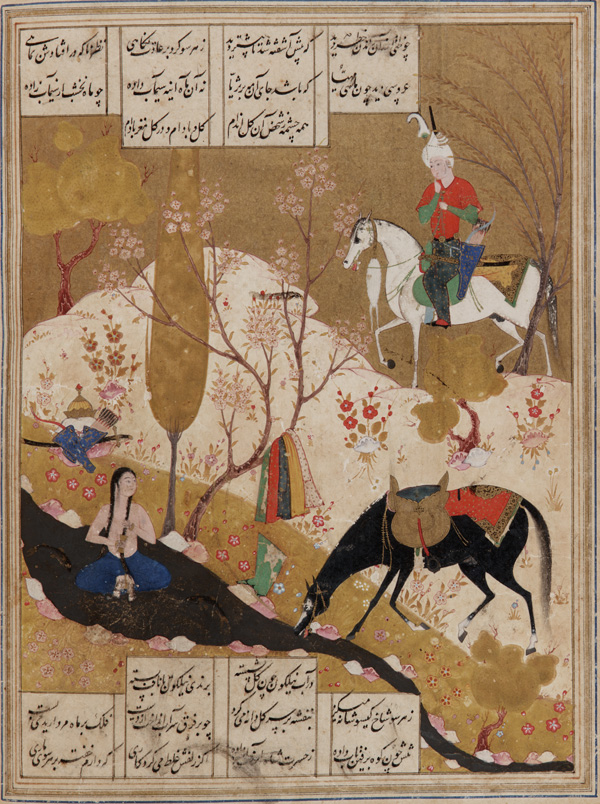
Khusraw scopre Shirin che fa il bagno in piscina, una delle scene favorite, del 1548. L'argento usato per dipingere il ruscello si è ossidato diventando nero.
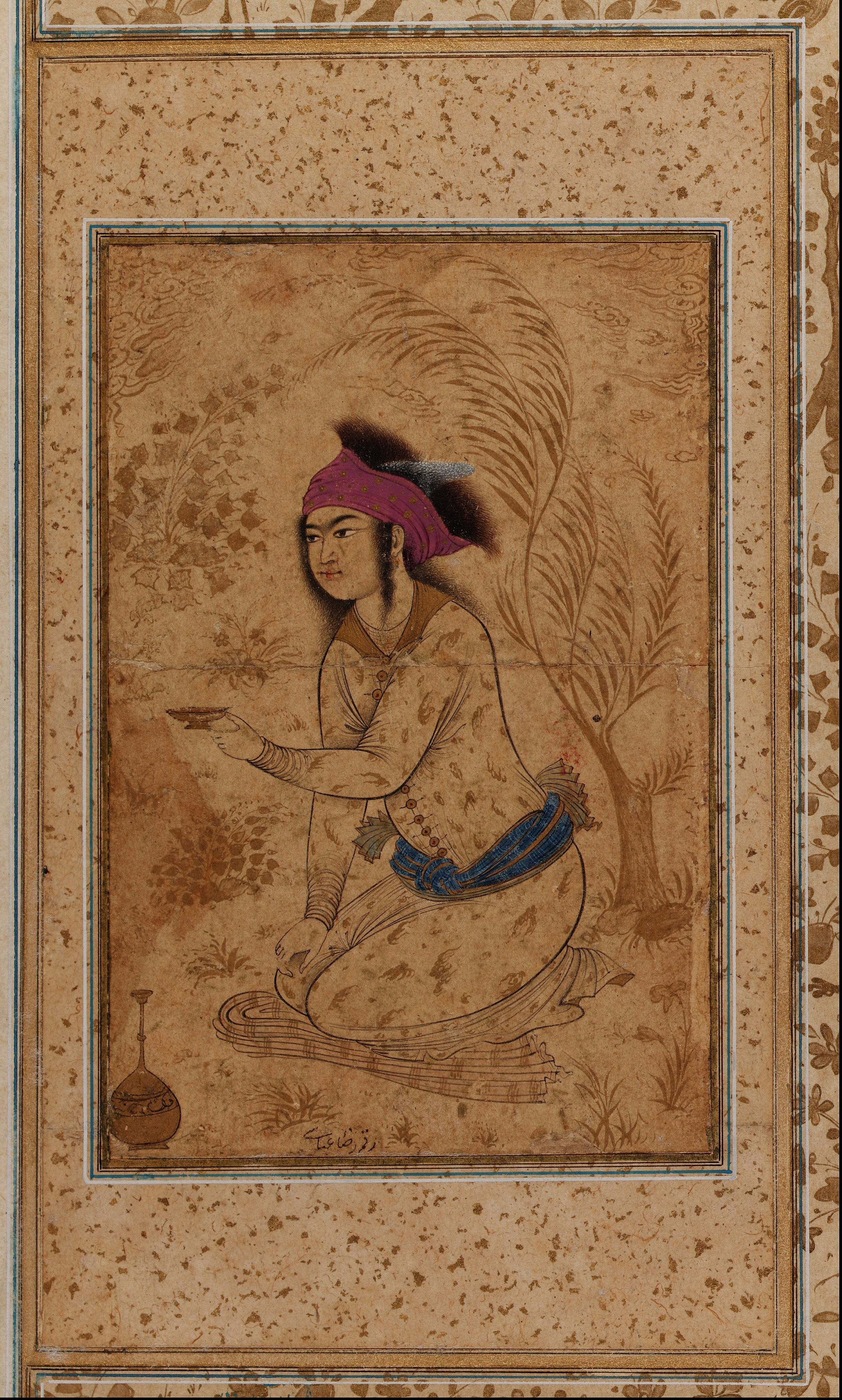
Giovane inginocchiato che porge una coppa di vino, una tipica miniatura destinata ad un album, di Reza Abbasi

### Ceramica

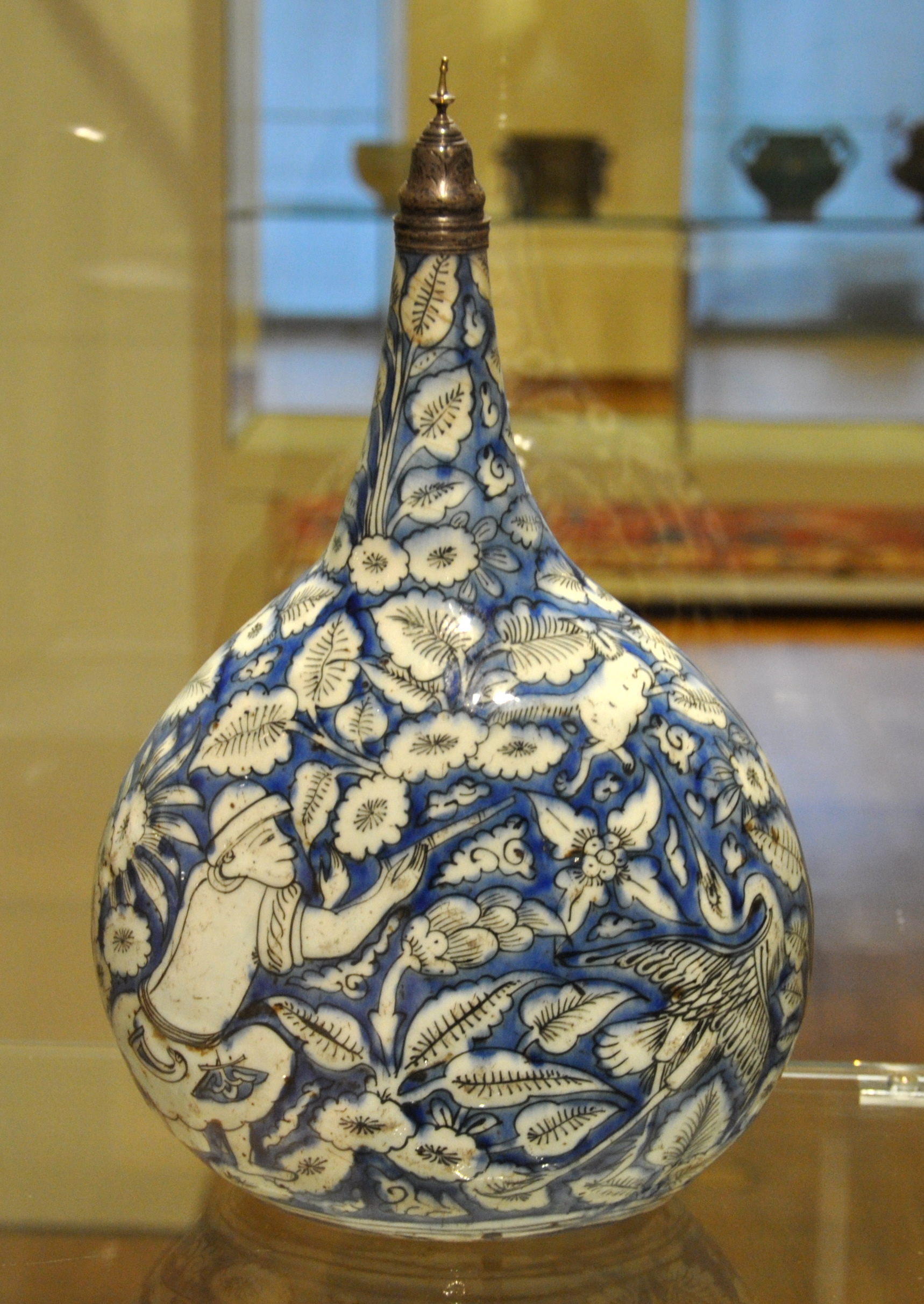
Fiaschetta, seconda metà del XVII secolo

Lo studio e la datazione della ceramica sotto Shah Ismail e Shah Tahmasp è difficile perché ci sono pochi pezzi datati o che menzionano il luogo di produzione. La porcellana cinese era raccolta dall'élite e più apprezzata delle produzioni locali; Shah Abbas I donò gran parte della collezione reale ai santuari di Ardabil e Mashhad, ristrutturando una sala ad Ardabil per esporre pezzi in nicchie.. Sono state identificate molte sedi di laboratori, anche se non con certezza, in particolare: a Nishapur, Kubachi, Kerman (pezzi stampati monocromatici) e Mashhad. La ceramica vitrea venne ripresa, utilizzando una tecnica diversa dalla produzione precedente e realizzando in genere piccoli pezzi in un colore rame scuro su uno sfondo blu scuro. A differenza di altri prodotti, questi usavano forme e decorazioni tradizionali mediorientali piuttosto che di ispirazione cinese.
In generale, i disegni tendevano ad imitare quelli della porcellana cinese, con la produzione di pezzi blu e bianchi con forma e motivi cinesi, con motivi come nuvole e draghi. Il blu persiano si distingueva dal blu cinese per le sue sfumature più numerose e sottili. Spesso, nei motivi dei rotoli compaiono quartine di poeti persiani, a volte legate alla destinazione del brano (allusione al vino per un calice, ad esempio). Un tipo di disegno completamente diverso, molto più raro, porta un'iconografia molto specifica per l'Islam (zodiaco islamico, scaglie di gemme, arabeschi) e sembra influenzato dal mondo ottomano, come è dimostrato dagli "anthemion" (ornamenti a caprifoglio) con bordi piumati ampiamente utilizzati in Turchia. Apparvero nuovi stili di figure, influenzati dall'arte del libro: giovani eleganti coppieri, giovani donne dalle sagome curve, o ancora cipressi che impigliano i loro rami, che ricordano i dipinti di Reza Abbasi.
Vennero prodotti numerosi tipi di pezzi: calici, piatti, bottiglie a collo lungo, sputacchiere a altro. Una forma comune sono le fiasche con colli molto piccoli e corpi schiacciati da un lato e molto arrotondati dall'altro. Caratteristiche sono le forme mutuate dalla lavorazione dei metalli islamici con decorazioni in gran parte ispirate alla porcellana cinese. Con la chiusura del mercato cinese, nel 1659, la ceramica persiana raggiunse nuove vette, per soddisfare le esigenze europee. La comparsa di falsi segni di botteghe cinesi sul retro di alcune ceramiche segnò il gusto che si era sviluppato in Europa per le porcellane dell'estremo oriente, soddisfatto in gran parte dalla produzione safavide. Questa nuova destinazione portò a un più ampio uso dell'iconografia cinese ed esotica (elefanti) e all'introduzione di nuove forme, a volte sorprendenti (narghilè, piatti ottagonali, oggetti a forma di animale).

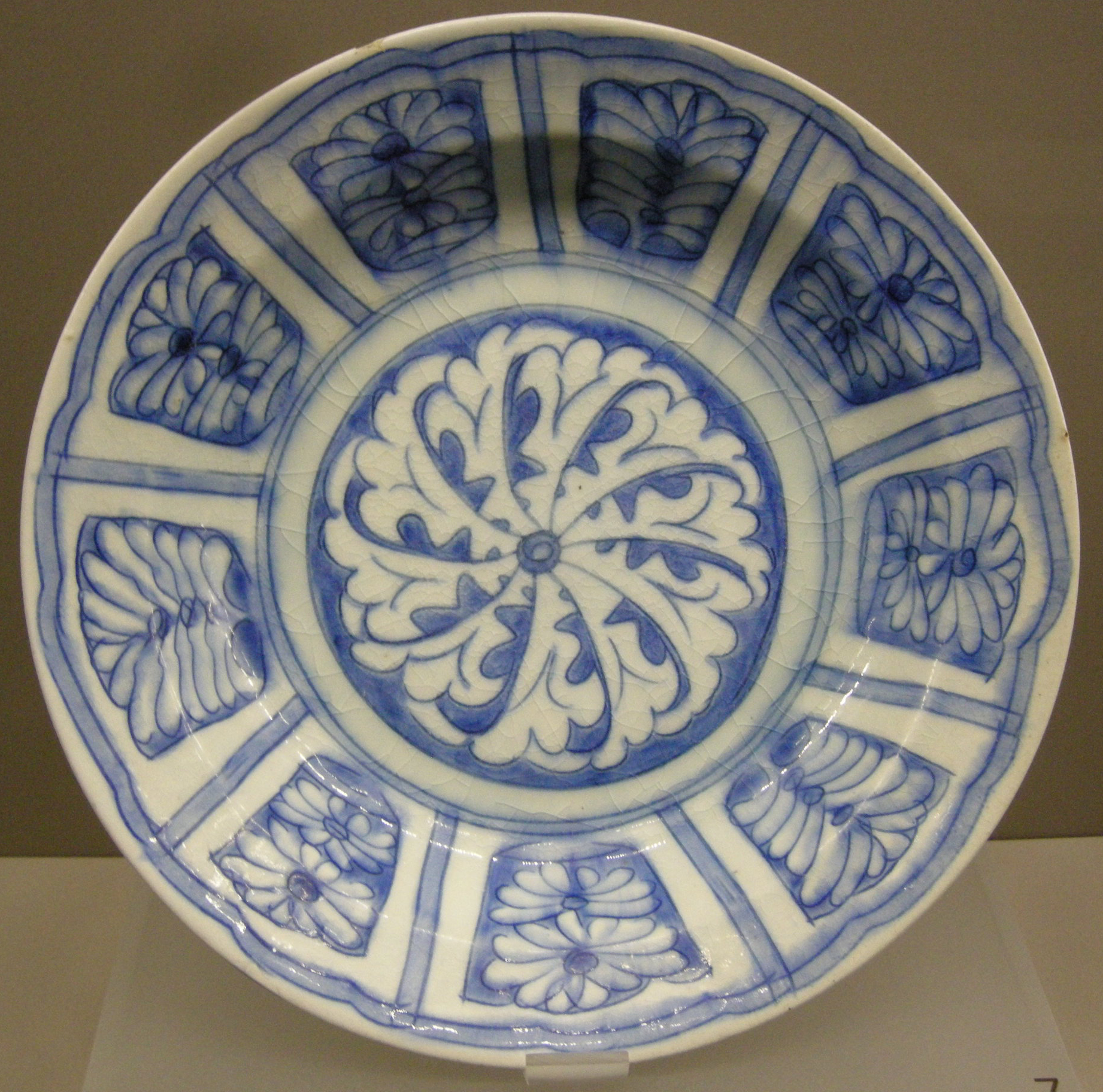
Piatto, XVI secolo, imitazione cinese
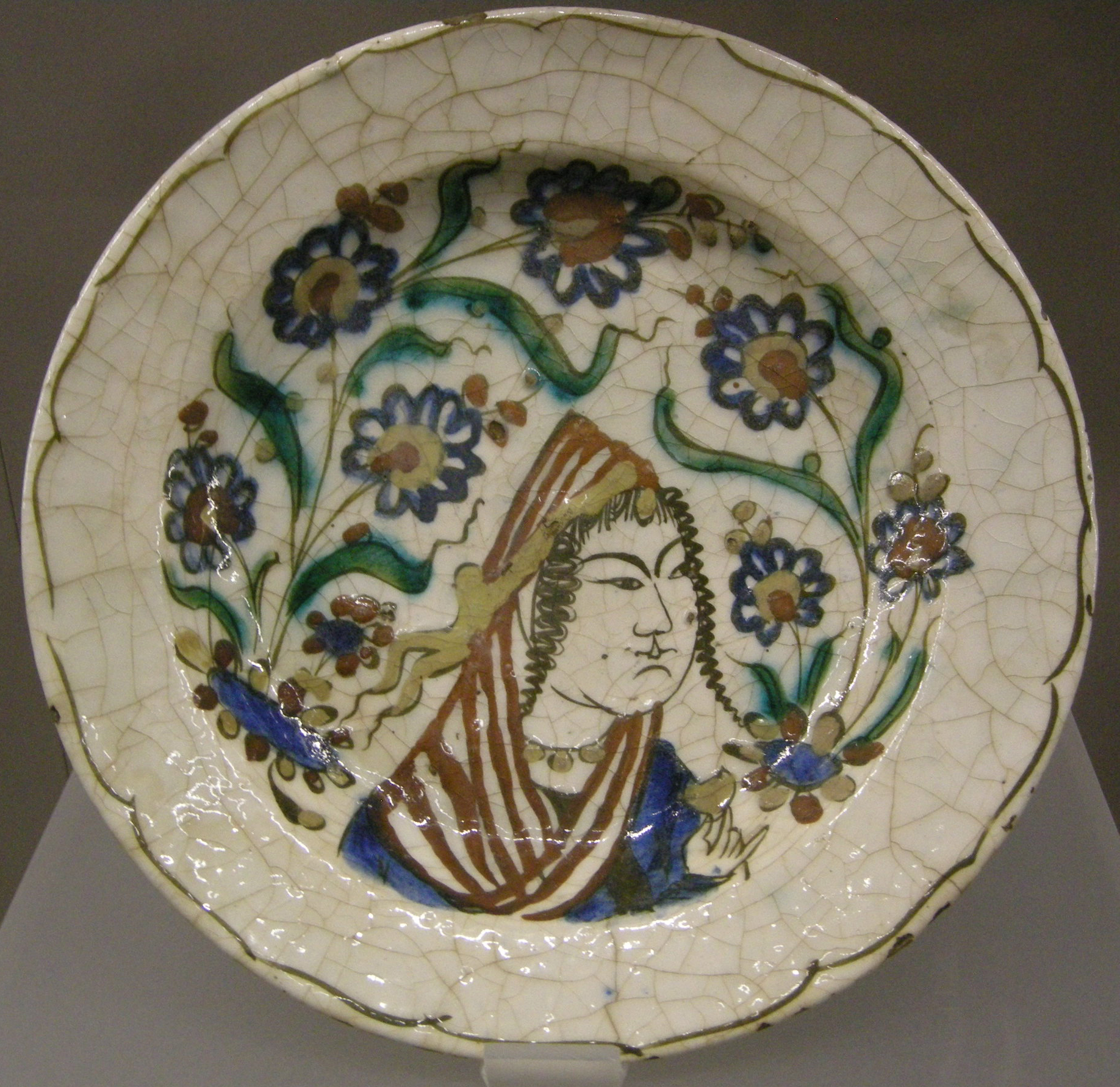
Piatto, Kubachi, XVI secolo
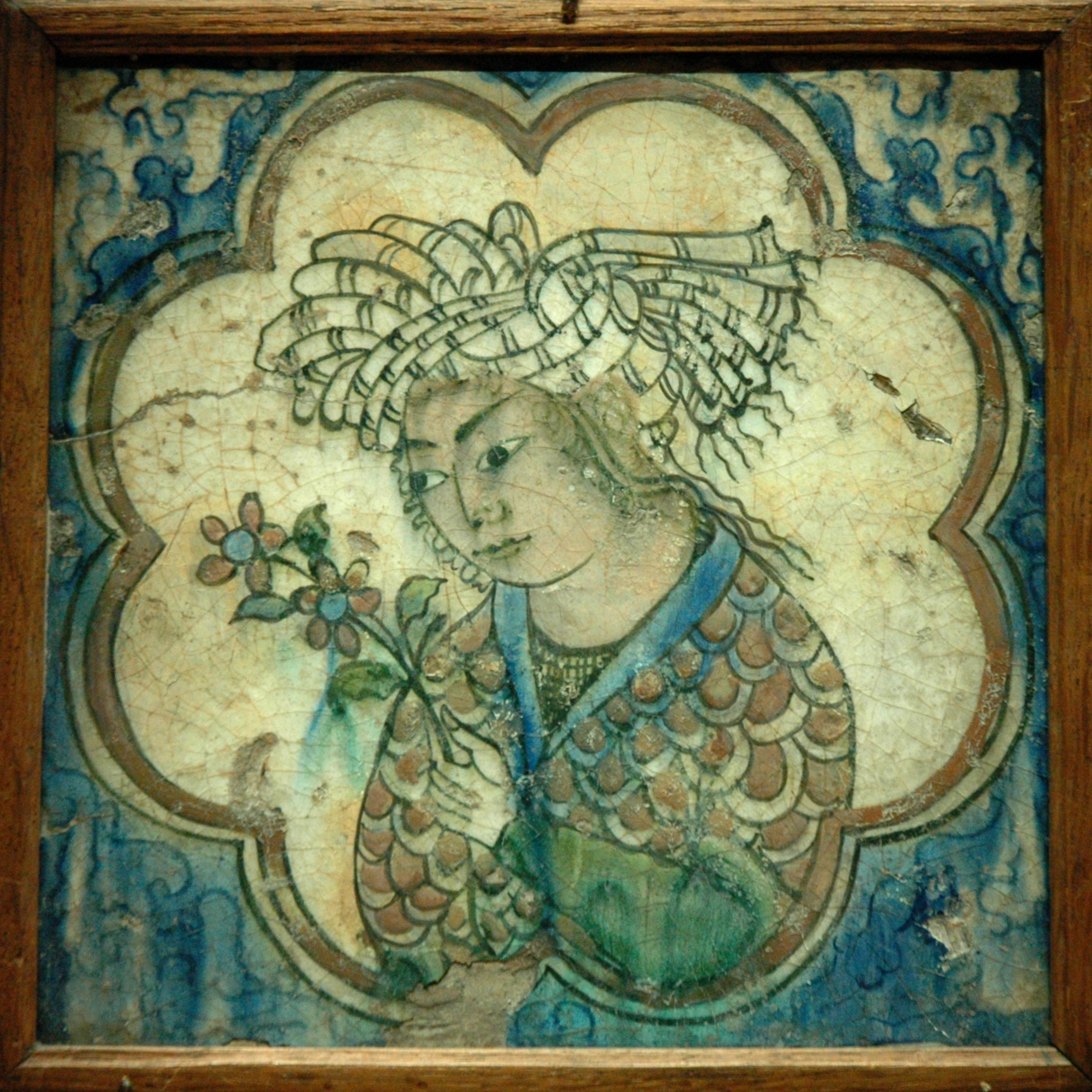
Piastrella con giovane. Maiolica, dipinta su ingobbio e sotto smalto trasparente. Iran nordoccidentale, Kubachi, XVII secolo.
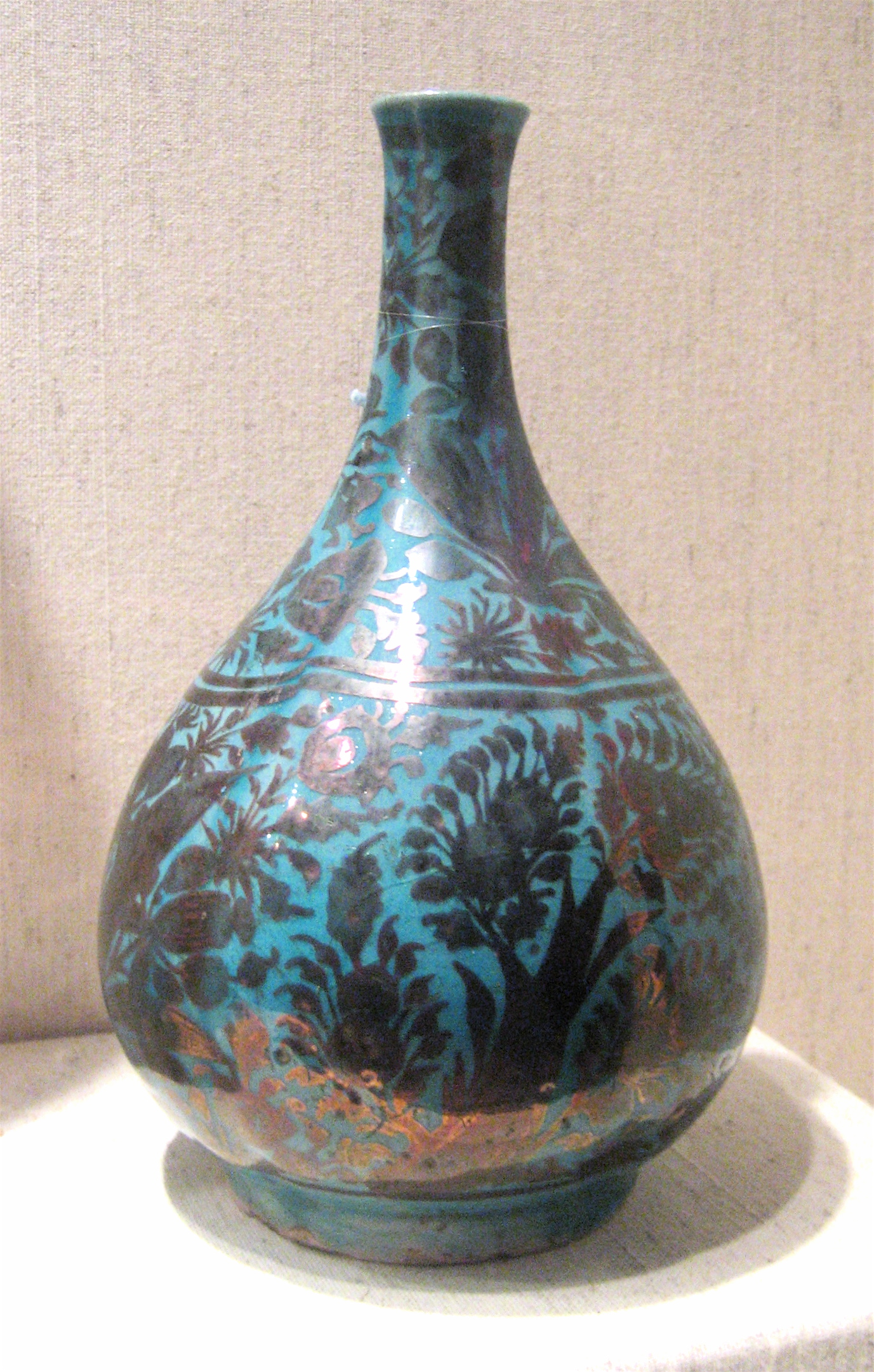
Bottiglia per il vino in ceramica vitrea, 2md half seconda metà del XVII secolo

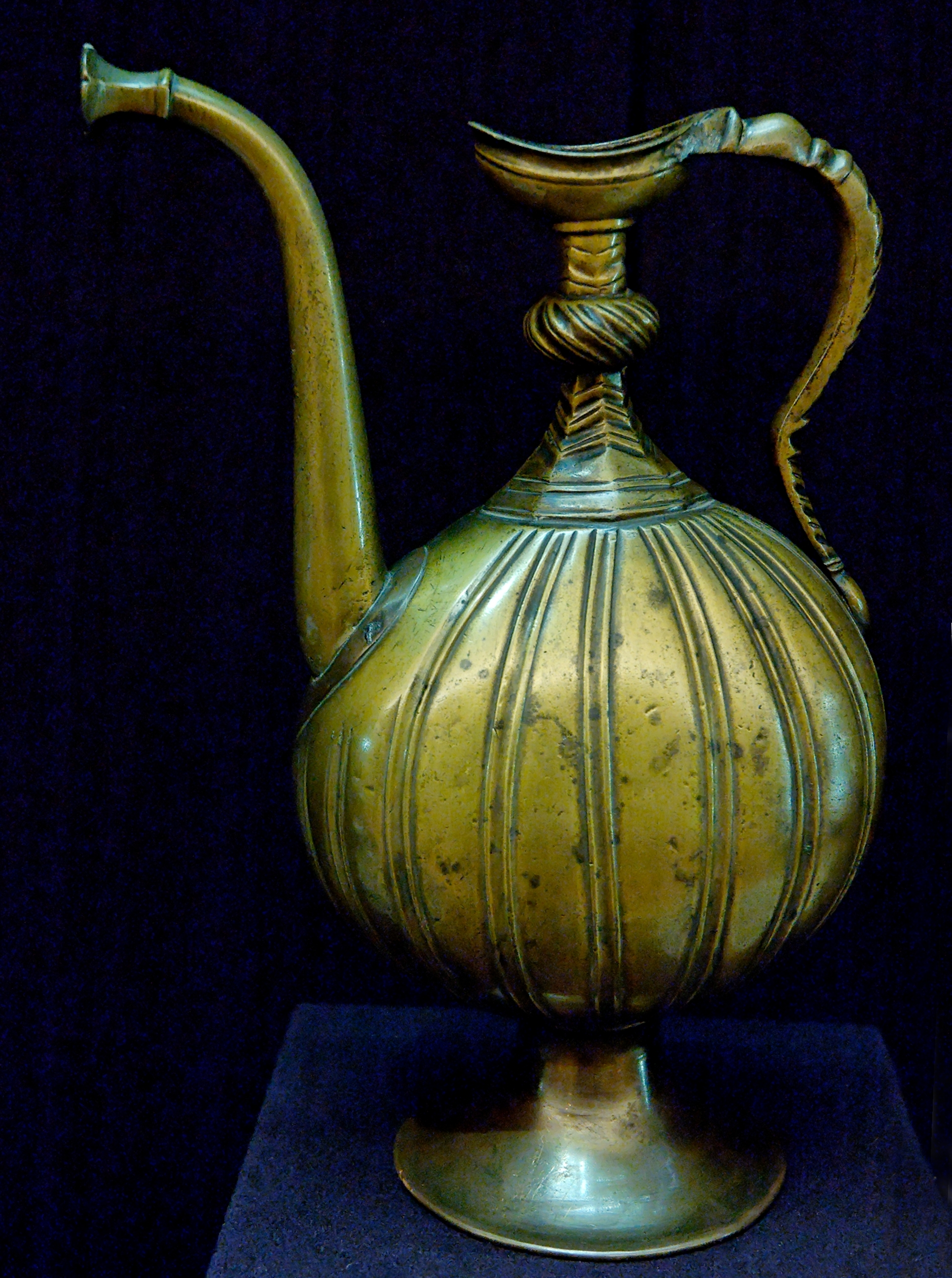
Bronzo, XVI secolo

### Oggetti in metallo
La lavorazione dei metalli vide un graduale declino durante la dinastia safavide e rimane difficile da studiare, soprattutto a causa del piccolo numero di pezzi datati. Sotto Shah Ismail si perpetuarono le forme e le decorazioni degli intarsi timuridi: motivi di glorie a mandorla, di shamsa (soli) e di chi (nuvole) si trovano sui calamai a forma di mausolei o nelle brocche globulari che ricordano quella di giada di Uluğ Bek. Sotto Shah Tahmasp, gli intarsi scomparvero rapidamente, come testimoniato da un gruppo di candelieri a forma di pilastri.
Gli intarsi in pasta colorata (rosso, nero, verde) iniziarono a sostituire i precedenti intarsi d'argento e d'oro. Apparvero pannelli traforati in acciaio, per usi come elementi di porte, targhe con iscrizioni, e teste di 'alam, gli stendardi portati nelle processioni religiose sciite. In importanti santuari furono inserite porte e grate in argento e persino oro.

### Sculture in pietra dura
Si pensa che le sculture in pietra dura persiane, una volta ritenute datate per lo più al XV e XVI secolo, si siano estese su un periodo più ampio. La giada era sempre più apprezzata dal periodo ilkhanide. OLtre alle coppe per il vino, venivano prodotte una serie di brocche dal ventre globoso, montate su una basetta anulare e dal collo largo e corto. Due di queste (una in giada nera intarsiata d'oro, l'altra in giada bianca) recano inciso il nome di Ismail I. Il manico è a forma di drago, che tradisce un'influenza cinese, ma questo tipo di brocca arrivava infatti direttamente dal periodo precedente: il suo prototipo è la brocca di Uluğ Bek. Conosciamo anche lame e manici di coltelli in giada, spesso intarsiati con fili d'oro e incisi. La pietra dura serviva anche per realizzare gioielli da intarsiare in oggetti metallici, come la grande bottiglia di zinco intarsiata con oro, rubini e turchesi datata al regno di Ismail e conservata al museo del Palazzo di Topkapı a Istanbul.

## Qajar

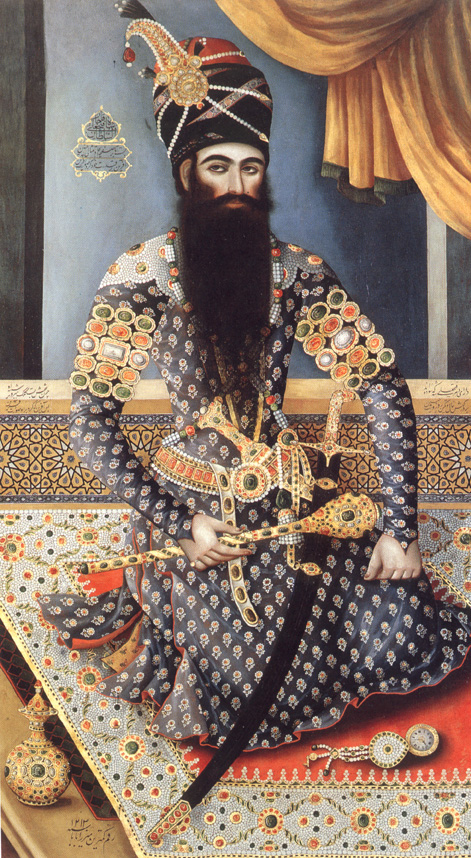
Fath Ali Shah nel 1798, dipinto di Mihr 'Ali.

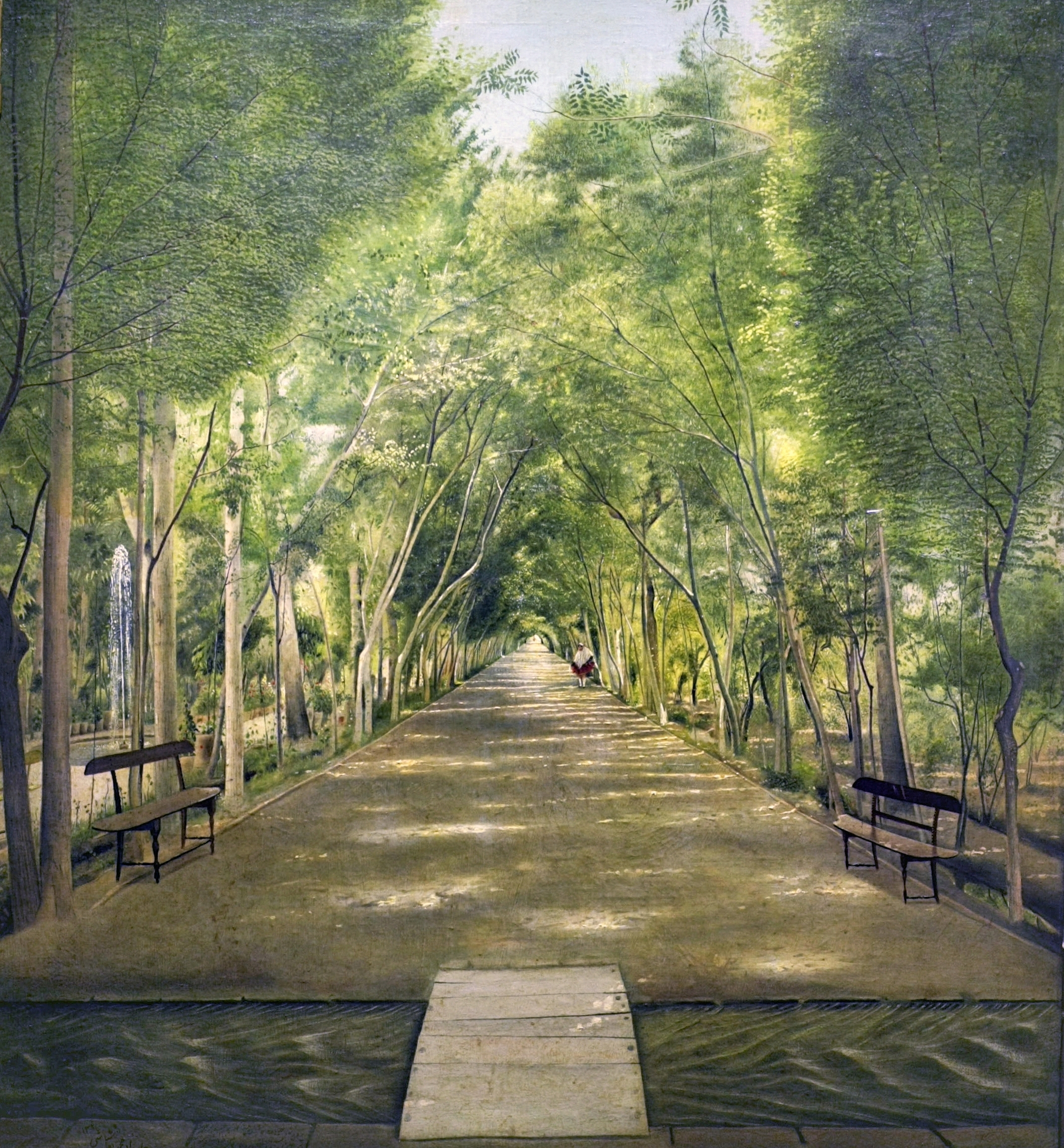
The Doshan Tappeh Street, Kamal-ol-Molk, 1899

L'arte Qajar si riferisce all'arte, all'architettura della dinastia Qajar della tarda Grande Persia, che durò dal 1781 al 1925. Il boom dell'espressione artistica che si verificò durante l'era Qajar fu il fortunato effetto collaterale del periodo di relativa pace che accompagnò il governo di Agha Muhammad Khan e dei suoi discendenti. Con la sua ascensione, il sanguinoso tumulto che era stato il XVIII secolo in Persia si concluse e rese possibile il rifiorire delle arti in tempo di pace. L'influenza europea fu forte e produsse nuovi generi come la decorazione a smalto dipinto su metallo, in genere con fiori, che attingevano chiaramente agli stili francesi e altri europei. Lacquer sul legno era usato in modo simile.

### Pittura
La pittura adottò la tecnica europea della pittura a olio. Vennero prodotti grandi murali di scene di baldoria e storiche, per palazzi e caffetterie, e molti ritratti avevano una parte superiore ad arco che mostrava che erano destinati ad essere inseriti nelle pareti. L'arte Qajar aveva uno stile distintivo di ritrattistica. Le radici della pittura tradizionale Qajar possono essere trovate nello stile di pittura sorto durante il precedente impero Safavide. Durante questo periodo, c'era una grande influenza europea sulla cultura persiana, specialmente nelle arti dei reali e delle classi nobili. Sebbene venissero utilizzati alcuni modelli, predominavano un'applicazione pesante di vernice e ampie aree di colori piatti, scuri, ricchi e saturi.
Mentre la rappresentazione di oggetti inanimati e di natura morta era considerata molto realistica nella pittura di Qajar, la rappresentazione di esseri umani era decisamente idealizzata. Ciò è particolarmente evidente nella rappresentazione della regalità Qajar, dove i soggetti dei dipinti sono collocati in modo molto formulato con caratteristiche standardizzate. Tuttavia, l'impatto della fotografia ha notevolmente aumentato l'individualità dei ritratti nel tardo XIX secolo.
Kamal-ol-Molk (1845-1940) proveniva da una famiglia di pittori di corte, ma si formò anche con un pittore che aveva studiato in Europa. Dopo una carriera a corte, visitò l'Europa nel 1898, all'età di 47 anni, rimanendovi per circa quattro anni. Fu uno degli artisti che introdussero uno stile più europeo nella pittura persiana.
Le più famose opere d'arte Qajar sono i ritratti dei vari Scià persiani, c.d. "Ritratti reali Qajar". Ogni sovrano, e molti dei loro figli e altri parenti, commissionarono ritratti ufficiali di se stessi sia per uso privato che per esposizione pubblica. I più famosi di questi sono la miriade di ritratti di Fath Ali Shah Qajar, che, con la sua vita stretta, la lunga barba nera biforcuta e gli occhi profondi, è venuto a esemplificare l'immagine romantica del grande sovrano orientale. Molti di questi dipinti vennero realizzati dall'artista Mihr 'Ali. Sebbene i ritratti siano stati eseguiti in vari momenti della vita dello Scià, aderiscono a un canone in cui vengono enfatizzate le caratteristiche distintive del sovrano.
Ci sono ritratti di Fath Ali Shah in un numero molto ampio di ambientazioni, dal re guerriero in armatura al gentiluomo dall'odore di fiori, ma tutti sono simili nella loro rappresentazione, differendo solo leggermente, di solito in funzione dell'artista che realizzò il ritratto. È appropriato che questo particolare Scià sia stato così immortalato in questo stile, poiché fu sotto il suo governo come secondo Scià Qajar che lo stile fiorì veramente. Una ragione di ciò erano i legami diplomatici sempre più forti che i governanti Qajar stavano allacciando con le potenze europee.

## Architettura
Nell'architettura iranica Si possono rintracciare elementi tipici dell'architettura persiana su un'amplissima area che si espande pressappoco dalla Siria all'India settentrionale fino ai confini con la Cina e dal Caucaso fino a Zanzibar. Sono presenti all'interno di questo vasto contenitore numerosissime tipologie di edificio: dalla capanna per contadini alle sale da tè, fino ai meravigliosi padiglioni presenti nei giardini e ad "alcune delle più maestose strutture che il mondo abbia potuto vedere".
L'architettura persiana mostra di sé una grande varietà, sia dal punto di vista strutturale che estetico, sapendosi sviluppare gradualmente e coerentemente nel corso dei secoli, traendo spunto dalle precedenti tradizioni ed esperienze. Senza improvvise innovazioni, e nonostante il continui traumi dovute alle varie invasioni subite, ha mantenuto "una distinta individualità rispetto agli altri paesi musulmani". Varie sono le caratteristiche fondamentali rintracciabili: "una marcata attitudine per le forme e le proporzioni; inventiva strutturale, specialmente nella costruzione di volte e cupole (gonbad); un gusto geniale nella decorazione, con una libertà espressiva ed una riuscita non comparabile con qualsiasi altra architettura".
Tradizionalmente, l'elemento guida e caratterizzante dell'architettura iraniana è stato il proprio simbolismo cosmico «per il quale l'uomo è messo in comunicazione e partecipazione con i poteri del paradiso». Tale tema, condiviso virtualmente con pressoché tutte le altre culture asiatiche e persistente ancora in tempi moderni, non solo ha dato unità e continuità all'architettura della Persia, ma è stato anche una delle fonti principali nella scelta dei suoi caratteri espressivi.
(Pope 1971)

## Miniatura

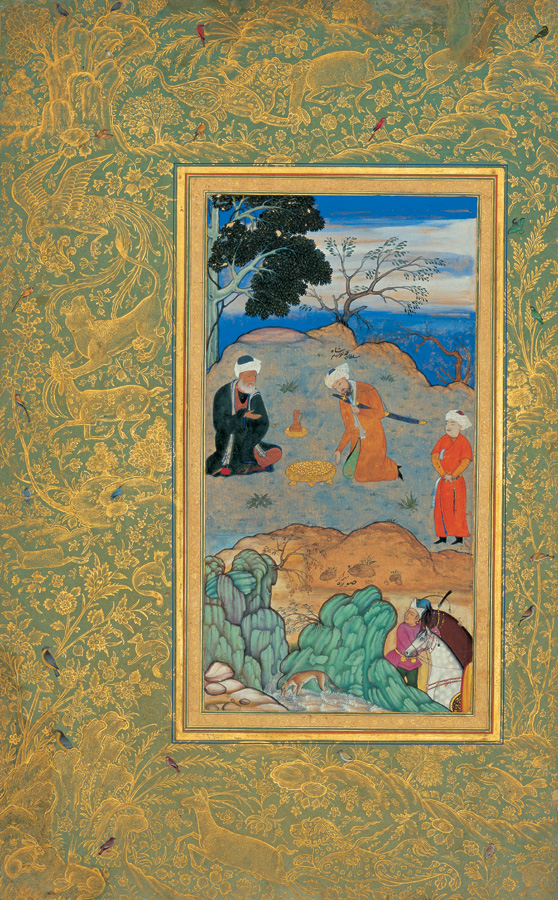
Behzad, Consigli sull'ascesi (c. 1500–1550). Come nei manoscritti miniati occidentali, i bordi squisitamente decorati erano parte integrante dell'opera d'arte.

Una miniatura persiana è un piccolo dipinto su carta, che si tratti di un'illustrazione di un libro o di un'opera d'arte separata, destinata ad essere conservata in un album di tali opere chiamato muraqqa. Le tecniche sono ampiamente paragonabili alle tradizioni occidentali e bizantine di miniature in manoscritti miniati. Sebbene vi sia una più antica tradizione persiana di pittura murale, il tasso di sopravvivenza e lo stato di conservazione delle miniature sono migliori, e le miniature sono la forma di pittura persiana più conosciuta in Occidente, e molti degli esempi più importanti si trovano in Occidenteo in musei turchi. La pittura in miniatura divenne un significativo genere persiano nel XIII secolo, ricevendo l'influenza cinese dopo le conquiste mongole, e il culmine della tradizione fu raggiunto nel XV e XVI secolo. La tradizione continuò, sotto qualche influenza occidentale, e ha diversi esponenti moderni. La miniatura persiana ha influenzato altre tradizioni islamiche di miniatura, principalmente la miniatura ottomana in Turchia, e la miniatura Mughal nel sub-continente indiano.
La tradizione crebbe dall'illustrazione di libri, documentando molte scene narrative, spesso con molte figure. Le convenzioni rappresentazionali che si svilupparono erano efficaci ma diverse da quelle occidentali della prospettiva. Le figure più importanti possono essere un po' più grandi di quelle intorno e le scene di battaglia possono essere davvero molto affollate. La recessione (profondità nello spazio dell'immagine) è indicata posizionando figure più distanti più in alto nello spazio. Grande attenzione è riservata allo sfondo, che sia un paesaggio o un edificio, e il dettaglio e la freschezza con cui vengono mostrati piante e animali, i tessuti di tende, tendaggi o tappeti, o i motivi delle piastrelle sono una delle grandi attrazioni della forma. L'abbigliamento delle figure è mostrato con grande cura, sebbene gli artisti comprensibilmente spesso evitassero di raffigurare il tessuto fantasia che probabimelmente molti avrebbero indossato. Gli animali, in particolare i cavalli che compaiono molto spesso, sono per lo più mostrati di traverso; anche le storie d'amore, che costituiscono gran parte del materiale classico illustrato, sono condotte in gran parte in sella, per quanto riguarda il principe-protagonista. I paesaggi sono molto spesso montuosi (le pianure che costituiscono gran parte della Persia sono raramente mostrate), spesso indicati da un alto orizzonte ondulato e da affioramenti di roccia nuda che, come le nuvole nella zona di cielo normalmente piccola lasciata sopra il paesaggio, sono raffigurati in convenzioni derivate dall'arte cinese. Anche quando viene mostrata una scena in un palazzo, il punto di vista spesso sembra essere da un punto di alcuni metri nell'aria.
All'arte persiana, sotto l'Islam, non era mai stato proibito completamente di dipingere la figura umana, e nella tradizione della miniatura la raffigurazione delle figure, spesso in gran numero, è centrale. Ciò era in parte dovuto al fatto che la miniatura era una forma privata, conservata in un libro o in un album e mostrata solo a persone scelte dal proprietario. Era quindi possibile essere più liberi che nei dipinti murali o in altre opere viste da un pubblico più ampio. Non è noto che il Corano e altre opere puramente religiose siano state illustrate in questo modo, sebbene le storie e altre opere letterarie possano includere scene legate alla religione, comprese quelle raffiguranti il profeta Maometto, dopo il 1500, di solito senza mostrare il volto.
Oltre alle scene figurative in miniature e bordure, c'era uno stile parallelo di decorazione ornamentale non figurativa che si ritrovava nelle bordure e nei riquadri delle pagine dei libri, e negli spazi all'inizio o alla fine di un'opera o di una sezione, e spesso per intero in pagine che fungevano da frontespizi. Nell'arte islamica questo è indicato come "illustrazione" e i manoscritti del Corano e di altri libri religiosi spesso includevano un numero considerevole di pagine miniate. I disegni riflettevano il lavoro contemporaneo in altri media, in periodi successivi particolarmente vicini a copertine di libri e tappeti persiani, e si pensa che molti disegni di tappeti siano stati creati da artisti di corte e inviati alle officine delle province per la tessitura.

## Sculture sulla roccia

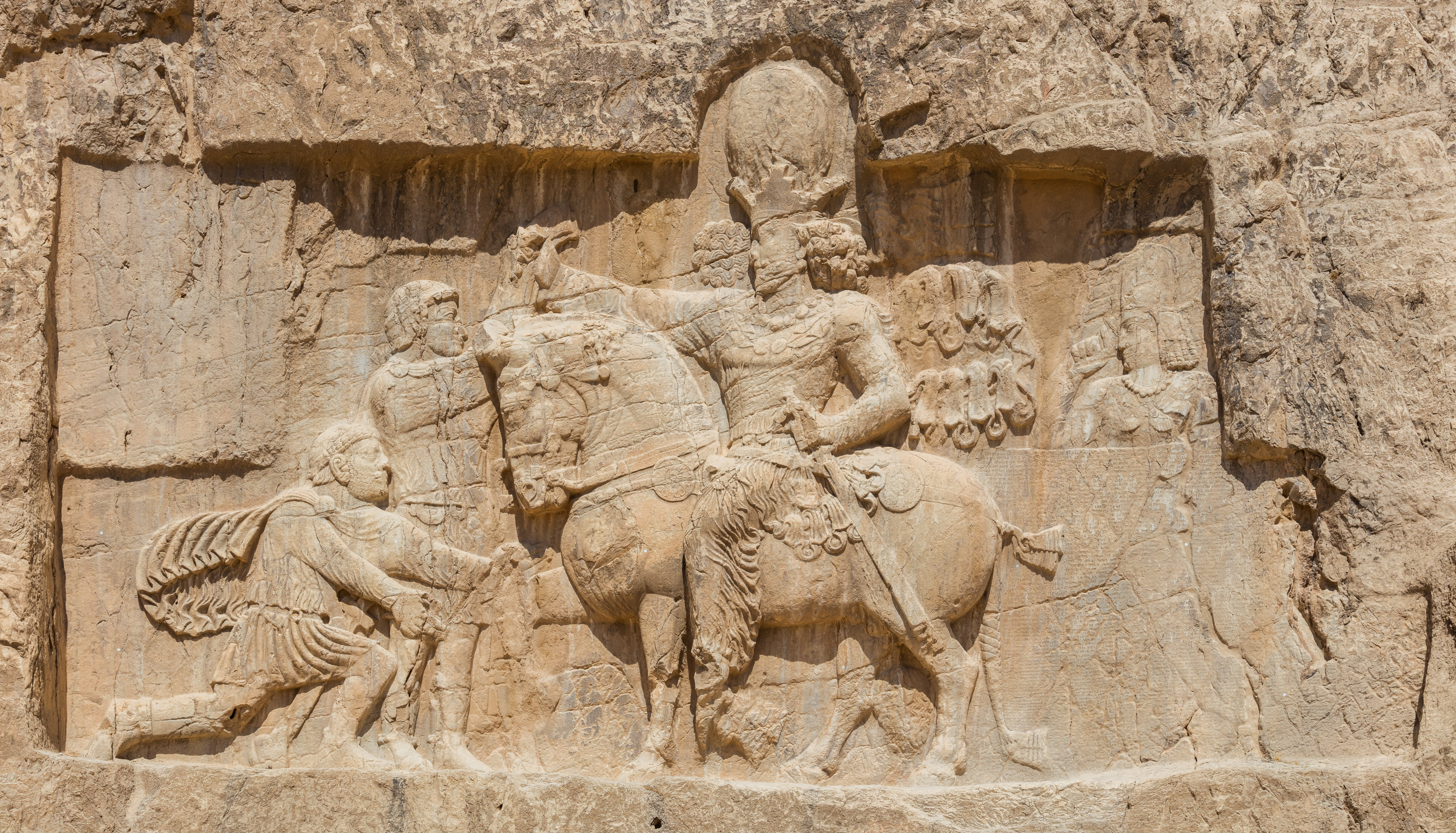
Trionfo di Sapore I sugli imperatori romani Valeriano e Filippo l'Arabo, Naqsh-e Rostam.

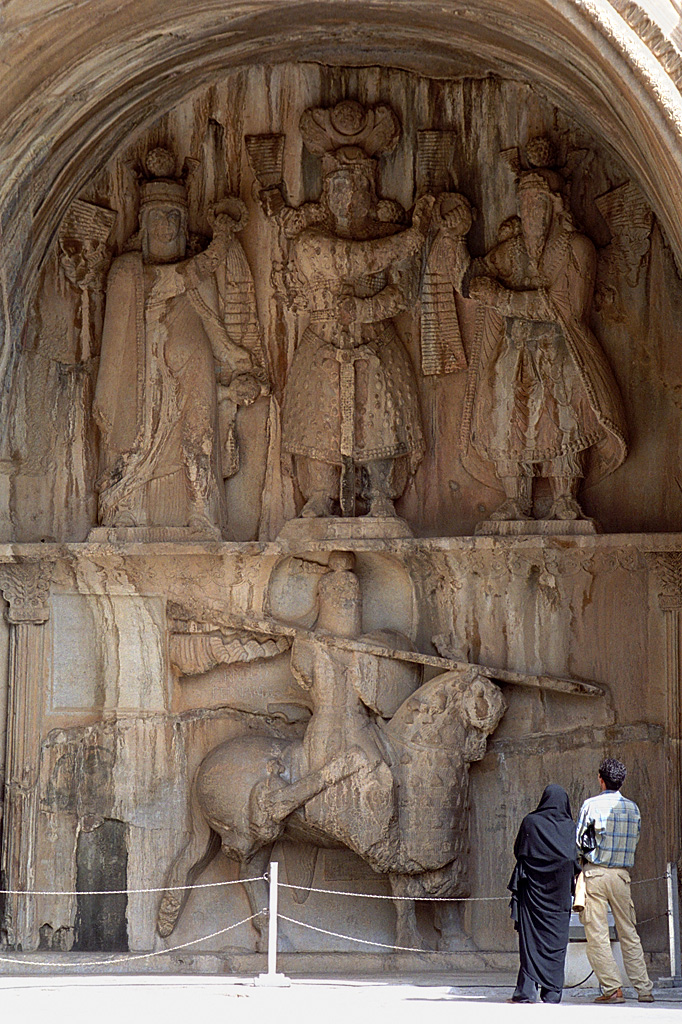
Taq-e Bostan; il "cavaliere" è probabilmente Cosroe II a cavallo di Shabdiz

Il grande rilievo scolpito su roccia, tipicamente posto in alto accanto a una strada e vicino a una fonte d'acqua, era un mezzo comune nell'arte persiana, usato principalmente per glorificare il re e proclamare il controllo persiano sul territorio. Ebbe origine con i rilievi rupestri di Lullubi e Elamit, come quelli di Sarpol-e Zahab (circa 2000 a.C.), Kul-e Farah e Eshkaft-e Salman nel sud-ovest dell'Iran, e continuò sotto gli Assiri. Il rilievo e iscrizione Behistun, realizzati intorno al 500 a.C. per Dario il Grande, è di dimensioni molto più grandi, riflettendo e proclamando il potere dell'impero achemenide. I governanti persiani comunemente si vantavano del loro potere e delle loro conquiste, fino a quando la conquista musulmana non rimosse le immagini da tali monumenti; molto più tardi ci fu un piccolo risveglio sotto la dinastia Qajar.
Behistun è insolito per avere un'iscrizione grande e importante, che come l'egiziana stele di Rosetta ripete il suo testo in tre lingue diverse, qui usando tutte scritture cuneiformi: antico persiano, elamita e babilonese (una forma successiva dell'accadico). Questo è stato molto importante per la moderna comprensione di queste lingue. Altri rilievi persiani generalmente mancano di iscrizioni e i re coinvolti spesso possono essere identificati solo per ipotesi. Il problema è meno problematico nel caso dei Sasanidi per la loro abitudine di mostrare uno stile diverso di corona per ogni re, che può essere identificato tramite le loro monete.
Naqsh-e Rostam è la necropoli della dinastia achemenide (500–330 a.C.), con quattro grandi tombe scavate nella parete rocciosa. Queste hanno principalmente decorazioni architettoniche, ma le facciate includono grandi pannelli sopra i portali, ciascuno molto simile nel contenuto, con figure del re investito da un dio, sopra una zona con file di figure più piccole che portano tributi, con soldati e funzionari. Le tre classi di figure sono nettamente differenziate per dimensioni. L'ingresso di ogni tomba è al centro di ogni croce, che si apre su una piccola camera, dove il re giaceva in un sarcofago. Si ritiene che la trave orizzontale di ciascuna delle facciate delle tombe sia una replica dell'ingresso del palazzo di Persepoli.
Solo una ha iscrizioni e l'abbinamento degli altri re alle tombe è alquanto speculativo; le figure in rilievo non sono intese come ritratti individualizzati. La terza da sinistra, identificata da un'iscrizione, è la tomba di Dario il Grande (circa 522–486 a.C.). Si ritiene che le altre tre tombe siano quelle di Serse I (circa 486–465 a.C.), Artaserse I (circa 465–424 a.C.), e Dario II (circa 423–404 a.C.) rispettivamente. Una quinta incompiuta potrebbe essere quella di Artaserse III, che regnò al massimo due anni, ma è più probabile che sia quella di Dario III (circa 336-330 a.C.), ultimo dei sovrani achemenidi. Le tombe furono saccheggiate in seguito alla conquista dell'Impero achemenide da parte di Alessandro Magno.
Ben al di sotto delle tombe achemenidi, vicino al livello del suolo, ci sono rilievi rupestri con grandi figure di re Sasanidi, alcuni che incontrano divinità, altri in combattimento. Il più famoso mostra il re sasanide Sapore I a cavallo, con l'imperatore romano Valeriano che si inchina a lui in segno di sottomissione, e Filippo l'Arabo (un precedente imperatore che pagò tributi a Sapore) che tiene il cavallo di Sapore, mentre l'imperatore morto Gordiano III, ucciso in battaglia, giace sotto di esso (sono state suggerite altre identificazioni). Questo commemora la Battaglia di Edessa del 260, quando Valeriano divenne l'unico imperatore romano catturato come prigioniero di guerra, un'umiliazione duratura per i romani. La collocazione di questi rilievi suggerisce chiaramente l'intenzione sasanide di collegarsi alle glorie del precedente Impero achemenide. Ci sono altre tre tombe reali achemenidi, con rilievi simili, a Persepoli, una delle quali rimasta incompiuta.
I sette rilievi sassanidi, le cui date approssimative vanno dal 225 al 310, mostrano soggetti tra cui scene di investitura e battaglie. Il primo rilievo nel sito è Elamita, del 1000 a.C. circa. A circa un chilometro di distanza si trova Naqsh-e Rajab, con altri quattro rilievi rupestri sasanidi raffiguranti tre re e un sommo sacerdote. Un altro importante sito sasanide è Taq-e Bostan con diversi rilievi tra cui due investiture reali e una famosa figura di un catafratto o cavaliere pesante persiano, circa due volte la grandezza naturale, che probabilmente rappresenta il re Cosroe II in sella al suo cavallo preferito Shabdiz; la coppia continuò ad essere celebrata nella successiva letteratura persiana. Firuzabad e Bishapur hanno gruppi di rilievi sassanidi, il primo comprendente il più antico, una grande scena di battaglia, ora molto rovinata. A Barm-e Delak un re offre un fiore alla sua regina.
I rilievi sassanidi sono concentrati nei primi 80 anni della dinastia, sebbene un insieme importante sia del VI secolo, e in relativamente pochi siti, principalmente nel cuore dell'impero. Quelle successive in particolare suggeriscono che attingono a una tradizione ormai perduta di rilievi simili in stucco nei palazzi. I rilievi rupestri erano probabilmente intonacati e dipinti.
I rilievi rupestri dei precedenti Selucidi e Parti sono generalmente più piccoli e più rozzi, e non tutte le commissioni reali come quelle dei sasanidi. A Behistun, un rilievo precedente che includeva un leone, fu adattato in un Ercole reclinato in uno stile completamente ellenistico, che si adagia su una pelle di leone. Questo è stato scoperto solo sotto le macerie relativamente di recente; un'iscrizione lo data al 148 a.C. Altri rilievi in Iran includono un re Assiro, in rilievo poco profondo, a Shikaft-e Gulgul; non tutti i siti con rilievi persiani si trovano nell'Iran moderno. Come altri stili sassanidi, la forma godette una piccola rinascita sotto i Qajar, i cui rilievi includono un grande e vivace pannello che mostra la caccia nel terreno di caccia reale di Tangeh Savashi, e un pannello, ancora in gran parte con la sua colorazione intatta, a Taq Bostan che mostra lo scià seduto con gli inservienti.
Il catalogo standard dei rilievi persiani pre-islamici elenca gli esempi noti (al 1984) come segue: Lullubi #1–4; Elam 5–19; Assiria # 20-21; Achemenidi # 22-30; Tardo/post-Achemenidi e Seleucidi #31-35; Parti # 36-49; Sasanidi #50-84; altri # 85-88.

## Tappeti

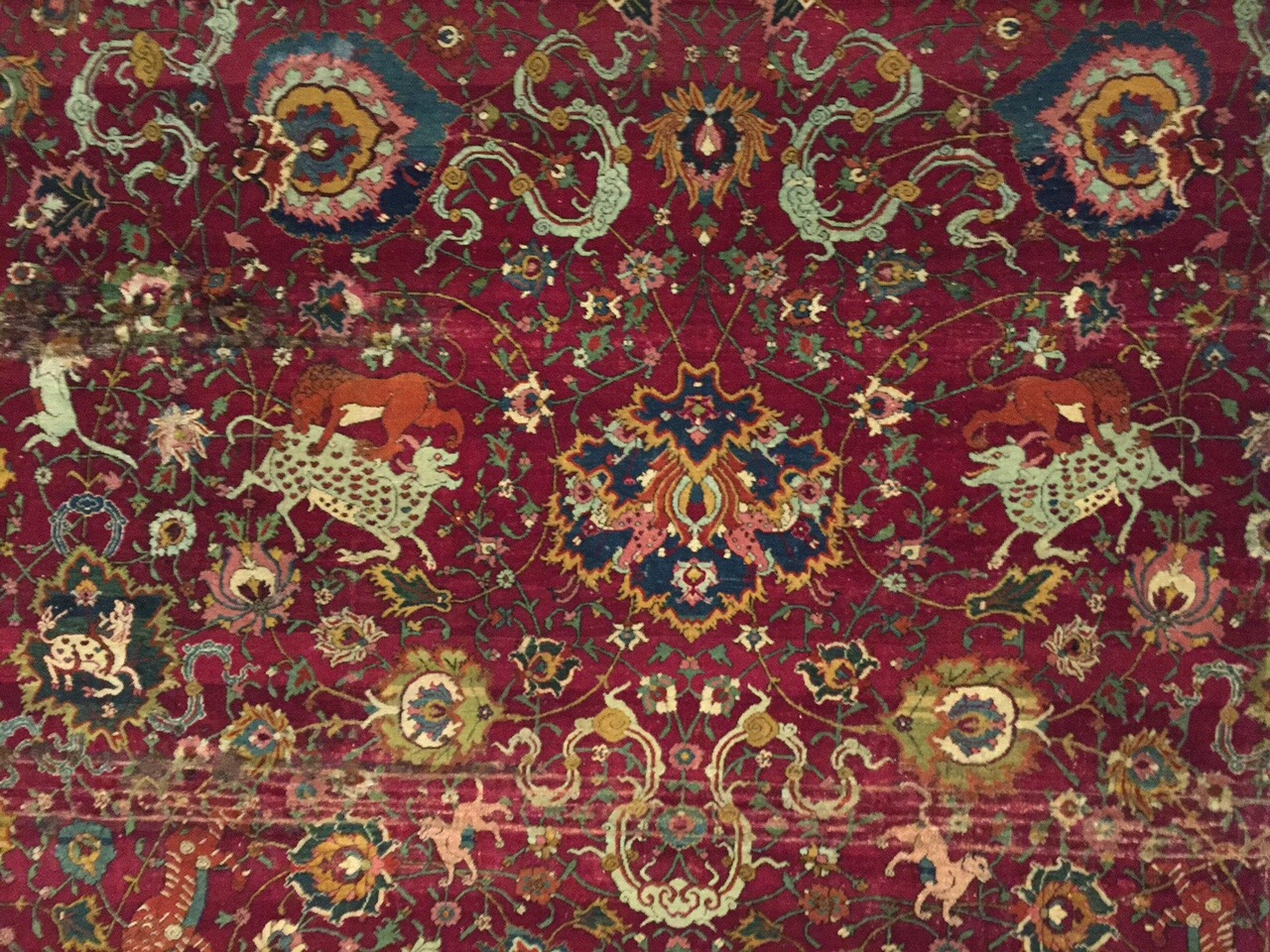
Particolare di un tappeto persiano con animali, periodo safavide, XVI secolo

La tessitura dei tappeti è una parte essenziale della cultura persiana e dell'arte iranica. All'interno del gruppo dei tappeti orientali, prodotti dai paesi della cosiddetta "cintura del tappeto", il tappeto persiano si distingue per la varietà dei suoi disegni molto elaborati.
Tappeti persiani di vario tipo venivano tessuti in parallelo da tribù nomadi, in laboratori di villaggi e città, e da manifatture della corte reale. In quanto tali, rappresentano linee di tradizione diverse e simultanee e riflettono la storia dell'Iran e dei suoi popoli. I tappeti tessuti nelle manifatture della corte safavide di Isfahan, durante il XVI secolo, sono famosi per i loro colori elaborati e il disegno artistico e oggi sono custoditi nei musei e nelle collezioni private di tutto il mondo. I loro modelli e disegni hanno stabilito una tradizione artistica, per le manifatture di corte, che è stata mantenuta in vita durante l'intera durata dell'impero persiano fino all'ultima dinastia reale dell'Iran. Eccezionali tappeti Safavidi comprendono il tappeto Ardabil (ora a Londra e a Los Angeles) e il tappeto dell'incoronazione (ora a Copenaghen). Molto precedente, il tappeto Baharestan è un manufatto sasanide perduto creato per il palazzo reale di Ctesifonte, mentre il più antico tappeto significativo, il tappeto di Pazyryk fu probabilmente realizzato in Persia.
Tappeti tessuti in città e centri regionali come Tabriz, Kerman, Mashhad, Kashan, Isfahan, Na'in e Qom si caratterizzano per le loro specifiche tecniche di tessitura e per l'utilizzo di materiali, colori e fantasie di alta qualità. Manifatture cittadine come quelle di Tabriz hanno svolto un importante ruolo storico nel far rivivere la tradizione della tessitura dei tappeti dopo periodi di declino. I tappeti tessuti dai villaggi e dalle varie tribù dell'Iran si distinguono per la lana fine, i colori vivaci ed elaborati e i motivi specifici e tradizionali. I tessitori nomadi e dei piccoli villaggi spesso producono tappeti con disegni più audaci e talvolta più grossolani, che sono considerati i tappeti più autentici e tradizionali dell'Iran, in contrasto con i disegni artistici e pre-programmati dei luoghi di lavoro più grandi. I tappeti Gabbeh sono il tipo di tappeto più conosciuto di questa linea di tradizione.

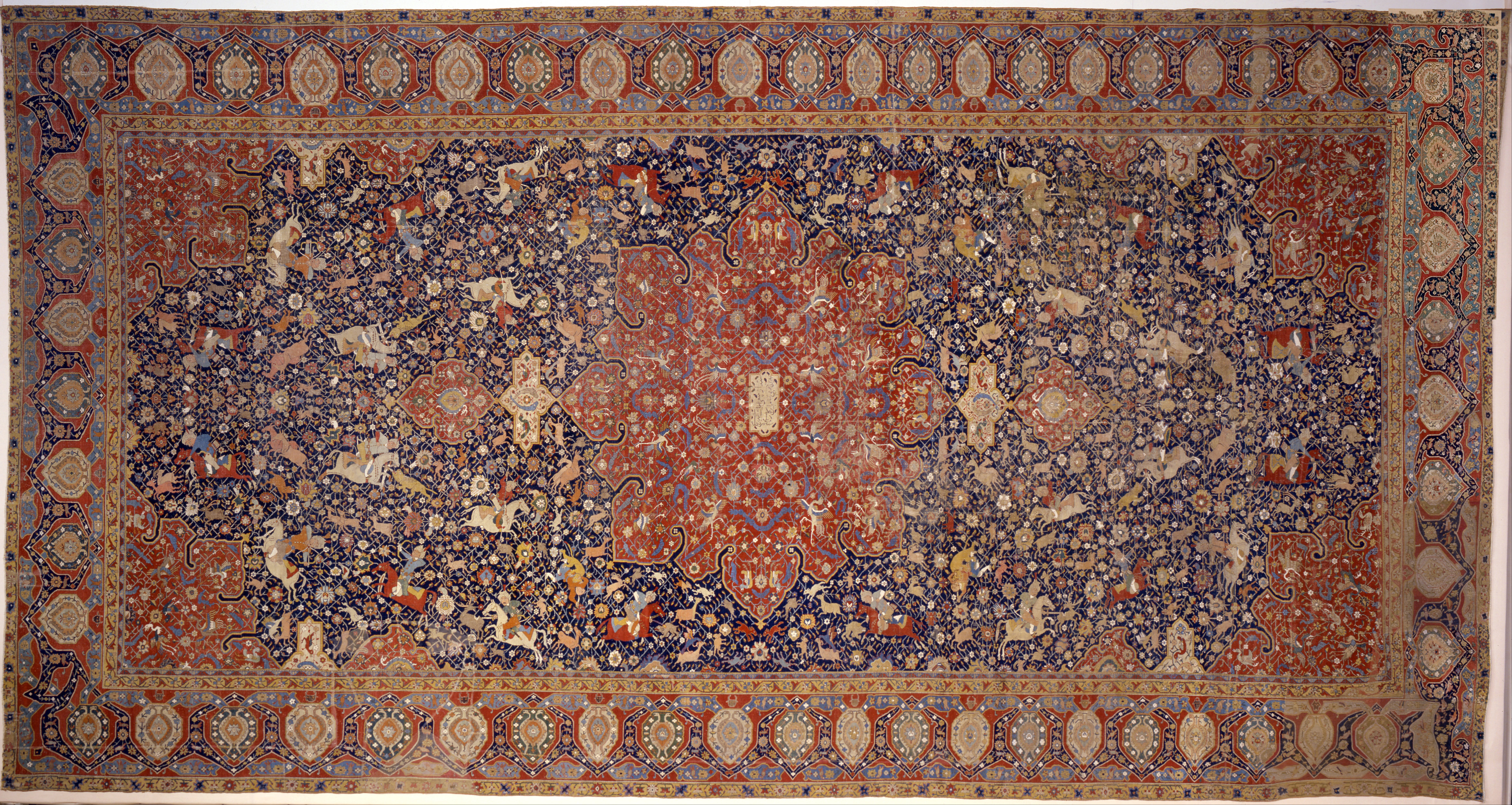
Il tappeto da caccia realizzato da Ghyath ud-Din Jami. Lana, cotone e seta, 1542-1543

L'arte e l'artigianato della tessitura dei tappeti hanno attraversato periodi di declino nel corso di disordini politici o sotto l'influenza delle esigenze commerciali. Soffrirono particolarmente l'introduzione di coloranti sintetici durante la seconda metà del XIX secolo. La tessitura dei tappeti svolge ancora un ruolo importante nell'economia dell'Iran moderno. La produzione moderna è caratterizzata dal revival della tintura tradizionale con colori naturali, dalla reintroduzione dei tradizionali motivi tribali, ma anche dall'invenzione di disegni moderni e innovativi, tessuti con la tecnica antica. I tappeti persiani tessuti a mano sono stati considerati oggetti di alto valore e prestigio, artistico e utilitaristico, dalla prima volta in cui vennero citati dagli antichi scrittori greci, fino ad oggi.
Sebbene il termine "tappeto persiano" si riferisca più spesso a tessuti a pelo lungo, tappeti a tessitura piatta come Kilim, Soumak e tessuti ricamati come Suzani fanno parte della ricca e articolata tradizione della tessitura persiana. La Persia era famosa per i suoi tappeti tessuti.
Nel 2010, le "abilità tradizionali della tessitura dei tappeti" in Fārs e a Kashan sono state iscritte nei patrimoni orali e immateriali dell'umanità.

### Esplicative
1. ↑  Frankfort 1970, pp. 343-48; Muscarella 1988, p. 117 è meno sicuro che non siano stati insediati.

### Bibliografiche
1. ↑   Langer (a cura di), An Encyclopedia of World History, 5th, Boston, Houghton Mifflin, 1972,  pp.  17., ISBN 0-395-13592-3.
2. 1 2   Joan Aruz, The Royal City of Susa: Ancient Near Eastern Treasures in the Louvre, New York, Abrams, 1992,  p. 26.
3. ↑   Joan Aruz, The Royal City of Susa: Ancient Near Eastern Treasures in the Louvre, New York, Abrams, 1992,  p. 29.
4. 1 2  (EN) Potts DT, The Archaeology of Elam: Formation and Transformation of an Ancient Iranian State, Cambridge University Press, 1999,  p. 318, ISBN 9780521564960.
5. ↑  (EN) Osborne JF, Approaching Monumentality in Archaeology, SUNY Press, 2014,  p. 123, ISBN 9781438453255. URL consultato il 18 marzo 2019 (archiviato dall'url originale il 17 dicembre 2019).
6. ↑  (EN) Wiesehofer J, Ancient Persia, I.B. Tauris, 2001,  p. 13, ISBN 9781860646751.
7. 1 2  Porada.
8. ↑  "Luristan" rimane l'ortografia abituale nella storia dell'arte per i bronzi, come ad esempio in EI, Muscarella, Frankfort, e l'attuale pratica museale.
9. ↑  Muscarella 1988, pp. 112-113.
10. ↑  Muscarella 1988, pp. 115-116.
11. 1 2 3 4  EI I.
12. ↑  Muscarella 1988, pp. 116-117.
13. ↑  Frankfort 1970, pp. 344-45.
14. ↑  Muscarella 1988, pp. 125-126.
15. 1 2  Cotterell 1993, pp. 161-162.
16. ↑  (EN) Edward L, Lerberghe K von e Schoors A, Immigration and emigration within the ancient Near East, Peeters Publishers, 1995,  p. 119, ISBN 978-90-6831-727-5.
17. 1 2 3  Cotterell 1993, p. 162.
18. ↑  Rawson, 45
19. ↑  Downey
20. ↑  Downey; Rawson, 47
21. ↑  Cotterell 1993, pp. 173-175.
22. ↑  Rostovtzeff: Dura and the Problem of Parthian Art; Downey
23. ↑   H. T. Bakker, Iconography of Religions, 1987,  p. 7, ISBN 9789004047983.
24. 1 2   Fergus Millar, The Roman Near East, 31 B.C.-A.D. 337, 1993,  p. 329, ISBN 9780674778863. URL consultato l'8 settembre 2017 (archiviato dall'url originale il 17 novembre 2016).
25. ↑  Cotterell 1993, p. 175.
26. 1 2 3 4 5 6 7  Harper
27. ↑  Cotterell 1993, pp. 177-178.
28. ↑  Keall
29. ↑  Marshak, Boris I,  "Panjicant" (archiviato dall'url originale il 16 novembre 2015)., 2002, Encyclopædia Iranica; Canby (1993), 9; Harper; diverse foto su  warfare.ml (archiviato dall'url originale l'11 marzo 2018).
30. ↑  Keall for Bishapur; see Harper for other sites
31. ↑  Cotterell 1993, pp. 189-190.
32. ↑  Ettinghausen et al, 105, 133–135; Soucek
33. ↑  Nishapur: Pottery of the Early Islamic Period, Wilkinson, Charles K. (1973)
34. ↑   Archived copy, su britannica.com. URL consultato il 14 ottobre 2015 (archiviato dall'url originale il 10 giugno 2015).
35. ↑  Ettinghausen et al, 105–116, 159–163, 165–166
36. ↑  Ettinghausen et al, 166–171; Soucek; Piotrovsky & Rogers, 78–84, 64–73
37. ↑  Ettinghausen et al, 125-127
38. ↑   Mary McWilliams, Bowl Inscribed with a Saying of 'Ali ibn Abi Talib, su Harvard Art Museums. URL consultato il 7 luglio 2015 (archiviato dall'url originale l'8 luglio 2015).
39. ↑   Lis Volov, Plaited Kufic on Samanid Epigraphic Pottery, in Ars Orientalis, vol. 6, n. 1966, 1966,  pp. 107-33.
40. ↑  Hillenbrand (1999), p.89; Soucek
41. ↑  Hillenbrand (1999), p.91; Soucek
42. ↑  Hillenbrand (1999), Chapter 4
43. ↑  Piotrovsky & Rogers, 64–73
44. ↑  Piotrovsky & Rogers, 78–93
45. ↑  Hillenbrand, p.100
46. ↑  Ettinghausen et al, 128–129, 162, 167; Soucek; Piotrovsky & Rogers, 50–62
47. ↑  Canby (1993), 25–27
48. ↑  Blair & Bloom, Chapter 3
49. ↑   Morris Rossabi, From Yuan to Modern China and Mongolia: The Writings of Morris Rossabi, BRILL, 28 novembre 2014,  pp. 661, 670, ISBN 978-90-04-28529-3. URL consultato il 9 gennaio 2016.
50. ↑  Canby (1993), Chapter 3
51. ↑  Blair & Bloom, Chapter 5
52. ↑  Welch
53. 1 2 3  Blair & Bloom, 171
54. ↑  Canby (2009), 19-20
55. ↑   Persian Drawings in the Metropolitan Museum of Art, Metropolitan Museum of Art, 1989,  p. 3, ISBN 0870995642. URL consultato il 14 agosto 2019.
56. ↑  Blair & Bloom, 165–182
57. ↑  Canby (1993), chapter 2; Blair & Bloom, 170–171
58. ↑  Canby (1993), 77-86
59. ↑  Canby (1993), 83-88
60. ↑  Canby (1993), 91-101
61. ↑  Vedi Welch, 95-97
62. ↑  Canby (2009), 101-104, 121-123, 137-159
63. ↑  Canby (2009), 162-163, 218-219
64. ↑  Blair & Bloom, 178; Canby (2009), 84-87
65. ↑  Canby (2009), 237
66. ↑  Canby (2009), 123
67. ↑  Canby (2009), 160-161
68. ↑  Canby (1993), 117–124; Piotrovsky & Rogers, 177-181; Scarce
69. ↑  Canby (1993), 119–124; Piotrovsky & Rogers, 154-161; Scarce
70. ↑  Canby (1993), 123
71. ↑  A. Ashraf e Layla Diba,  "Kamal-al-molk, Mohammad Gaffari (archiviato dall'url originale il 10 dicembre 2015)., 2010–12, Encyclopædia Iranica
72. ↑  Scarce; Piotrovsky & Rogers, 154
73. ↑  Canby (1993), 119–124; Scarce; Piotrovsky & Rogers, 154
74. ↑  Pope 1971, p. 1.
75. 1 2  Pope 1965, p. 266.
76. ↑  (EN) Ardalan N e Bakhtiar L, Sense of Unity; The Sufi Tradition in Persian Architecture, 2000, ISBN 1-871031-78-8.
77. ↑  Canby (1993), Chapter 2
78. ↑  Canby (1993), capitoli 3 e 4
79. ↑  Canby (1993), capitoli 5–7
80. ↑  Gray, 25-26, 48-49, 64
81. ↑  Gruber, vedi Welch, 95–97.
82. ↑  Nella terminologia occidentale il termine manoscritto miniato, viene normalmente utilizzato per riferirsi sia ai disegni esplicativi che alle decorazioni.
83. ↑  Canby (1993), 83
84. ↑  Canepa, 53 e seguenti. Canepa, 63–64, 76–78.
85. ↑  Luschey; Canepa, 55–57
86. 1 2 3 4  Herrmann and Curtis
87. ↑  Luschey
88. 1 2  Canepa, 57–59, 65–68
89. ↑  Herrmann and Curtis; Canepa, 62, 65–68
90. ↑   Vanden Berghe #27–29, su livius.org. URL consultato il 30 novembre 2015 (archiviato dall'url originale il 3 marzo 2016).
91. ↑  Herrmann and Curtis; Canepa, 74–76
92. ↑  Herrmann and Curtis; Keall for the six at Bishapur
93. ↑  Canepa, 59–61, 68–73
94. ↑  Downey; Canepa, 59–60
95. ↑  Vanden Berghe, Louis, Reliefs rupestres de l'Iran ancien, 1983, Brussels,  sommario online (archiviato dall'url originale il 3 marzo 2016).
96. 1 2 3 4 5  Savory
97. ↑   UNESCO Representative List of the Intangible Cultural Heritage of Humanity, su unesco.org. URL consultato il 9 agosto 2015 (archiviato dall'url originale il 22 novembre 2015).
98. ↑   UNESCO Representative List of the Intangible Cultural Heritage of Humanity, su unesco.org. URL consultato il 9 agosto 2015 (archiviato dall'url originale il 22 novembre 2015).